# Vatican durant la Seconde Guerre mondiale
 (octobre 2024).
Motif : Article bcp trop long et non neutre, souvent sourcé par des refs médiocres et/ou apologétiques. Manquent les sources récentes et de qualité, comme Hubert Wolf et David Kertzer, qui commentent notamment les nouveaux éléments apparus après l'ouverture des archives du Vatican en 2020. Le travail de ces historiens reconnus montre à quel point la réalité historique est loin des fantasmes (Vatican, nid d'espions) développés dans le présent article. En outre, il s'agit ici d'un doublon de la page Église catholique pendant la Seconde Guerre mondiale, qui présente les mêmes problèmes.
L'État de la Cité du Vatican a suivi une politique de neutralité pendant la Seconde Guerre mondiale, sous la conduite de Pie XII. Bien que la ville de Rome soit occupée par l'Allemagne à partir de 1943 et les Alliés à partir de 1944, la Cité du Vatican, elle, reste libre.
Au début de la guerre, le Vatican renforce son dispositif de sécurité mais ses forces armées ne sont pas en mesure de rivaliser avec la division SS qui vient occuper Rome en septembre 1943. Le Vatican se prépare alors à une invasion : il cache et détruit les documents sensibles, organise une fuite des personnages-clés et interdit à la garde de lutter par les armes si les Allemands franchissent la « frontière ». Aujourd'hui encore, il n'y a pas de consensus chez les historiens pour savoir si Hitler envisageait sérieusement d'investir le Vatican et de capturer le pape.
Si le pape s'abstient de toute déclaration contre les dictatures, plusieurs historiens, dont Saul Friedländer, décrivent Pie XII comme quelqu'un de relativement complaisant avec le régime fasciste de Mussolini, Hitler et l'Axe de manière générale. D'autres historiens comme Pierre Milza rapportent quelques tentatives du pape en faveur de la résistance allemande et des Alliés. D'autres encore, comme David Kertzer, s'appuient sur les archives secrètes du Vatican, ouvertes en 2020, pour démontrer que Pie XII s'était dès le début engagé auprès de Hitler à ne jamais s'exprimer publiquement sur les questions politiques ou « raciales ».

## Contexte

### Historique

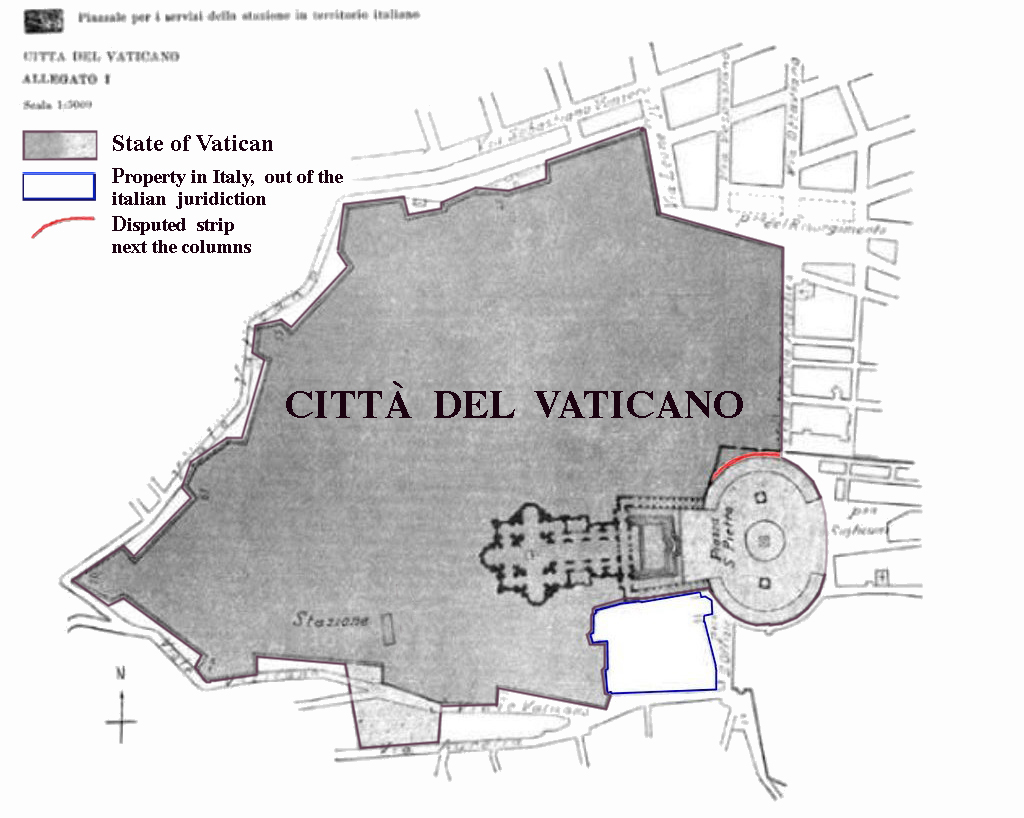
Le Vatican naît en 1929, dix ans avant la Seconde Guerre mondiale.

La Cité du Vatican a été créée en 1929, une dizaine d'années seulement avant le début de la Seconde Guerre mondiale. Les accords du Latran de 1929 signés avec l'Italie reconnaissent la souveraineté de la Cité du Vatican. Ils déclarent la Cité du Vatican, pays neutre, dans les relations internationales et exigent que le pape s'abstienne de toute médiation à moins qu'elle ne soit demandée par les parties. En 1939, la ville-État est reconnue par trente-huit nations, avec un Corps diplomatique de treize ambassadeurs à part entière et vingt-cinq ministres.
L'opinion qui prévaut au Vatican, est que la clause du traité qui interdit au pape de se mêler de la vie politique italienne, interdit également la condamnation de l'agression militaire italienne, lors de l'invasion italienne de l'Albanie le Vendredi saint du 7 au 12 avril 1939.
Toutefois, à plusieurs occasions, par ses encycliques, au cours des années qui précédent la Seconde Guerre mondiale, Pie XI dénonce la montée de l'autoritarisme en Europe : en 1926, il condamne l’Action française, la persécution au Mexique (Iniquis Afflictisque), en 1931, le fascisme (Non abbiamo bisogno), mais aussi Quadragesimo Anno. À la suite de cette dernière encyclique, les chemises noires s'en prennent à l’« Action catholique italienne ». Le 11 février 1932, lors d’un entretien avec Mussolini, le pape Pie XI a déclaré : « je ne vois rien, dans l’ensemble de la doctrine fasciste, proclamant les principes d’ordre, d’autorité et de discipline, qui soit contraire aux enseignements de l’église. » En 1937, c'est le communisme (encyclique Divini Redemptoris) et immédiatement après le nazisme (Mit brennender Sorge) qui sont vigoureusement condamnés,. Le pape dit à un groupe de pèlerins belges cette phrase célèbre : « Nous, chrétiens, sommes spirituellement des sémites ».
Hubert Wolf écrit que Pie XI a eu, à plusieurs reprises, « le courage de traiter avec des personnalités souvent considérées comme des incarnations du mal : Benito Mussolini, Adolf Hitler et Joseph Staline ». Qu'il se « souciait prioritairement du salut des croyants et du libre exercice de la pastorale catholique ». En échange de sa « liberté spirituelle », l’Église acceptait au besoin « de renoncer à toute activité temporelle et se retirer littéralement de la politique et de la vie publique ». Pie XI multiplie les accords avec les États pour préserver l'Église, y compris avec les régimes qu'il désapprouve ; il signe plus de quinze concordats ou modus vivendi, notamment avec le Portugal, avec la Tchécoslovaquie, l'Italie (accords du Latran, 1929) et le Reich allemand (1933).

### La position du régime nazi vis-à-vis du Vatican

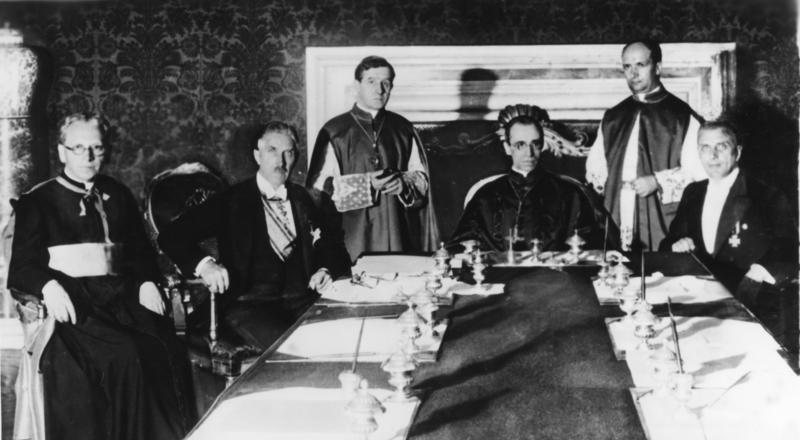
Signature du concordat à Rome. Eugenio Pacelli entouré de Ludwig Kaas, prélat et député allemand, chef du parti catholique (Zentrum), Franz von Papen, vice-chancelier allemand, assis, et, à sa gauche, debout, Alfredo Ottaviani.

#### Concordat
Avant la signature du concordat, le 10 février 1930, les évêques de Bavière donnent une instruction pastorale « interdisant au clergé catholique de prendre part au mouvement national-socialiste sous toutes ses formes », ils soulignent « les hérésies dans le programme de politique culturelle du NSDAP ». Au printemps de l'année suivante, les évêques des autres régions de l'Allemagne suivent le pas et condamnent fermement l'idéologie des nazis. Ces « interdictions et avertissements » fais par les évêques au catholiques allemands de ne pas prendre part au mouvement nazi seront levés le 28 mars 1933, quelques mois avant la signature du concordat,.
Dès l'accession d'Hitler au pouvoir, celui-ci « tend une main ouverte et amicale au Vatican ». Dans ses premiers discours, il promet « que son gouvernement respecterait les valeurs chrétiennes et les droits de la famille, réaffirmant les droits de l’Église catholique en matière d'éducation », et promet d'entretenir des relations cordiales avec le Saint-Siège,,,,,,.
Avant l'arrivée au pouvoir d'Hitler, le cardinal Pacelli avait signé des concordats avec différents États allemands (la Bavière en 1925, l'État libre de Prusse en 1929). C'est le texte utilisé pour le concordat avec la Prusse, légèrement modifié qui sera repris avec Hitler,. Dès son arrivée au pouvoir, Hitler souhaite deux choses : la levée de la condamnation faite par les évêques allemand sur le parti national-socialiste, et la suppression du Zentrum, parti catholique et dernière grande force d'opposition structurée qui lui résiste,. Le gouvernement allemand sollicite le Vatican pour ouvrir les négociations d'un concordat, mais les évêques lèvent leur condamnation sans en informer le Vatican, ni demander de contre-parti, et le Zentrum se dissous, en pleines négociations concordataires, sans informer le Vatican, le privant d'un levier de négociation pour obtenir du gouvernement Hitlérien un accord qui lui soit favorable.
Le 20 juillet 1933, le Vatican et le gouvernement signent un concordat qui normalise les relations du Troisième Reich avec le Vatican et définit le statut légal de l’Église catholique en Allemagne,,,. Pacelli doit précipiter la signature car la dissolution imprévue du Zentrum le 5 juillet le prive de moyen de pression pour négocier avec le gouvernement allemand et met en danger le Vatican face à un refus de signature allemand, Hitler ayant obtenu sans contre-partie un point important qu'il cherchait à négocier. Wolf écrit que « la clause de dépolitisation [prévue dans le concordat] ne valait même plus le papier sur lequel elle avait été couchée ». De leur côté, les évêques allemands, avaient unanimement déclaré que « le Concordat avec le Reich était le dernier espoir pour éviter un Kulturkampf bien plus grave qu'à l'époque de Bismarck ». Pour la Curie, ce concordat devait servir à protéger les « catholiques en prévision des temps difficiles qui [..] guettaient l’Église sous le régime national-socialiste ». Cet accord devait servir de « haut-rempart » pour protéger l’Église et les chrétiens,,.
Mais comme pour le concordat signé avec Mussolini quelques années plus tôt, Hitler ne respecte pas sa parole,,,,. Le cardinal Eugenio Pacelli (futur pape Pie XII) « croyait fermement » que de tels accords « constituaient le meilleur moyen de protéger l’Église et sa mission religieuse »,,,. David Alvarez écrit : « pour les nazis comme pour les fasciste italiens, le concordat n'était qu'un instrument de propagande, destiné à légitimer leur régime et impressionner favorablement les catholiques dans leur pays et dans le reste du monde. Il n'avaient pas l'intention de respecter leur signature, et lorsque le moment viendrait de briser l’Église, ils ne se laisseraient pas arrêter par un document légal »,,,. Le pape et les évêques allemands ne sont pas dupes et savent bien qu'Hitler ne respectera pas sa parole ni le texte signé. Mais ils estiment tous qu'il « n'y a pas d'autre moyen de s'opposer au totalitarisme hitlérien que le concordat ». Le pape reconnaît même « qu'il a dû signer le concordat avec "un pistolet braqué sur la tempe" »,,,. La signature du concordat n'amène pas une diminutions des persécutions, mais voit plutôt une nette augmentation. Face aux protestations des évêques, les dirigeants nazi nient toutes persécutions tout en « réaffirmant le droit du régime à frapper quiconque attentait à l'unité et à la santé morale du peuple ». Malgré cela, la majorité des évêques allemand continuent d'exprimer leur loyalisme envers leur pays, même si « certains prélats, à l'instar de Mgr Gröber, archevêque de Fribourg, étaient devenu de chauds partisans d'une dénonciation publique de la persécution religieuse ».
Après l'élection de Pacelli comme pape, Hitler envisage d'abroger le concordat avec Rome. Goebbels écrit que « ce sera sûrement le cas dès que Pacelli se sera livré à son premier acte d'hostilité »,.
Barbara Koehn écrit : « Hitler n'honorera point ses engagements. Le concordat n'était pour lui qu'un simple stratagème dilatoire en vue de bercer l'épiscopat catholique d'illusions et de le museler politiquement. [...] Ainsi Hitler pouvait-il espérer diminuer, voir étouffer les critiques venant de l’Église tout en continuant à violer ses droits. [..] L’Église catholique, en revanche, observa scrupuleusement les stipulations du concordat et renonça à toute intervention à caractère politique ». Grâce au concordat l’Église se retrouvait (théoriquement) protégée de toute pression idéologique voir théologique, en échange elle s'engageait à ne pas intervenir sur la sphère politique et critiquer les décisions politiques du gouvernement. Mais dès la fin 1933, les nazi tentèrent d'imposer en Allemagne une réforme religieuse et une révision des écrits de l'Ancien Testament ce qui violait directement le concordat tout juste signé. Les évêques protestèrent, mais le soutien qu'ils obtinrent à l'étranger furent pour les nazi et le gouvernement « le prétexte d'accuser l’Église de violer le concordat ».
B. Koehn écrit que de 1933 à 1939, l’Église et le pape on envoyé 55 notes de protestations au gouvernement allemand concernant des violations du concordat. 45 de ces notes sont restées sans réponses. Pour H. Wolf, ce concordat a tout de même permis à l’Église catholique de « préserver l'autonomie de sa liturgie et de sa prédication », beaucoup mieux que pour l’Église évangélique allemande qui s'est trouvée infiltrée par les Chrétiens allemands (eux-mêmes noyautés par les chemises brunes), et qu'ainsi, les catholiques ont évités un « désastre pastoral »,,,.
Immédiatement après la signature du concordat, la presse nationale-socialiste va « célébrer » l'événement en déclarant que cette signature est « un acte de reconnaissance par le pape et par la Curie du nouveau régime et de la conception du monde qu'il incarnait ». Le cardinal Pacelli va immédiatement réagir et s'opposer à « cette interprétation unilatérale » en niant que ce concordat puisse « être considéré comme une approbation des théories de l'hitlérisme ». Mais la presse nazi n'en tiendra pas compte,,.

#### Violences et intimidation
Avant même la signature du concordat, les nazis se lancent dans un programme d'intimidation physique et idéologique. Après la signature, les attaques se multiplient,. Pour s'assurer le contrôle de l'administration de l’Église catholique allemande, les agents nazis intimident ou soudoient les évêques pour obtenir leur soumission. Pour détruire l'autorité morale de l'institution et miner sa popularité, l'administration se lance dans une série d'attaques en justice contre des représentants de l’Église et des institutions (ordres religieux, prêtres, moines, religieuses), les accusant de « prétendus délits sexuels ou financiers ». Des accusations montées de toutes pièces contre des infractions à la législation sur les devises sont lancées contre des ordres bénédictins, franciscains ou jésuites qui font régulièrement des transferts de fonds entre monastères, entre couvents de différents pays ou avec le Vatican,,,.
En mars 1933, après le coup de force de la SS pour prendre le gouvernement de Bavière, tous les responsables politiques catholiques sont déportés dans le camp de Dachau,,. Lors de la nuit des Longs Couteaux, en juin 1934, des dirigeants catholiques sont assassinés. En 1937, 1 100 prêtres sont arrêtés en Allemagne dont 304 qui sont déportés à Dachau,. Lors de l'entrée des troupes à Prague « tous ceux qui ont pris la parole et publié des écrits contre le Troisième Reich et son Führer sont arrêtés ». 487 jésuites sont déportés dans des camps de prisonniers. Pierre Milza, citant Giovanni Miccoli (it) indique que, de la prise de pouvoir d'Hitler à la fin de la guerre, « 1 996 pretres, 4 évêques, 113 clercs, 238 religieux qui furent mis à mort, tandis que 3 642 prêtres, 389 clercs, 341 frères convers et 1 117 religieuses étaient envoyées en camp de concentration »,,,,. « En 1996, Ulrich von Hehl est ses collaborateurs arrivaient au chiffre de 12 105 prêtres (10 315 séculiers et 1 790 réguliers) sur environ 27 000 prêtres catholiques allemands, touchés par des mesures punitives du régime ».
Avant la guerre, les chemises Brunes viennent décapiter les statues des cathédrales, tirer au fusil sur les  croix et même maculer d'excréments les autels des églises.
Jusqu'à la fin de la guerre, le Vatican émet 53 notes de protestations contre les violations du concordat par les nazis, au point qu'un officier SS va jusqu'à dire « il serait absurde d'accuser Pacelli d'être pronazi ». Une foule de manifestants vient même encercler le domicile de l'évêque de Munich, fracasser toutes les fenêtres et tenter de mettre le feu au bâtiment. Dès 1933, des « brutes » viennent rouer de coups en pleine rue les fidèles qui effectuent la quête pour les œuvres caritatives. D'autres viennent avec des cravaches frapper les fidèles à la sortie de la messe. Les imprimeries catholiques sont l'objet de descentes où des nazis saccagent les locaux. Après la publication et diffusion de l'encyclique « Mit brennender Sorge » en 1937, les dirigeants hitlériens « exigent des représailles immédiates. Les imprimeries qui avaient apporté leur concours à la publication du texte sont fermées, leurs employés licenciés ou emprisonnés ».
Pour éliminer la présence et l'influence de l’Église dans la population, les nazis tentent d'éliminer toutes les organisations catholiques « susceptibles de fournir une base institutionnelle à des activités antinazies » (fermeture des journaux, maisons d'éditions, associations catholiques, fermeture des séminaires). L’État ne s'arrête pas là : il saisit les biens de l’Église, ferme les écoles catholiques et révoque ses enseignants,,,,. Mais si le concordat qui prévoyait une « dépolitisation de l’Église » en l'échange de la protection par l’État « des attaques dont les associations et les organes de presse [catholiques] étaient victimes de la part des milices nationales-socialistes », ces violences reprennent de plus belles après la signature « pour donner lieu à une véritable persécution dirigée contre tous ceux qui, au sein du catholicisme allemand, se rebellaient ».
En janvier 1941, Hitler lance le Klostersturm (de) : il fait saisir tous les couvents, expulser les religieux. Tous les biens des religieux deviennent propriété d’État. Même les cloches sont fondues pour que le métal serve à fabriquer des balles,. B. Koehn écrit que la Gestapo va jusqu'à déposer de « fausses preuves » dans les couvents pour justifier leur fermeture, en violation complète du concordat signé avec le Vatican. Lorsque évêque de Münster, von Galen dans un de ses sermons critique du régime nazi et de ses exactions (y compris contre les juifs), il provoque des réactions violente chez les dignitaires nazi, comme Walter Tiessler (de), qui « parlait de pendre le coupable », idéalement au clocher de son église pour « intimider les autres évêques ». Hitler veut le faire comparaître « devant le tribunal du peuple », mais c'est Goebbels qui impose la décision de « régler les compte après la victoire finale »,. Les diplomates allemands rediront plusieurs fois, au Vatican que « le règlement général des questions en suspens ne pourrait réussir qu'après la fin de la guerre ».
L'ambassadeur allemand auprès du Vatican, von Bergen, conscient des nombreuses persécutions de l’Église catholique en Allemagne, et comprenant l'exaspération du pape face à la mauvaise volonté du gouvernement allemand, écrit un long rapport le 21 février 1942 à ses autorités pour expliquer la situation du Vatican et les raisons de son « absence de protestation officielle » (à ce jour) tout en soulignant la menace grave (voir imminente) de prise de parole publique du pape si le régime nazi ne mettait pas fin « à la politique anticatholique du Reich ». En juin 1942, le régime nazi bloque l'accès à tous les territoires conquis (en particulier la Pologne) pour le Vatican, l'empêchant d'avoir des nouvelles et même de faire des protestations officielles contre les persécutions des religieux et de l’Église sur ce territoire. Von Bergen fera même une note à son administration pour se plaindre du traitement infligé à l’Église catholique par son gouvernement, et des risques de réaction de Pie XII,.
Pour maintenir la pression sur ses opposants, Hitler et les principaux dirigeants de son régime vont régulièrement, après le début du conflit déclarer qu'ils envisageaient de « renvoyer le tout après la victoire ». Milza écrit « que les hommes et les femmes qui se seraient élevés contre son projet totalitaire [d'Hitler] avaient toutes les chances de devoir en acquitter le prix ». Cette menace qui ne précisait pas la nature exacte de la forme qu'elle pourrait revêtir, maintenait dans l'incertitude et la crainte les potentiels dénonciateurs de crimes hitlériens,,,,.

#### Espionnage

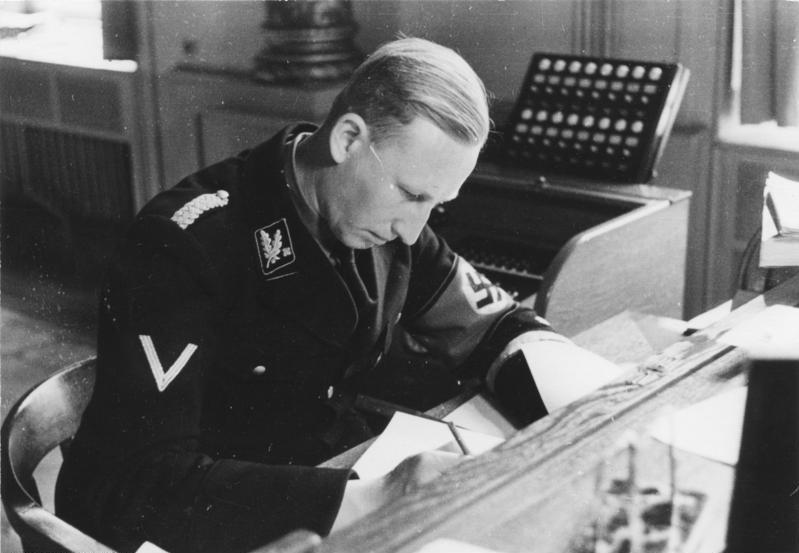
À son bureau de chef de la police bavaroise à Munich (en 1934), Reinhard Heydrich en uniforme de SS-Brigadeführer.

Dès 1933, le Sicherheitsdienst, le service de renseignement de la SS monte une cellule spéciale destinée à espionner l’Église allemande et le Vatican. Reinhard Heydrich son directeur, a une « haine pathologique » de l’Église catholique, il a la conviction que « la destruction de l’Église était plus urgente que les opérations menées contre le communisme, les juifs, les francs-maçons et les autres puissances internationales ennemies jurés de l’État national-socialiste ». Albert Harlt, ancien prêtre ayant quitté l’Église catholique, prend la direction du département « affaires religieuses » du service de renseignement à partir de 1934, et il est le pire adversaire de l’Église allemande et du Vatican. De son côté, la Gestapo monte son propre service de renseignement pour espionner l’Église, l'infiltrer, soudoyer des informateurs et obtenir des informations pour poursuivre et inculper des religieux et des personnalités en justice. De 1935 à 1939, le bureau de la SD (dépendant de la SS) « mène une guerre impitoyable contre l’Église catholique ». Il dispose de budgets confortables pour ses informateurs et indicateurs. En 1939, le bureau des affaires religieuses à « totalement infiltré l’Église catholique allemande ». Conscient que leurs courriers et communications sont espionnés par le pouvoir, les évêques allemands mettent en place un système d'échange des informations les plus critiques par coursier : une personne de confiance est chargée de porter personnellement le courrier manuscrit jusqu'au destinataire, en toute discrétion. Josef Müller est l'un de leurs principaux coursiers. C'est pour cela qu'il accepte très rapidement d'aider la résistance au nazisme,.
Tout au long de la guerre, le Vatican est « un front important » pour les services secrets allemands, et ceux-ci mettent des moyens croissants pour pénétrer ses secrets, car pour ces dirigeants nazis l’Église catholique, et le Vatican en particulier sont considérés comme « une menace politique majeure », une force intérieure subversive. Ils mènent donc un programme agressif d’espionnage à Rome,.
À partir de l'été 1942, les nazis s'inquiètent de plus en plus de savoir si le pape va « condamner publiquement le massacre des juifs ». Ils lancent plusieurs missions d'espionnage pour essayer de percer les intentions du pape. Sans succès.

#### Volonté de destruction
Albert Hartl (recruté par Reinhard Heydrich dans les services secrets de la SS) recrute un groupe d'anciens prêtres catholiques pour « harceler, acculer et finalement anéantir » l’Église. Un de ses collègues dit que Harlt avait servi la SS « avec toute la haine d'un renégat ». Lui-même dit « la lutte contre ce monde que j'ai si bien connu est devenu l’œuvre de ma vie ».
En 1937, la publication et la diffusion en Allemagne de l'encyclique Mit brennender Sorge qui critique fermement le nazisme provoque une réaction violente de Hitler qui déclare : « Le Reich ne souhaite pas de modus vivendi avec l’Église, mais plutôt sa destruction ». Hitler exprime plusieurs fois cette même idée devant différentes instances du pouvoir : devant le Ordensburg Sonthofen, il dit « J'écraserai l’Église catholique comme un crapaud », devant le Reichstag, Hitler déclare « Nous détruirons le prêtre, ennemi politique des Allemands ». De leur côté, les grands chefs du parti nazi affirment qu'« après la défaite du bolchevisme, du judaïsme, l’Église catholique sera le seul ennemi restant », et Hitler de qualifier le christianisme de « pire fléau qui se soit jamais abattu sur l'humanité », et de promettre, en décembre 1941, « la guerre va finir, et ma dernière tâche sera de faire disparaître le problème de l’Église. C'est seulement alors que la nation allemande sera parfaitement en sécurité ». Et Milza d'écrire « le propos était claire. Que le clergé catholique (Hitler parle de l’Église, pas des religions) ne se fasse pas d'illusions, et que Pie XII se le tienne pour dit : le catholicisme, pour peu que l'Axe sorte victorieux de la guerre, est appelé à disparaître »,,,,. Et Barabara Koehn d'ajouter « l'attitude haineuse de Hitler vis-à-vis de la religion dans laquelle il avait été élevé et vis-à-vis de l’Église catholique allemande apporte la preuve qu'il considérait le catholicisme comme un ennemi qu'il fallait éliminer ». En janvier 1937, des évêques allemands en visite privé au pape Pie XI lui déclarent « C'est aujourd'hui une question de vie ou de mort pour l’Église : on veut franchement son anéantissement ».
Lorsque Hitler annonce à ses généraux sa volonté d'envahir la Pologne, il organise en même temps le plan d'éliminer l’Église catholique de Pologne. En plus du génocide des juifs polonais, 2,4 millions de catholiques polonais sont assassinés par des troupes spéciales de SS. Hitler leur donne pour mission « la destruction de la classe dirigeante polonaise, c'est-à-dire surtout la destruction du clergé polonais » (en « liquidant des milliers de prêtres catholiques »). Reinhard Heydrich est informé que « les prêtres catholiques [..] devront tous être liquidés »,,. Quelques semaines après l'invasion de la Pologne, le pape Pie XII est informé par Müller d'exécutions et de déportations massives de centaines de prêtres polonais et d'intellectuels catholiques vers le camp d'Oranienbourg. Le diplomate allemand en poste au Vatican, von Bergen, fera même état, dans une de ses notes à son administration, de l'ampleur des persécutions,.
En plus de ces déclarations directes, quelques petites phrases, lourdes de sous-entendus sont lâchées par quelques dignitaires allemands. Ainsi, lors de l'intronisation de Pacelli comme pape, au Vatican, l'ambassadeur d'Allemagne, qui est présent aurait déclaré « Très émouvante et très belle [célébration], mais ce sera la dernière ». Et Milza d'écrire : « Nazi et fascistes poursuivaient sans relâche et de manière toujours plus brutale la persécution engagée contre l’Église et s'apprêtaient visiblement à l'étendre à l'ensemble des catholiques allemands, plus ou moins assimilés aux juifs ».

### La crainte d'un schisme avec l'Allemagne
Au début de 1940, Michael von Faulhaber, évêque de Munich, demande au pape de « faire une trêve » avec le gouvernement nazi pour éviter un schisme de l’Église d'Allemagne. En mars 1940, le pape convoque une conférence secrète avec plusieurs évêques allemands pour définir les risques de schisme et une ligne politique à tenir avec le gouvernement de Hitler. La crainte des évêques d'Allemagne est que si le pape demande aux catholiques de choisir entre Hitler et la foi catholique, un certain nombre d'Allemands ne choisissent le Führer,. Pour l'épiscopat ce risque est d'autant plus grand que dans le passé, le « schisme de la réforme protestante » a déjà eu lieu dans ce même pays,, et que le catholicisme allemand est traversé (depuis quelques décennies) par un courant « moderniste », demandant des évolutions liturgiques, voire de déléguer aux laïcs « de consacrer le corps et le sang du Christ », accompagné d'un rejet du modèle décisionnel pyramidal venant de Rome. Ainsi « les intellectuels catholiques allemands rêvaient d'une Église démocratique, avec une coresponsabilité des laïcs ». De plus, dans toutes les villes du pays, des milliers d'Allemands apostasient déjà et demandent à sortir de l’Église catholique, parfois bruyamment,,. Une autre crainte de l'épiscopat est qu'Hitler ne « nationalise l’Église », comme l'avait fait Henri VIII lors de la Réforme anglaise, d'autant que les nazis se sont déjà eux-mêmes « institués en Église », comme le souligne Faulhaber : « leur philosophie est une religion de fait ». Les nazis ont créé leurs propres rituels religieux recréant des rituels de baptême, de confirmation, de mariage et de funérailles. La fête de mercredi des Cendres est remplacée par la fête de Wotan et le jeudi de l'Ascension par la fête du marteau de Thor. Le Saint-Office avait noté que « le NSDAP était non seulement un parti, mais aussi et en même temps une religion politique. [..] Le parti tentait, auprès de la jeunesse notamment, de substituer Adolf Hitler à Jésus-Christ et de le faire apparaître comme le Messie ». Ses membres classent le national-socialisme comme une « hérésie véridique et véritable ». Plusieurs ouvrages de penseurs du parti nazi sont dans leur ligne de mire,. La conclusion de la rencontre est d'éviter de faire « trop de protestations officielles » (qui enveniment la situation) mais tenter de créer des contacts personnels pour essayer de désamorcer les crises. Mais le pape de conclure que si après avoir cherché toutes les pistes de résolution pacifique, il n'y a plus que l'affrontement, alors ils [l’Église] n'hésiteront pas à se battre.
Quelques mois après la signature du concordat avec le Vatican, Hitler tente une mise au pas de l’Église protestante, via une de ses branches les Chrétiens allemands, ouvertement néo-nazie. Par des pressions et intimidations, ils les amène à prendre la direction de l'ensemble du protestantisme avec pour but de créer un Christianisme positif qui va jusqu'à censurer les textes bibliques et modifier les canons de la foi chrétienne. Certaines Églises tentent de négocier, d'autres entrent dans la clandestinité pour résister aux nazis,. Mais le gouvernement nazi « ne pouvait tolérer aucune opposition, ni dans le domaine théologique ni dans le domaine politique. Toute opposition à sa volonté était une manifestation de résistance politique ». Par des manœuvres et des pressions, Hitler réussit à fissurer le front religieux protestant en plusieurs Églises isolées. La Gestapo arrête les pasteurs récalcitrants et ceux-ci sont jugés et condamnés (pour rébellion politique). Le 4 avril 1939, le ministère des Cultes du Reich publie la nouvelle politique du régime vis-à-vis de l’Église protestante, et les nouveaux Dogmes « chrétiens », et antisémites. Les Églises protestantes qui les refusent sont l'objet de sanctions, et leurs séminaires (de formation) fermés par la Gestapo. De 1933 à 1935, les nazis provoquent des heurts entre des jeunes de leur parti promouvant leur religion néo-païenne et des jeunes catholiques. Des slogans anti-chrétiens et antisémites sont proférés. Barbara Koehn écrit « l'Allemagne était une nouvelle fois en proie à une guerre de religion : celle que le régime livrait au nom de la croix gammée à la religion de la croix ».
L'attitude « conciliante » avec le Führer, de Pie XII au début de son élection, est donc due à une volonté du pape de « sauver les âmes des catholiques allemands » aveuglées par l'endoctrinement nazi, tout en menant une action « discrète et subtile » pour « détruire le nazisme » sans amener la population allemande à un choix déchirant entre leur patrie, et l’Église,,. Quelques jours après son élection, Pie XII rassemble les principaux évêques allemands pour une réunion secrète où ils définissent ensemble une ligne de conduite politique à tenir avec le régime nazi. Profitant du changement de pontife, ils décident de rouvrir la porte de la conciliation et de la détente, mais en étant prêts à l'affrontement si Hitler ne leur laisse pas le choix. Dans leur rapport ils écrivent « La tentative pour obtenir la paix répond aussi à une exigence antérieure de notre côté. S'ils refusent, il nous faudra combattre. Je n'ai pas peur. De même pour les articles de presse ». Et Milza de s'interroger : « mais avec quelles armes Pie XI entend-il barrer la route à Hitler, voire aux forces conjuguées de l'Axe Rome-Berlin, sinon celles de la diplomatie ? ».

### L'élection de Pie XII
À la mort du pape Pie XI, en février 1939, les grandes puissances européennes (France, Grande-Bretagne), sentant les risques de guerre monter, s'inquiètent de l'identité du futur pape, et de ses positions politiques : sera-t-il un « cardinal qui soutient les démocraties et condamne les dictatures ? » Les diplomates français et britanniques décident de s'unir pour essayer de faire élire un cardinal qui leur soit favorable. Leur choix tombe sur le cardinal Pacelli. Les Italiens et les Allemands se consultent également pour identifier le candidat qui leur serait le plus « favorable », et paradoxalement, leur choix tombe également sur Eugenio Pacelli, car celui-ci est germanophile, parle couramment l'allemand, et a été nonce en Allemagne durant douze ans. Ayant des « conseillers et domestiques allemands », ce cardinal était (selon ces diplomates) « le meilleur atout de l'Allemagne ».
Les services secrets allemands envisagent de soudoyer les cardinaux pour faire élire leur propre candidat. Leur « contact sur place » s'avère être un escroc. Ayant peur du scandale politique si l'affaire était révélée au grand jour, c'est Hitler lui-même qui met un veto à l'opération, s'économisant finalement une grosse perte d'argent, et le ridicule. Même les Britanniques et les Français qui réfléchissent sur les moyens « d'influer sur le vote des cardinaux » n'envisagent jamais l'hypothèse d'une corruption.
Le 2 mars 1939 le cardinal Pacelli est élu pape et prend le nom de Pie XII. Ce conclave a été le plus court des quatre derniers siècles de l'histoire. D'après Mark Riebling, « les cardinaux avaient élu le candidat le plus habile qui soit sur le plan politique ». Avant le conclave Pacelli avait fait préparé tous ses cartons et bagages pour partir se reposer en Suisse, immédiatement après l'élection du nouveau pape, mais le premier tour de vote lui donne la majorité des voix. Il ne faudra que 3 tours pour qu'il atteigne le quorum des deux tiers. Quarante délégations diplomatiques sont présentes lors de son couronnement. Il ne manque que celle d'Allemagne (parmi les grands pays), Milza écrit : « le Führer avait voulu marquer ainsi son mépris et son ressentiment pour un homme qui avait eu l'audace de le défier et pour une institution avec laquelle il aurait peut-être un jour, pensait-il, à régler ses comptes ».
En période de guerre, le Vatican essaye de rester neutre, car comme le pape représente les catholiques présents dans les deux camps, s'il prenait parti pour l'un, le pape amènerait obligatoirement des catholiques soit à trahir leur pays, soit à trahir leur foi. Pie XII, tout comme Benoît XV avant lui, décrit la position du Vatican comme celle de « l'impartialité », plutôt que celle de « la neutralité », il décide dès le début, « d'agir en tant qu'intermédiaire secret entre Londres et les résistants allemands afin de hâter la fin de la guerre et de précipiter la chute du régime nazi » pour le remplacer par un pouvoir plus démocratique,,.

## Relation entre Hitler et Pie XII
Dès le 14 novembre 1923, le Eugenio Pacelli, écrivait dans ses rapports au Vatican « que toute l'action d'Hitler et de ses partisans avait un caractère particulièrement anti-catholique ». En 1924 il insistait en écrivant  que « le national-socialisme est la plus dangereuse hérésie de notre temps ». En mars 1933, les diplomates allemands comme italiens tentent de convaincre le secrétaire d’État Pacelli que les nationaux-socialistes allemands ne sont pas très éloignés des fascistes italiens et que comme pour l'Italie, l'Allemagne pourrait signer un concordat intéressant pour le Vatican. Ils insistent sur le fait qu'Hitler n'est pas un ennemi de l’Église catholique et qu'il est un bon allié dans la lutte contre le communisme. Pacelli reconnaît l'alliance possible contre le communisme mais doute des intentions d'Hitler vis-à-vis du catholicisme. Hitler, avant les élections de mars 1933 et juste après sont élection, fait pour sa part plusieurs déclarations rassurantes à destination du Vatican,. Ce que souhaite Hitler est le retrait de la condamnation des évêques allemands et la disparition du parti du Zentrum,. Tout juste au pouvoir, le ministre Göring se rend auprès du nonce à Berlin pour lui demander l'appui du pape pour faire lever « la condamnation prononcée par l'épiscopat à l'encontre du mouvement national-socialiste ». Mais le 28 mars 1933 les évêques allemand, sans intervention du pape ni de Pacelli, et sans même les prévenir, lèvent leur condamnation du parti nazi. Au grand regret de Pacelli, ils retirent cette condamnation sans la monnayer d'une contrepartie et d'un engagement clair d'Hitler vis-à-vis de sa politique ou de l’Église.
Selon l’historien Saul Friedlander « dès son élection comme pape, Pie XII a souhaité le rapprochement avec l'Allemagne nazie ». Pierre Milza écrit que l'initiative de la demande de concordat émane de von Papen et de Hitler. Ce sont les officiels allemands qui ont contacté les premiers les autorités de l’Église catholique,,. Si au printemps 1933, le pape Pie XI salue Hitler comme étant « le seul homme d’État [..] à s'être prononcé publiquement et explicitement contre le communisme », le pape et Eugenio Pacelli (futur Pie XII), ne se font « aucune illusion quant au mépris des hommes et à l'hostilité du régime national-socialiste à l'égard de l’Église ».
Hubert Wolf écrit « qu'il semble même que Pie XII ait considéré Hitler comme [étant] "possédé par le diable" ». Le pape a en effet durant la guerre, à plusieurs reprises, tenté « d'exorciser Hitler » à distance. Après la guerre, le 1er juin 1945, lors d'un entretien privé entre le pape et Josef Müller, Pie XII lui a déclaré : « nous avons dû mener une guerre contre les puissances du mal. Nous étions confrontés à des forces diaboliques ». Cette idée était partagée par d'autres ecclésiastiques, car avant la guerre, l'archevêque de Fribourg Conrad Gröber écrivait à Pie XI que les déclarations antérieures du pape « démontrent suffisamment combien notre sainte Église a condamné ce mouvement proprement satanique ».
En 1934, le Saint-Office étudie la mise à l'index de l'ouvrage d'Hitler : Mein Kampf. Très vite les autorités vaticanes décident de ne pas attaquer frontalement Hitler, le chef légitime du gouvernement allemand, mais de faire « quelque chose de plus » (et de moins frontal) en opposant aux thèses hitlériennes la vraie doctrine chrétienne. Un syllabus s'opposant aux thèses raciales de Mein Kampf est mis à l'étude et rédigé, sans jamais nommer Hitler ni son ouvrage. Des fuites dans la presse amènent des réactions violentes du NSDAP, qui ne réalisera jamais que la riposte catholique vise l'ouvrage du Führer et non d'autres ouvrages idéologiques nazis. L'encyclique Mit brennender Sorge, publiée en 1937, sera également une réponse à Mein Kampf. Mais finalement, ni Pie XI, ni Pie XII ne valideront la mise à l'index de son ouvrage, ni même l'excommunication du Führer,.
Le 17 mai 1937, l'ambassadeur d'Allemagne, Diego von Bergen (de), se fait « promener » par Pacelli. Le cardinal, en discutant avec son hôte, continuait à réfléchir « au meilleur moyen d'assurer son influence quitte à mentir, si nécessaire, ou à se prêter à des compromis provisoires ».
En 1940 à la suite de sa rencontre avec le pape Pie XII le 13 mars, le ministre des affaires étrangères du Reich M. Ribbentrop relate dans un rapport son intervention auprès du pape où il lui a dit : « Le führer était d’avis qu’un arrangement fondamental entre le national-socialisme et l’Église catholique était tout à fait possible. [..] l’Allemagne avait fait des concessions préliminaires considérables, le führer avait annulé pour le moins 7 000 actions en justice intentées à des prêtres catholiques. De plus, il ne fallait pas oublier que l’État national socialiste dépensait un milliard de Reichsmarks par an pour l’Église catholique ; aucun autre État ne pouvait se targuer d’une telle réalisation » d’après le rapport du diplomate à sa hiérarchie, « le pape se montra en total accord avec les propos du ministre des affaires étrangères et admit sans réserve que les faits concrets étaient tels qu’il les avait mentionnés. [..] En conclusion, le ministre des affaires étrangères souligna le fait historique que jamais auparavant dans l’histoire une révolution aussi radicale que celle que le national-socialisme, ne s’était accomplie avec aussi peu de dommages causés à l’Église. Au contraire, c’était en fin de compte grâce au national-socialisme que le chaos bolchevique ne s’était pas installé en Europe, détruisant totalement la vie de l’Église »,.
Le 31 décembre 1939 à l'occasion d'une audience habituelle du nouveau pape, le diplomate allemand Menshausen, écrit dans un rapport que Pie XII aurait insisté pour que l'ambassadeur transmette ses vœux de bonheur au Führer ainsi que son profond penchant et amour pour l’Allemagne. Le lendemain, il écrit dans un autre rapport que le pape « déclara spontanément, après avoir exprimé sa sympathie inchangée pour l’Allemagne, que l'opinion très répandue selon laquelle il était opposé aux États totalitaires était fausse »,.
En juin 1942, Hitler décide personnellement d'interdire toute relation entre le Vatican et le clergé de tous les territoires conquis par l'Allemagne. Il réduit l'application du concordat au seul territoire du Reich de 1933 (isolant de facto tous les territoires annexés depuis 1938, en commençant par l'Autriche). Ainsi le Vatican ne peut plus obtenir de nouvelles ni protester contre les persécutions du clergé et des fidèles dans une large partie de l'Europe de l'Est, en particulier dans l'ancienne Pologne (devenue le Wartheland) dont le clergé fait l'objet de déportations massives. Le pape et la Curie s'en plaignent fermement auprès du gouvernement allemand, et menacent de faire une protestation publique officielle, mais le gouvernement nazi menace d'une rétorsion particulièrement violente si le Vatican mettait en œuvre sa protestation. Finalement, sous la menace, le pape cède.
En 1943, quand les nazis commençaient à perdre la guerre sur le front de l'Est et en Égypte, un chef du renseignement allemand transmet à Ribbentrop un long rapport rédigé par un de ses agents de renseignement (non cité) dans lequel l'agent indique que lors d'une audience papale, Pie XII aurait fait part de son inquiétude : « le pape en vint finalement à parler du danger que le bolchevisme représentait pour le monde et laissa entendre que, désormais, seul le national-socialisme représentait un rempart contre le bolchevisme ». A contrario de ce rapport, en septembre 1941, Menshausen écrivait à Berlin que des dirigeants du Vatican lui avait expliqué qu'« il y avait lieu de craindre pour l’Église catholique et le christianisme en général [qu'ils] ne tombent pour ainsi dire de Charybde en Scylla, après la destruction du bolchevisme ». Et d'expliquer que le pape ne pouvait soutenir l'Allemagne contre le communisme du fait même des persécutions que les nazis réalisaient eux aussi contre l’Église.
En septembre 1943, l'ambassadeur Weizsäcker écrit à son administration que « la Curie intervient sur ordre du pape [auprès du gouvernement Badoglio], en faveur du Duce et de sa famille, et cela avec mention spécifique des noms d'au moins vingt membres de la famille »,. En octobre il écrit à nouveau « J'ai déjà communiqué que le pape était intervenu auprès du gouvernement Badoglio en faveur d'un traitement convenable du Duce et de sa famille. Il est également intervenu pour protéger les fascistes persécutés ».

## Le Vatican dans la guerre

### L'espionnage au Vatican

#### Illusions et fantasmes
Des moyens insuffisants
Si jusqu'en 1870, le Vatican faisait partie des États européens les mieux renseignés, la perte des États pontificaux a entraîné une baisse des ressources financières, et le Vatican ne parvient alors que difficilement à maintenir ses canaux d'information, et encore plus à les développer. À la fin du XIXe siècle, le monde connait une évolution stratégique et technologique au niveau du renseignement avec le développement (certes modeste à cette époque) des intérêts, des techniques et moyens d'information, et le développement de services et d'officiers spécialisés. Le Vatican reste à l'écart de cette révolution technologique et culturelle, tout en voyant sa population de cadres se cléricaliser rendant sa nouvelle population (de prêtres et de religieux) incompatible avec des missions d'espion ou de guerrier.
En plus du manque de volonté politique, il manque des moyens financiers pour développer ces nouveaux services. Même le courrier diplomatique du Vatican n'est pas transporté par des services internes, faute de moyens pour payer les coursiers. Ainsi, il fait transporter les plis confidentiels par d'autres pays, qui ne se privent pas de lire les correspondances secrètes. Ce n'est qu'à partir de 1945 que le Vatican finance son propre service de courrier diplomatique (après avoir rencontré bien des problèmes de confidentialité de sa correspondance durant la guerre).
L'essentiel des informations de terrain qui remontent au Vatican vient des ambassades situées à l'étranger, via les nonces apostoliques. Ce sont des diplomates, bien formés, mais ils manquent de moyens humains. Les représentants du pape n'ont généralement qu'un seul fonctionnaire pour les assister, rarement deux, et leur principale mission est de « s'occuper des tâches administratives courantes, des affaires ecclésiastiques non confidentielles ». Le nonce doit, lui, représenter le pape dans les activités diplomatiques usuelles et « contrôler la santé et la discipline de l’Église catholique locale ». De plus, les services diplomatiques au Vatican comptent relativement peu de personnel, si on le compare à des pays de faible dimension comme les Pays-Bas ou la Norvège. Chaque fonctionnaire du Vatican est chargé de grands secteurs géographiques, et aucun fonctionnaire ou service n'est chargé de réaliser des synthèses des renseignements reçus pour les transmettre au pape.
À l'entrée de la guerre, le Vatican ne se trouve pas plus informé de la situation internationale que des petits pays comme le Mexique ou le Portugal. À titre d'exemple, les ambassadeurs britanniques et français, Sir D'Arcy Osborne et Wladimir d'Ormesson sont (au début de la guerre) « choqués en découvrant à quel point le Vatican était peu informé sur les affaires internationales ».
Le problème du courrier diplomatique
La valise diplomatique du Vatican, normalement protégée par des accords internationaux, est ouverte et lue par tous les services qui ont l'occasion de la transporter. Le Vatican la confie aux services italiens (pour qu'ils la transportent en même temps que la leur), mais le Vatican a compris très vite que les Italiens ouvrent « discrètement » la valise pour faire une copie des documents, si bien que le Vatican finit par accepter en juin 1940 l'offre du gouvernement suisse d'utiliser ses services pour faire sortir son courrier diplomatique d'Italie, voire d'Europe,. Cet accord garantit un peu plus de respect des conventions internationales. Pour un certain nombre de pays (comme l’Égypte, l'Irak, l'Iran, le Moyen-Orient en général), le Vatican doit passer par le service des Britanniques (après les Suisses). Or ceux-ci font comme les Italiens. Tout le courrier diplomatique qui passe par les Bermudes (pour aller en Amérique du Nord) est systématiquement ouvert par les Britanniques. Lorsque certains courriers passent par le service des Américains, eux-aussi font de même.
Pour assurer la confidentialité de ses correspondances, le Vatican utilise des messagers spéciaux qui relient les différents points. Or ils sont peu nombreux, et le temps de voyage en temps de guerre peut être de plusieurs mois. Les déplacements d'évêques ou de cardinaux sont aussi l'occasion de faire suivre des courriers importants. Mais ces déplacements sont rares. Ce n'est qu'à partir de 1943 que le Vatican met en place un modeste service de courrier qui en pratique s'est limité à l'Europe du Nord,.
Le mythe
En 1939, nombreux sont les États qui imaginent que le Vatican, et le pape, sont extrêmement bien renseignés sur tout ce qui se passe dans tous les recoins du monde. L'idée générale est que « Aucun dirigeant du monde n'est mieux informé que le saint-père ! » De nombreux responsables le pensent, et les nazis en sont les plus convaincus. Pour Reinhard Heydrich, « le Vatican représente une menace clandestine » pour l’État nazi. En 1941 une conférence rassemblant tous les responsables allemands de la sécurité et du renseignement est donnée sur ce thème. Albert Hartl, est convaincu que les prêtres, moines, religieuses du monde entier remontent des informations (d'espionnage) au pape, et que les jésuites organisent des opérations clandestines dans tous les coins du monde, jusqu'au Tibet et au Japon. Hitler considérait le Vatican comme « le plus grand centre d'espionnage de l'univers ».

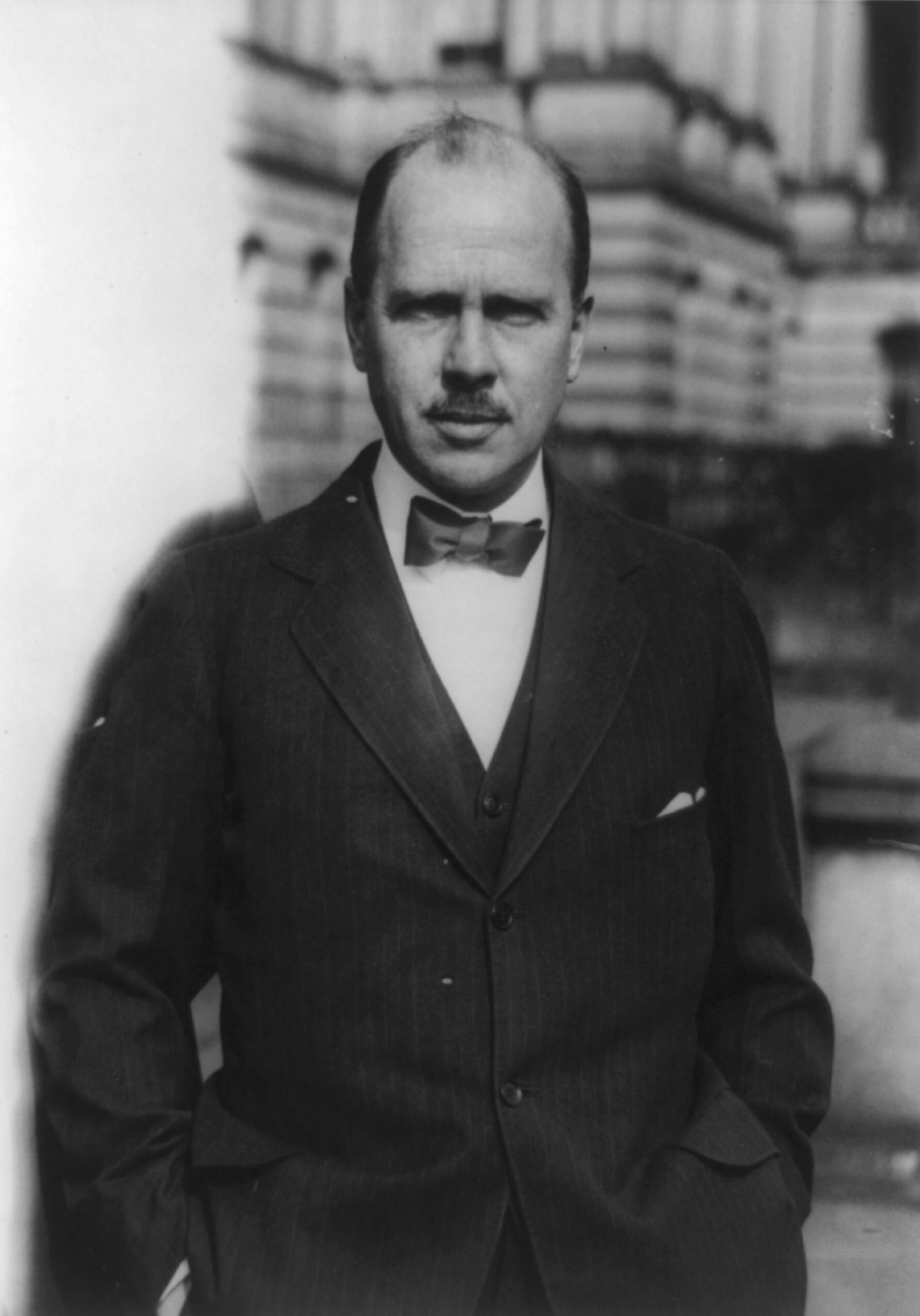
, ambassadeur américain à Berlin, persuadé que le Vatican a le meilleur service de renseignement d'Europe.

Les Américains eux aussi ont une vision « idyllique » du renseignement au Vatican : l'ambassadeur américain à Berlin, Hugh R. Wilson (en) affirmait que le Vatican possédait « le meilleur service de renseignement d'Europe »,. Cette vision, largement partagée par différentes capitales explique que les différents belligérants ont cherché à développer leur renseignement et la mise sur écoute du Vatican pour recueillir « le flot de renseignements qui arrivait du monde entier dans les bureaux pontificaux »,.
Si tout au long de la guerre, le Vatican a été relativement bien informé de la situation des Églises dans la plupart des pays, la couverture politique a été incomplète, et les informations militaires quasi inexistantes. Le pays pour lequel le pape avait le plus d'informations était bien sûr l'Italie. Lorsque des informations de terrain remontaient c'était principalement pour parler des atteintes à l’Église locale du fait des bombardements, destructions, arrestations de prélats ou autres disparitions. Comme l'écrit David Alvarez, la plupart des catholiques du monde « n'étaient pas plus enclins à retransmettre des informations politiques ou militaires à Rome, qu'ils n'étaient prêts à communiquer de telles informations à un autre État. En temps normal, jamais ils ne rapportaient au Vatican ce qu'ils voyaient ou entendaient »,.
La réalité
La principale source d'information politique du pape, et de ses principaux collaborateurs, est la presse écrite, surtout les journaux disponibles à Rome. Or ces journaux sont soumis à la censure fasciste. L'ambassadeur britannique, d'Arcy d'Osborne, pour aider le pape et éviter qu'il ne soit manipulé par la propagande fasciste commença, durant l'été 1940, à faire des synthèses et des résumés des nouvelles qu'il recevait sur sa radio via la BBC. Ces synthèses quotidiennes sont transmises au pape et à la Secrétairerie d’État. Quand en 1941, il décide de suspendre cette tâche, le pape le prie de continuer et le diplomate réalise « stupéfait que ses synthèses des nouvelles de la BBC sont la principale source d'information du pape ». Ce n'est qu'en 1944, que le Bureau d'information met en place un service chargé d'écouter les nouvelles transmises par différentes radios du monde, de les traduire et en faire une synthèse à destination du pape et des principaux responsables du Vatican.
En conclusion, David Alvarez écrit qu'« une étude des capacités d'espionnage du Vatican depuis le XIXe siècle montre que cette réputation relevait plus du mythe que de la réalité, et que les diplomates, les hommes politiques et autres observateurs avertis exagéraient constamment la capacité de la papauté à se procurer des secrets politiques ».
Des coups de chance
Parfois des indiscrétions, volontaires ou non, de tel ou tel représentant rapportent des nouvelles pouvant être inquiétantes voire alarmantes. Faute de pouvoir la vérifier, la recouper, elle n’entraîne qu'exceptionnellement une réaction du Vatican, et n'a que peu d'effet sur la politique pontificale. À titre d'exemple, quand en novembre 1944 un agent américain vient voir le pape pour lui demander des informations sur la résistance italienne en Romagne, à 500 km au nord de Rome, où les mouvements catholiques sont très actifs, l'agent de l'OSS réalise « stupéfait » que le pape et les responsables de la Curie n'ont que de très vagues informations et que c'est lui-même qui doit leur en fournir.
Si le Vatican réussit parfois à mettre la main sur des informations de valeur, c'est plus lié à la maladresse, voire la vantardise, de certains politiques italiens, qui lâchent devant des représentants du pape des informations secrètes que par des actions de renseignement construites et volontaires. Une autre aide précieuse pour le renseignement vatican, est la sympathie et l'aide inopinée de certains acteurs qui font part d'informations stratégiques de leur propre initiative alertant le Vatican sur des failles de sécurité (les codes de cryptage connus par l'ennemi), ou des actions de police prévues, lui permettant ainsi de réagir,. C'est par ce type de « fuites » que le Vatican a été informé que les Italiens, mais aussi les Allemands, décryptaient ses messages,. Autre cas : lorsque Johann Rattenhuber, chef du Reichssicherheitsdienst, lors de « rencontres amicales » avec Josef Müller, révélait des secrets de la SS à « l'espion du Vatican »,. Sans oublier l'amiral Canaris, qui, pour montrer sa bonne foi au pape (et son intention de collaborer avec lui), le renseigne sur les informations d'espionnage qui remontent des quatre services allemands chargés d'espionner le Vatican,.

#### Une citadelle assiégée
Durant la Seconde Guerre mondiale, le renseignement prend une importance croissante. Aucun État n'est épargné. Même les États neutres comme le Vatican deviennent des terres d’espionnage, et les attaques se multiplient. Les dangers les plus importants pour le Vatican venant des dictatures.
Si le Vatican s'attendait à être espionné par l'Italie et l'Allemagne, et même de façon très « agressive », il ne s'attendait pas à être l'objet d'attaque d'espionnage de la part des Alliés. C'est pourtant le cas, les Britanniques, Américains et Soviétiques lancent de gros moyens pour espionner les correspondances et autres messages cryptés partant ou arrivant du Vatican, et infiltrer des agents.
Toutes les communications téléphoniques des nonciatures du Vatican, ainsi que de tous les évêchés allemands sont mis sur écoute par les services allemands. Les Italiens ont mis sur écoute toutes les communications téléphoniques sortant du Vatican. Lorsque les Allemands investissent Rome et l'occupent, ce sont eux qui reprennent l'écoute des conversations téléphoniques vaticanes. Ils sont remplacés par les agents secrets américains, lorsque la ville est « libérée par les Alliés »,. Pour le courrier postal, il en est de même. Tout le courrier postal qui transite par les services postaux italiens (le service postal du Vatican remettant son courrier à ses homologues italiens pour tout le courrier « italien » et international), ce courrier est lu systématiquement par les agents fascistes, puis nazis à partir de 1943, et enfin américains, à la libération,,,.
Même si les accords du Latran garantissent l'indépendance et la sécurité du Vatican et de ses « possessions », ceux-ci ne sont pas respectés par les forces nazies qui plusieurs fois interviennent en armes pour arrêter des juifs, des résistants ou des prisonniers de guerre dans les églises et bâtiments, propriétés du Vatican (mais seulement pour des bâtiments présents sur le sol italien et non ceux du territoire Vatican).
Les services secrets italiens ne se privent pas de pénétrer « à l'intérieur du Vatican » pour y voler des documents. Ainsi ils ont mis en place un service spécial « la Sezione P », qui en bénéficiant de complicités internes parmi le petit personnel, vont voler un certain nombre de documents, y compris des documents confidentiels de la Secrétairie d’État, mais surtout les codes de communications du Vatican (codes rouge et jaune), permettant ensuite aux services secrets fascistes de décrypter tous les messages envoyés par le Vatican. Lorsque les diplomates britanniques et français se réfugient dans le Vatican, à l'entrée en guerre de l'Italie, ces mêmes services viennent voler les codes britanniques dans les appartements du diplomate britannique, mis à disposition par le pape,.

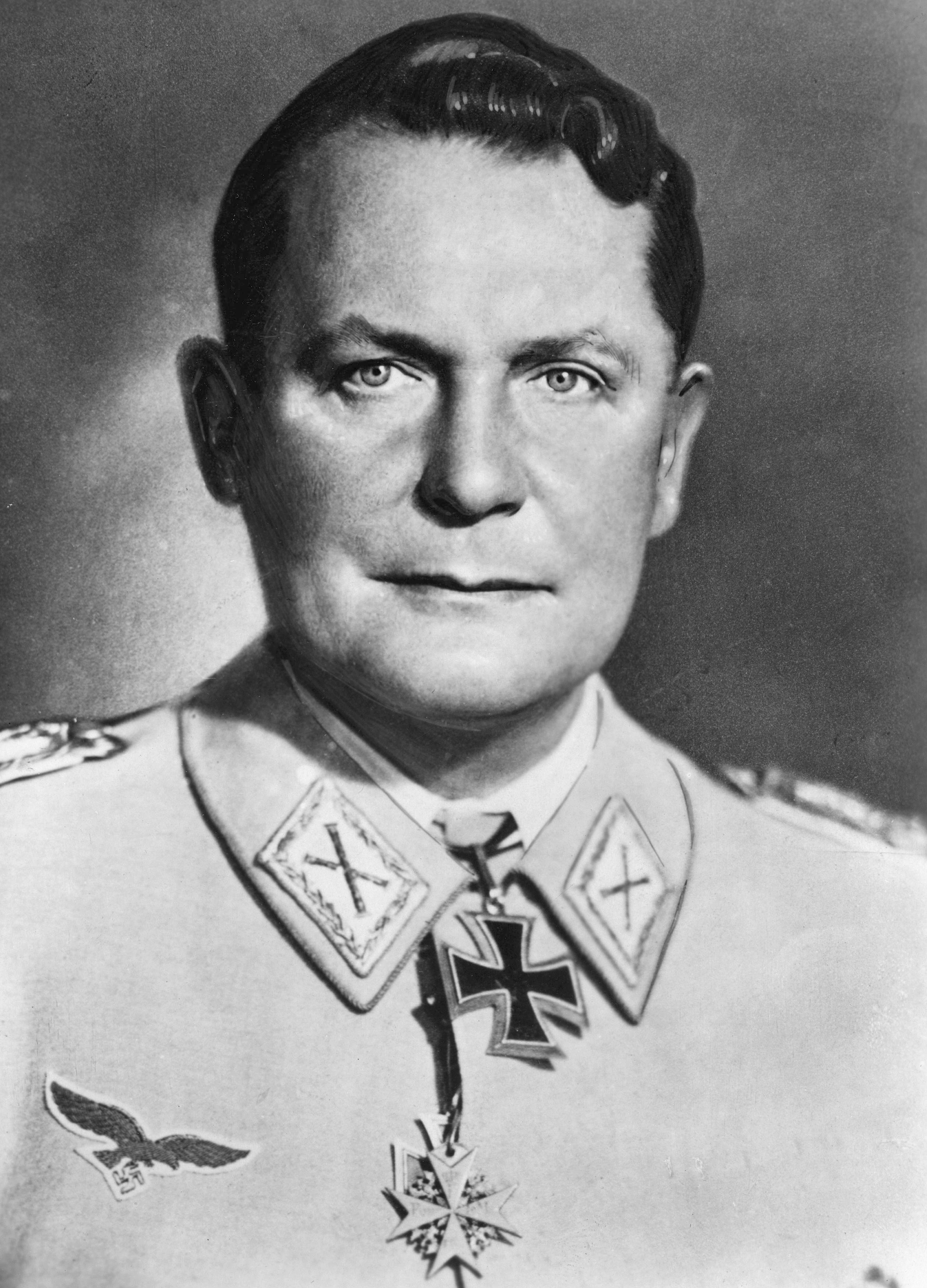
Hermann Göring dont les services secrets ont espionné le Vatican et cassé l'un de ses codes de cryptage.

Même si les secrets en haut lieu sont bien gardés, la masse d'espions investis pour percer les secrets du pape, et les multiples taupes ou agents doubles envoyés et recrutés dans les différents services, églises et congrégations religieuses, parviennent à percer et révéler un nombre croissant d'informations sur les actions politiques et d’espionnage réalisées par le Vatican. Des indiscrétions réalisées par les meilleurs courriers du pape (dont Josef Müller, pourtant « très discret » et peu bavard), mettent les services secrets allemands au courant sur la tenue de conversations entre les résistants et les Britanniques, via le canal du Vatican,. Le percement des codes de cryptographie du Vatican, et des Alliés, l'interception et la traduction de leurs communications, confirme les soupçons et amène les nazis à réagir. Même les services secrets italiens, très infiltrés au Vatican, sont informés rapidement de l'existence de tractations au Vatican dans lesquelles Josef Müller est partie prenante. En juin 1940, c'est carrément l'ambassadeur italien auprès du Vatican qui demande des informations à la Secrétairie d’État Vaticane sur « un certain Josef Müller » qui, d'après ses sources, « transmettait des messages secrets entre l'Allemagne et le Vatican ».
Pour communiquer par radio, de façon sécurisée avec les nonciatures de différents pays, le Vatican dispose de plusieurs codes de communications. Le « code rouge », mis en place dans les années 1930, se révèle être de qualité médiocre, et il est cassé en 1940 par les services d'espionnage de Hermann Göring. Cela permet aux Allemands de lire tous les messages cryptés par ce code. Un autre code, de qualité un peu meilleure (le code jaune), est partiellement craqué par ces mêmes services. Conscient de la faiblesse de ces codes (antérieurs à la guerre), le Vatican, les remplace par des codes de meilleure qualité, et n'utilise plus ces codes que pour des transmissions « peu confidentielles ».

#### Informé de tout, après les autres

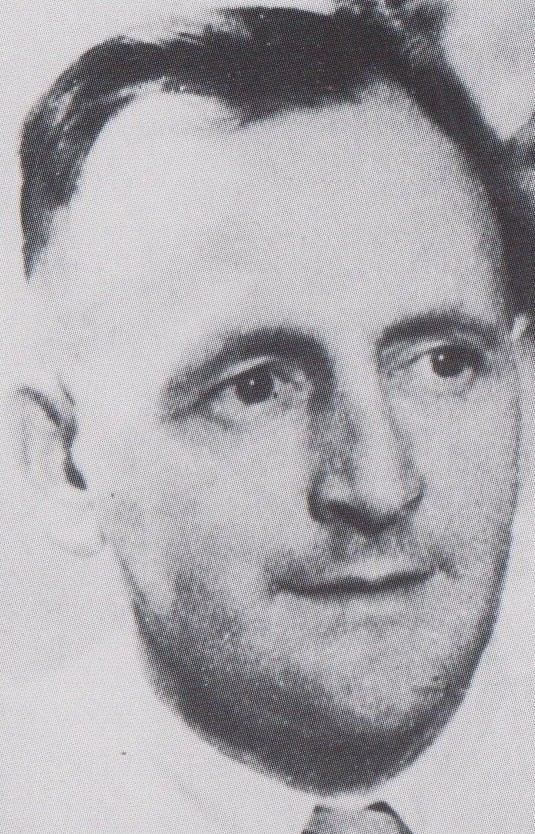
Paul Thummel, agent de l'Abwehr, qui informe le Vatican et les Alliés de l'attaque imminente à l'Ouest.

Si le pape et le Vatican ont été informés d'opérations militaires ou d'autres opérations secrètes, ils l'ont souvent été après que d'autres services secrets ne l'aient déjà appris. Ainsi, l'offensive allemande sur les Pays-Bas, la Belgique et la France, révélée fin avril 1940 par la résistance allemande via leur coursier Josef Müller, était déjà connue depuis octobre 1939 par les différents gouvernements,. Quand fin septembre 1939, après avoir écrasé la Pologne, Hitler demande à ses généraux de préparer l'invasion de la France et de la Belgique, la « cellule de résistance de l'Abwehr » informe l'attaché militaire des Pays-Bas à Berlin. La nouvelle est relayée dans les trois ambassades. Le 7 novembre, le colonel Hans Oster informe les Néerlandais que l'offensive aurait lieu le 12 novembre. Mais Hitler reporte l'attaque. Et de report en report, les Néerlandais sont régulièrement informés, perdant peu à peu confiance dans « ces nouvelles d'invasion imminente ». La nouvelle de l'attaque venant du pape est la dernière, et les Alliés n'en tiennent que peu compte. La première information d'invasion des Pays-Bas n'arrive que mi-novembre 1939 au Vatican, soit un mois après que le gouvernement néerlandais n'en est averti directement par la résistance allemande. En mars 1940 les Tchèques et les Britanniques reçoivent de Paul Thummel, fonctionnaire de l'armée de l'air allemand, des renseignements détaillés de l'attaque. Deux jours avant que Müller donne la date de l'offensive au pape (offensive du 10 mai), Thummel avait confirmé cette même date du 10 mai à Londres.
L'invasion de l'URSS par Hitler était connue par avance de presque toutes les grandes capitales. La préparation allemande débute durant l'été 1940, la directive Barbarossa est rédigée en décembre. En décembre 1940 Thummel informe les Britanniques des projets d'invasion et donne les premiers détails. Fin décembre, l'attaché militaire russe à Berlin apprend la nouvelle et informe Moscou. En janvier 1941 ce sont les services secrets japonais qui sont alertés et évoquent la prochaine guerre russo-allemande. Toujours en janvier, un fonctionnaire du ministère de l'armée de l'Air allemand, Harro Schulze-Boysen, espion à la solde des Soviétiques, leur transmet un grand nombre de rapports sur la future attaque. Washington, qui a accumulé des preuves des préparatifs allemands, demande de faire prévenir l'ambassadeur russe de l'offensive qui se prépare. En février ce sont les services secrets suisses, puis ce sont les Grecs à être informés des préparatifs allemands. À la fin du printemps, alors que de nombreux États européens sont en alerte, le Vatican n'a reçu que de vagues rapports imprécis. Ce n'est qu'à la fin avril 1941 que le nonce en Suisse est informé de préparatifs militaires à la frontière russe et de rumeurs de guerre, mais il rejette ces « rumeurs » qu'il soupçonne de désinformation. Ce n'est que le 15 mai qu'une information d'une attaque en juillet se précise pour les responsables du Vatican,,.
Pour plusieurs historiens, le Vatican a eu très tôt connaissance de l'existence de la Solution finale, peut-être d'une manière plus précise que les autres gouvernements. Toujours est-il que le Vatican a reçu du cardinal Theodor Innitzer, à Vienne, des rapports sur la déportations de Juifs vers l’Est dès février 1941. Pourtant, David Alvarez écrit que « de tels jugements surestiment les capacités de la papauté en matière d'espionnage et trahissent une méconnaissance de la quantité et de l'à-propos des informations reçues par le Saint-Siège ». Le premier rapport indiquant des exécutions méthodiques de juifs par les Allemands est envoyé le 27 octobre 1941 par monsignore Giuseppe Burzio, chargé d'affaires pontificales en Slovaquie. À la réception de ce rapport, les exécutions duraient depuis quatre mois et elles étaient déjà connues des services de renseignement de plusieurs pays. Les services secrets britanniques qui avaient cassé le code de cryptage des communications de l'armée allemande déchiffrent les premiers rapports envoyés par les équipes d'exterminations de juifs dès août 1941, soit deux mois avant le Vatican. Ces rapports incluent les rafles et les exécutions de juifs. À la mi-septembre, l'armée allemande interdit de communiquer les bilans chiffrés des exécutions par radio, mais uniquement par courrier écrit. Les Britanniques perdent alors cette source d'information, mais le MI6 « jugeant tout nouveau rapport sur le sujet superflu » écrit que « l'exécution par la police [allemande] de tous les juifs tombés entre ses mains  était désormais un fait suffisamment avéré » et qu'il ne ferait plus de nouveau rapport, sauf demande expresse. Lorsque le Vatican est informé pour la première fois, six autres gouvernements l'étaient déjà et avaient connaissance de massacres de juifs à grande échelle (dont le gouvernement russe, les gouvernements tchèque et polonais en exil à Londres, ou le gouvernement américain). Aux États-Unis, des agences de presse juives (comme l'Agence télégraphique juive) publient dès l'été 1941 des comptes-rendus sur les atrocités commises en Union soviétique par les Allemands. Le New York Times publie des informations sur les exécutions collectives en Ukraine, avant même que le pape ne reçoive son premier rapport,. Ce n'est qu'au printemps 1942 que le Vatican reçoit de nouveaux rapports confirmant l'ampleur des massacres,,, mais entre-temps, d'autres pays ont reçu de telles informations. Ce sont même les représentants de l'Agence juive à Genève qui informent le nonce apostolique et lui transmettent un très long rapport, donnant le détail des déportations et exécutions. Ce rapport transmis par Richard Lichteim et Gerhart Riegner avait également été transmis à Londres, Washington et Jérusalem. Le meilleur rapport disponible à l'été 1942 était celui établi par le Bund, le parti socialiste juif clandestin (de Pologne). Il décrit les programmes d'extermination allemands de juin 1941 à avril 1942, fournissant des données sur les nombres de morts en Pologne, et les milliers de juifs gazés dans des fourgons spéciaux. Ce rapport transmis aux Britanniques n'était pas connu du Vatican. En aout 1942 ce sont les États-Unis qui reçoivent du Congrès juif mondial à Genève un rapport sur un plan allemand visant à l'extermination totale des juifs en Europe. En septembre, Myron C.Taylor transmet au pape un rapport sur les exécutions de masse en cours par les nazi. Fin 1942, c'est l'ambassadeur britannique Osborne qui remet au pape « un rapport conjoint des Alliés sur les massacres de juifs ». À la fin du printemps 1942, le général Sikorski, avait déjà évoqué au micro de Radio Londres « l'anéantissement programmé de la population juive de Pologne ». En décembre 1942, Roosvelt reconnaît être personnellement très informé de la situation,. Le 17 décembre, Myron Taylor, l'envoyé personnel du président des États-Unis auprès du pape, fait remettre à Luigi Maglione, un mémoire résumant ce que Roosevelt savait des massacres de juifs en Europe. C'est Domenico Tardini qui le porte immédiatement au pape. Celui-ci le lit intégralement, et la lecture achevée Tardini rapporte que « Pie XII était blanc comme un linge ».

#### La citadelle imprenable

##### Des points forts
Malgré toutes ses faiblesses, ses manques de moyens, le Vatican réussit à préserver un certain nombre de secrets, et échapper à de multiples tentatives d'infiltration, mettant en échec les services secrets de plusieurs puissances internationales. De l'avis de différents auteurs, malgré les diverses infiltrations d'agents ennemis, les fuites d'information, les messages cryptés décodés, le pape, et le petit cercle de conseillers autour de lui réussissent à conserver la confidentialité de leurs actions et projets vis-à-vis des différents services secrets tant des Alliés que des forces de l'Axe,.
Pour garantir le secret de ses opérations et tractations, le pape impose un secret absolu à ses collaborateurs, et l'interdiction de prendre des notes écrites ou de consigner des rapports. Tous les échanges les plus critiques se font par oral. Le nombre de collaborateurs dans le secret est réduit au strict minimum, si bien que même les principaux conseillers diplomatiques du Vatican (le cardinal Luigi Maglione et ses deux principaux adjoints) ignorent tout des tractations du pape entre les résistants et le gouvernement britannique,. À l'opposé, les résistants allemands notent leurs actions et leurs motivations « pour pouvoir être jugés par l'histoire » sur la « noblesse » de leurs motivations, en cas de succès ou d'échec. Ces documents saisis dans les coffres de l'Abwehr (lors du démantèlement de la conspiration) donnent la preuve « matérielle » aux nazis de la contribution de l’Église et du pape au complot, ce que Pie XII voulait absolument éviter,,,.
Afin d'éviter que la neutralité du Vatican ne soit remise en question par les belligérants, dès le début de la guerre, le Vatican renforce ses mesures de sécurité et de discrétion lors des échanges avec les diplomates étrangers. Le système fonctionne si bien, que pour les diplomates Alliés comme de l'Axe il devient difficile d'arracher des informations à des contacts employés dans les services pontificaux. La prudence est encore plus importante avec les diplomates allemands, surtout pour les cardinaux régulièrement en contact avec eux. À titre d'exemple, en 1943, l'ambassadeur d'Allemagne au Vatican déclare à sa direction qu'il est « impossible d'obtenir quelque information que ce soit d'une source digne de confiance ». Pour les opérations « clandestines » (comme prendre contact avec la résistance allemande), le père Leiber est l'homme idéal. Très proche du pape, il n'exerce pourtant aucune fonction officielle au Vatican, il n'est présent dans « aucun organigramme ». Ainsi, en cas d'échec ou de scandale, le Vatican est toujours en mesure de déclarer « qu'il n'est au courant de rien », qu'il n'a jamais su ce que ce prêtre disait ou faisait. Rien ne le relie officiellement au pape, ou à la Curie,.
Si les codes de chiffrages du Vatican antérieurs à la guerre (comme les codes « rouge » et « jaune »), sont décryptés par plusieurs puissances tant de l'Axe que des Alliés, les nouveaux codes mis au point et diffusés durant le conflit ne sont pas craqués et restent imperméables aux attaques des services de contre-espionnage tant américains qu'allemands,. Mais il doit les diffuser discrètement, sans se les faire intercepter. Pour cela il faut envoyer aux différentes nonciatures les nouveaux codes, via des personnes de confiance. Cette opération prend du temps et n'est pas possible dans tous les pays. Les plus grands pays européens reçoivent de nouveaux codes fin 1940, début 1941. En 1942, presque toutes les missions diplomatiques pontificales d'Europe ont reçu un nouveau code, et les plus importantes en ont reçu plusieurs. Mais le nonce à Tokyo ne possède que le « code rouge », trop fragile. Le Vatican ne parvient pas à lui faire remettre un nouveau code, ce qui empêche les autorités vaticane de transmettre autre chose que des nouvelles non-confidentielles. Dans l'analyse de ces nouveaux codes, mis en place durant la guerre, les spécialistes du chiffre américain (qui ont déchiffré les codes japonais et allemand) restent en échec, estimant que ces codes sont l’œuvre « d'une intelligence supérieure », et réalisés par « un cryptographe hors pair ». Cependant le cardinal secrétaire d’État Luigi Maglione refuse de faire confiance à ces nouveaux codes, estimant qu'ils ne pouvaient résister à une équipe de déchiffreurs motivés. Ils considèrent toujours que toutes les informations transmises par radio avec ces codes sont lues par les services secrets ennemis. Ces codes de cryptage s’avèrent cependant plus impénétrables que les codes militaires allemands et japonais.
Même si durant la guerre, le Vatican renforce ses services de sécurité, augmentant le nombre de gardes suisses, organise des troupes et des patrouilles de laïcs volontaires, armés de mitraillettes et de fusils, la meilleure défense du secret du Vatican est, le fait que « celui-ci est composé d'un très petit nombre de personnes, presque uniquement des prêtres et religieux, qui se distinguent par leur habit, leur mode de vie, qui connaissent et comprennent les codes. C'est une société fermée, fondée sur des loyautés particulières, et pratiquement impénétrable pour des services secrets, allemands ou autres, qui ne comprennent ni ses coutumes, ni ses usages. »,. De plus, la secrétairerie d'État est composé d'un nombre restreint de personnes, ayant toutes fait serment de fidélité au pape. Des sanctions administratives et religieuses sont prévues pour les contrevenants. Tout cela aide à la constitution d'un « mur de silence et de discrétion très difficile à percer ». Une étude du Département d’État américain en 1945 affirmait qu'en dehors des diplomates soviétiques, aucune ambassade ou gouvernement n'était plus difficile à percer que le Vatican. Les diplomates américains et britanniques reconnaissaient qu'il était impossible de soutirer la moindre information à un fonctionnaire pontifical, même s'il avait votre nationalité. « En son sein, les secrets du Vatican étaient étroitement gardés ».

##### Les Allemands
Pour David Alvarez, les dirigeants allemands ne comprennent rien au fonctionnement de l’Église catholique, comme le montre leur projet de soudoyer des cardinaux pour influer sur le vote du pape. Les dirigeants nazis lancent chacun de leur côté leurs quatre services de renseignement (Gestapo, SS, Abwehr et Forschungsamt) à l'assaut du Vatican pour rapporter des informations. Milza écrit même que « Les agents de la Gestapo, de l'Abwehr et des différents services d'espionnage et de contre-espionnage du Reich foisonnaient depuis bien avant la guerre dans la capitale italienne ». Au début de la guerre, l'Abwehr ne dispose d'aucun agent infiltré susceptible de fournir des informations sur la position du Vatican et les projets du pape. Dans l'obligation d'envoyer un nouvel agent sur place, le chef de l'Abwehr justifie ainsi auprès de ses supérieurs, le recrutement de Josef Müller, comme « agent spécial de renseignement » du gouvernement au sein des arcanes du Vatican. Müller joue ainsi un jeu d'agent double (ou triple), renseignant le pape sur les actions de l'espionnage allemand contre le Vatican, en même temps que des intentions des résistants allemands à renverser Hitler,,,.
Les services du Forschungsamt parviennent en 1940 à casser le « code rouge » du Vatican qui lui sert à crypter ses messages avec les nonciatures. Cette victoire leur permet de décrypter un message clef en mai 1940 leur prouvant que le Vatican a prévenu le gouvernement belge de l'attaque imminente des troupes allemandes, le Vatican, informé (par leur réaction violente à leur égard), n'utilise plus ce code de cryptage que pour des messages « sans importance stratégique »,,.
En 1940, le RSHA recrute Alfred von Kageneck et l'envoie à Rome chercher des informations. Celui-ci connait le père Robert Leiber, ami et conseiller du pape. Il réussit à obtenir de nombreuses informations du père Leiber et renouvelle ses visites à deux reprises en 1941, rapportant à chaque visite des informations sur différents sujets politiques. Si ses supérieurs sont persuadés d'avoir réussi à « infiltrer les hautes sphères du Vatican », le père Lieber connait la mission d'espion de son « ami », et, après en avoir référé au pape, le père Leiber a reçu l'ordre papal de « continuer à voir son ami », mais en lui transmettant des informations que le Vatican aurait « soigneusement sélectionnées »,.
En 1939, Herbert Kappler recrute Alexander Kurtna pour les services secrets de la SS. Cet ancien séminariste estonien travaille au Vatican pour traduire des documents et fait des recherches universitaires dans les archives du Vatican. Du point de vue allemand, c'est un agent infiltré très intéressant. Mais il s’avère que c'est surtout une taupe russe qui espionne au profit du NKVD. Arrêté par les Italiens en 1942, il est libéré par la Gestapo en septembre 1943, et il reprend (officiellement) du service pour les Allemands, mais son « plus gros coup d'espion » est de voler des documents secrets et les codes de cryptage allemands, juste avant la libération de Rome, pour les transmettre aux Soviétiques. Lorsque les troupes américaines avancent en direction de Rome, il informe également le Vatican sur les agissements de la Gestapo,,.

##### Les Italiens
Les services secrets de Mussolini réussissent à voler les codes de chiffrage que le Vatican utilise au début de la guerre, leur permettant de déchiffrer un certain nombre de messages confidentiels du pape. Un secrétaire du ministère des affaires étrangères informe discrètement un prélat du Vatican que les services italiens sont en mesure de « déchiffrer tous les messages du Vatican ». Les responsables de la secrétairerie d’État du Vatican sont choqués et un peu septiques. Pour lever le doute, ils font un test, et envoient un « faux message ». Quelques jours plus tard, le responsable italien leur présente les copies décryptées des communications. Cela n'est pas sans poser un gros problème au pape quand, quelques jours plus tard, Mussolini a la preuve que le pape avait informé les gouvernements belge et néerlandais de la prochaine attaque allemande, trahissant ainsi la neutralité vaticane.
Globalement, ce sont les services secrets italiens qui sont les plus infiltrés dans le Vatican avec des membres du petit personnel qui leur font des rapports, et même des membres dans la gendarmerie vaticane ou des gardes suisses,.

##### Les Soviétiques
Un important agent d'espionnage entré à l'intérieur du Vatican est Alexander Kurtna. Né en Estonie, il entre au séminaire russe orthodoxe, puis se convertit au catholicisme. En 1935 il entre au séminaire des jésuites et il est très vite appelé à Rome où il entre au collège Russicum. Juste avant la guerre, les jésuites « pour des raisons obscures » stoppent sa carrière ecclésiastique et lui font quitter son université. Kurtna continue ses « recherches universitaires » dans les archives du Vatican, aidant à la traduction de nombreux courriers venant d'URSS ou des pays slaves. En 1939 il est recruté par Herbert Kappler pour espionner le Vatican. Sa position et ses multiples contacts parmi les prêtres font de lui un agent « bien infiltré » du point de vue des Allemands. En juillet 1942, les Italiens arrêtent Kurtna et mettent au jour son statut d'espion à la solde du NKVD, rendant furieux les Allemands qui découvrent que leur « agent » est un agent double. En septembre 1943, quand les divisions SS envahissent l'Italie et Rome, la Gestapo libère Kurtna et lui demande de reprendre son poste pour eux, au Vatican,. Kurtna retrouve alors son poste au Vatican, ce qui peut sembler étrange pour un agent, convaincu d'espionnage au service de l'URSS et « libéré » par la Gestapo. David Alvarez explique ce paradoxe en émettant l'hypothèse que « les supérieurs de Kurtna à la Congrégation pour les Églises orientales ont (probablement) limité dès lors son accès aux documents sensibles, réduisant ainsi l'utilité qu'il pouvait avoir pour un service de renseignement, allemand ou russe. Il se peut également que ses supérieurs ont autorisé Kurtna à manipuler uniquement des documents que le Vatican désirait porter à la connaissance de Moscou ou de Berlin ». Le dernier « gros coup » qu'a réussi Kurtna est, juste avant la chute de Rome aux mains des Américains, de réussir à subtiliser toute une série de documents confidentiels allemands, dont les codes de cryptage, qu'il a fait transmettre aux Soviétiques,,.
Les services soviétiques sont ceux qui réussissent le mieux à infiltrer des agents doubles dans les services du Vatican, même si ce n'est pas dans les hautes sphères, ils peuvent longtemps renseigner Moscou sur les activités du Vatican, leurs agents n'étant découverts que de nombreuses années plus tard comme Kurtna ou le prince Turkul qui infiltre le collège Russicum, en plus d'autres services secrets alliés, ou Alighiero Tondi, prêtre jésuite en poste à la curie, qui n'est identifié qu'en 1952.

##### Les Britanniques
Le consul britannique Sir D'Arcy Osborne est utilisé comme agent de liaison par le pape pour communiquer avec le gouvernement britannique. Jusqu'à l'entrée en guerre de l'Italie, le consul dispose de la valise diplomatique de son gouvernement pour assurer la sécurité de ses correspondances avec Londres. En mai 1940, il doit se réfugier sur les terres du Vatican pour rester à Rome, et il se trouve privé, par les Italiens de sa précieuse valise diplomatique. Le Vatican lui propose la sienne, mais le consul, avec raison, soupçonne que les Italiens ouvrent la correspondance secrète du pape, et donc les courriers que lui-même lui confierait.
De plus, il redoute que le chiffrage britannique n'ait été percé par les Italiens. En conséquence, craignant que Mussolini ne soit informé de secrets mettant en danger le pape, il s'abstient, dans ses courriers, de toute information « sensible ou critique ». Voulant profiter de la situation pour « intoxiquer les Italiens », le diplomate se met même à envoyer de « faux rapports » laissant entendre que le pape serait plus favorable aux Allemands qu'il ne l'est réellement. Il n'est pas impossible, d'après David Alvarez, que le Foreign Office n'ait été influencé par ces « vrais faux-rapports » et que ces rapports « aient contribué à la vision négative » des services britanniques sur le Vatican durant la période de la guerre.

##### Les Américains
Les États-Unis sont le dernier des grands pays à s'être intéressé à l'espionnage du Vatican. Son intérêt s'éveille dans les années 1930 lorsque Washington envisage que le Vatican pourrait être un « contre-pouvoir » face aux dictatures fascistes en Europe. De plus, pour des raisons de politique intérieure, et ne pas contrarier un électorat protestant, les élus américains renâclent à envoyer officiellement un ambassadeur auprès du pape (catholique). Cette absence d'ambassade officielle prive le gouvernement d'un certain nombre d'informations ou contacts,. Enfin, le Vatican n'étant pas considéré comme une cible « stratégique » pour le renseignement américain, les services gouvernementaux ont refusé de fournir au contact américain, Harold Tittmann (en), des clés de cryptage pour sécuriser ses communications. Ne disposant d'aucune sécurité sur ses envois de courriers via le courrier diplomatique du Vatican, l'informateur américain ne pouvait mettre aucune information sensible dans sa correspondance,.
L'Office of Strategic Services ne met que peu de moyens humains pour se renseigner sur le Vatican, et les rapports « Top Secret » qu'il rédige sont souvent fantaisistes. À l'automne 1944, alors que la ville de Rome est sous le contrôle de l'armée américaine, les services de l'OSS à Rome reçoivent des « informations vaticanes » de deux contacts a priori bien informés : les agents Vessel et Dusty. Les services secrets américains  mettent des mois à se rendre compte que ces « deux agents infiltrés » n'en sont en fait qu'un seul, et encore plus longtemps pour réaliser qu'il s'agit d'un escroc. Il s'agit de Virgilio Scattolini, un Italien qualifié du titre du « plus effronté des créateurs de renseignements de la Seconde Guerre mondiale »,,. Le scandale interne qui suit la découverte que les rapports, achetés une fortune à cet informateur, ne sont que des faux, est le révélateur de l'état de méconnaissance du fonctionnement de l’Église catholique par les services américains, et du Vatican en particulier. Cette révélation discrédite les services de l'OSS à Rome, et plus tard, la CIA estime dans un rapport que les fausses informations de Scattonlini avaient contribué à « désinformer et obscurcir le jugement des personnes responsables de l'analyse de la politique étrangère du Vatican pendant la période concernée »,.
L'OSS envoie en décembre 1944 un agent, Martin Quigley, pour espionner le Vatican. Officiellement « représentant de l'industrie cinématographique américaine », Quigley réussit à se lier avec plusieurs ecclésiastiques, mais le Vatican finit par découvrir la véritable mission de Quigley, et s'il laisse l'Américain approcher sans difficultés des personnes influentes du Vatican (comme le père Leiber), c'est pour transmettre discrètement des messages et documents qu'ils souhaitent voir arriver au main des services américains,.

### Histoire militaire
Au Vatican, ce qui se rapproche le plus à des troupes militaires est la Garde suisse pontificale, éponyme sur l'origine nationale suisse ; les sympathies des Suisses varient considérablement et le Vatican leur interdit de parler de politique dès décembre 1940.
Même si durant la guerre, le Vatican renforce ses services de sécurité, augmentant le nombre de gardes suisses, organise des troupes et de patrouilles de laïcs volontaires, armés de mitraillettes et de fusils. En juin 1940, les gardes suisses font des stocks de masques à gaz et de mitraillettes. Des abris anti-aériens sont construits, et la police vaticane crée une section spéciale de civils chargés du contre-espionnage.

#### La menace d'invasion du Vatican
L'extraterritorialité du Vatican est accordée par l’Italie à la cité-État, à la suite des accords du Latran de 1929. Les frontières sont limitativement définies par les murs d'enceinte de la cité. Pie XI, lors du traité, refuse d'étendre les frontières au-delà, affirmant : « Il sera clair pour tous, nous l'espérons, que le Souverain Pontife n'a vraiment que cette portion de territoire matériel indispensable pour l'exercice d'un pouvoir spirituel confié à des hommes pour le bénéfice des hommes ». Ce principe de droit international public est depuis respecté et le reste y compris durant la Seconde Guerre mondiale.
En plus des terres « vaticanes », le Vatican possède plusieurs églises et couvents sur le sol italien. Il s'agit de propriétés du Vatican, en territoire italien. Les SS et la Gestapo font plusieurs descentes et arrestations dans ces églises et couvents, mettant la pression sur le Vatican. Ainsi, le 3 février 1944, des officiers nazis appuyés par des soldats italiens investissent l'abbaye de Saint-Paul-hors-les-Murs, fouillent les lieux et arrêtent un général déserteur de l'armée italienne, Adriano Monti (it). Plusieurs dizaines de juifs sont arrêtés par la même occasion. Plusieurs autres raids sont organisés dans des propriétés du Vatican, mais avertis à temps, les responsables ont le temps de faire évacuer les occupants qui s'y cachent. Le 1er mai 1944 des SS forcent les portes de la basilique Sainte-Marie-Majeure et capturent un prêtre, le père Anselmus Musters. Amené au QG de la Gestapo, il est interrogé et déporté.

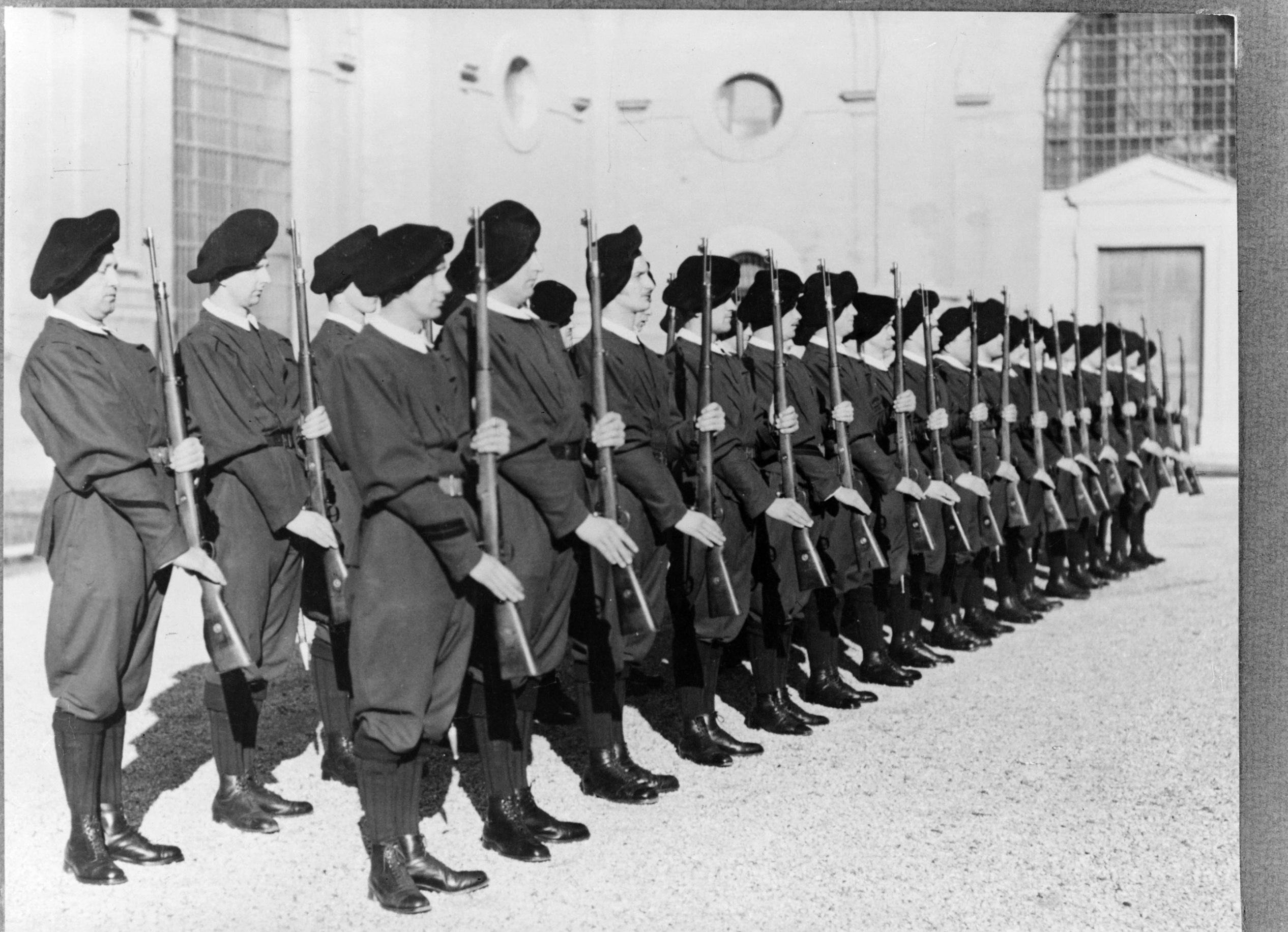
Gardes Suisses faisant une manœuvre avec armes, dans le Vatican en 1938.

Les « intentions d'Hitler restèrent obscures » concernant l'invasion ou non du Vatican, surtout après la destitution de Mussolini en 1943 et l'armistice signé par les Italiens. L'occupation de l'Italie par les troupes SS et de Rome en particulier le 11 septembre 1943 rendait cette hypothèse des plus sérieuses. La crainte d'une attaque allemande était réelle au sein du Vatican. Toutes les mesures préventives avaient été prises pour cacher les documents les plus secrets ou compromettants. Des plans d'urgence pour permettre un fonctionnement des institutions sont élaborés pour permettre à certains nonces (hors Vatican), d'assumer certaines fonctions ecclésiastiques,. Lors de l'arrivée des SS à Rome, les diplomates alliés, réfugiés au Vatican, brûlent leurs documents secrets et clés de cryptage. Le personnel prioritaire de la secrétairerie d’État est prêt à une évacuation en urgence. Le commandant de la Garde suisse pontificale est informé oralement de la demande du pape de ne pas « résister par la force » à une attaque militaire, pour éviter un bain de sang inutile. Le chef de la garde refuse cet ordre et exige un ordre écrit ; et l'ordre écrit lui est remis,.
En 1943 la propagande alliée exploite l'occupation de Rome par les Allemands, le 1er octobre Roosevelt déclare que « les armées alliées avancent vers le nord pour libérer Rome, le Vatican et le pape, à la manière d'une croisade ». Le gouvernement allemand demande un démenti du Vatican. Ribbentrop insiste auprès de son diplomate pour obtenir une déclaration officielle. À l'issue de diverses rencontres et négociations, le 19 octobre, Radio-Vatican publie un communiqué officiel : « Pour mettre fin aux rumeurs sans fondement, qui ont particulièrement cours à l'étranger, concernant l'attitude des troupes allemandes à l'égard de la cité du Vatican, l'ambassadeur d'Allemagne auprès du Saint-Siège a déclaré au nom de son gouvernement que l'Allemagne, en conformité avec la politique suivie jusqu'à présent, respectant les instituts de la Curie romaine, ainsi que les droits souverains et l'intégrité de la cité du Vatican, est décidée à les respecter également à l'avenir. Le Saint- Siège, reconnaissant que les troupes allemandes ont respecté la Curie romaine et la cité du Vatican, a pris note de ces assurances. ».
D'après différents auteurs, il y aurait eu plusieurs tentatives d'Hitler de se saisir du pape, avec pour objectif soit de l'interner en Allemagne, soit de « l'installer au Liechtenstein » (un État neutre).
La première « alerte » remontée au pape date de mai 1940, après l'invasion de la France. À la suite de la confirmation par les nazis et fascistes italiens des transmissions d'informations par le pape aux Alliés (en mai 1940), Josef Müller informe le père Leiber « d'un complot de la SS visant à placer le pape en résidence surveillée ». Les services de sécurité du Vatican renforcent alors leurs mesures de sécurité.
D'après Mark Riebling, la première tentative d'Hitler d'envahir le Vatican remonterait au 26 juillet 1943, le lendemain de la destitution de Mussolini. Hitler tenait Pie XII pour responsable de son éviction, il voulait faire main basse sur tous les documents du Vatican pour prouver sa complicité et sa responsabilité. Mais il semblerait que le lendemain, lors d'une nouvelle réunion « les conseillers du Führer l'avaient apparemment convaincu de renoncer à cette initiative ». D'après David Alvarez, c'est Goebbels, ministre de la propagande qui dissuada Hitler estimant qu'une telle opération aurait « un impact dévastateur sur l'opinion internationale ».

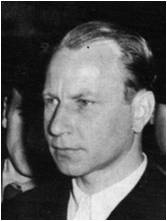
Herbert Kappler, officier SS ayant contrôlé Rome en 1943, jusqu'à la libération de la ville, et menacé d'invasion le Vatican (photo de 1946).

Milza écrit qu'il y a des preuves formelles que, quelques jours après l'occupation de Rome, Hitler a personnellement demandé au général SS Karl Wolff, de préparer l'opération d'arrestation du pape, et la saisie des archives et des trésors artistiques du Vatican. L'officier SS, en décembre 1943 aurait dissuadé Hitler de mener à terme cette opération qui pouvait entraîner des conséquences sur le fonctionnement de l'industrie de guerre italienne (qui fonctionnait pour les Allemands), sur le transport du ravitaillement pour les troupes allemandes en Italie, et même sur la stabilité sociale en Allemagne (par une révolte de catholiques). Hitler aurait cédé à contre cœur, face aux arguments de son subordonné,,,.

#### Bombardement du Vatican
L'une des priorités diplomatiques de Pie XII est d'empêcher le bombardement de Rome ; le pontife y est si sensible qu'il proteste aussi afin que soit abandonné le jet de tracts sur Rome, par l'aviation britannique, se plaignant que certains atterrissages (de tracts), dans la ville-État, violent la neutralité du Vatican. Avant que les Américains entrent en guerre, il n'y avait que peu d'incitation pour un tel bombardement, les Britanniques y voyant peu de valeur stratégique. Après l’entrée des Américains, les États-Unis s'opposent à un tel bombardement, craignant d'offenser les membres catholiques de ses forces militaires, tandis que les Britanniques le soutiennent. Le 27 juillet 1943, Pie XII écrit à Roosevelt pour lui demander que la ville de Rome soit épargnée des bombardements pour éviter « d’irremplaçables monuments de l'art de de la culture de la Chrétienté », mais surtout pour éviter « les pertes humaines ». Mais les efforts du papes n'épargneront pas la ville de Rome qui est bombardée le 18 avril par près de 300 appareils, faisant plus d'un millier de morts et autant de blessés pour une opération qui se voulait « de précision ». Pie XII plaide même en faveur de la déclaration de Rome comme ville ouverte, mais cela ne se produit que le 14 août 1943, après que Rome a été bombardée à deux reprises,. Bien que les Italiens consultent le Vatican sur le libellé de la déclaration de ville ouverte, l'impulsion pour le changement a peu à voir avec la demande du Vatican.
Le Vatican est finalement bombardé par un avion des fascistes italiens, le 5 novembre 1943, qui largue cinq bombes. La responsabilité est mise sur l'aviation britanniques ; c'est en 2010 que la responsabilité italienne est avérée.

#### Relations avec la résistance italienne

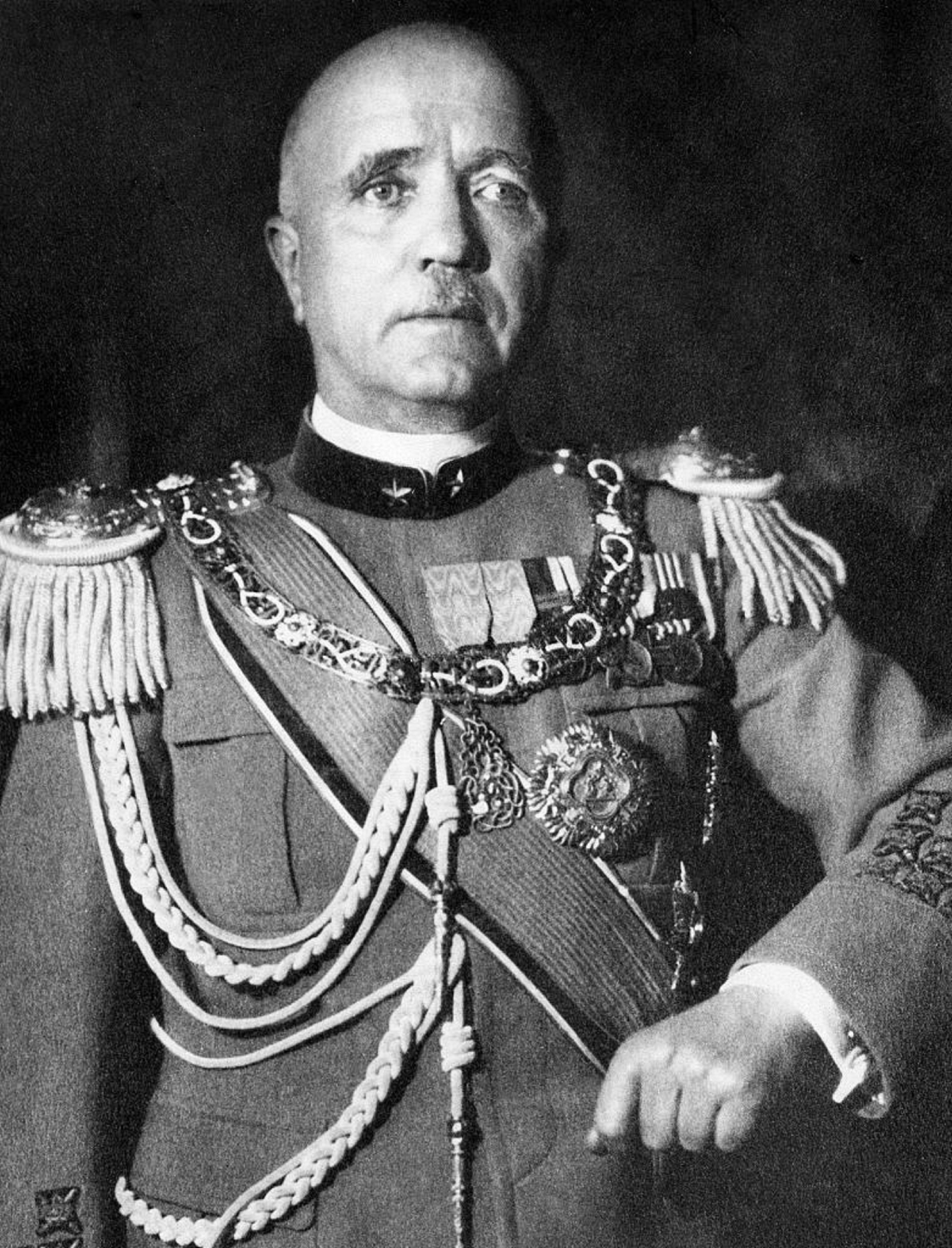
Le maréchal Pietro Badoglio, tête de file du renversement de Mussolini.

La résistance italienne envisage de longue date de renverser Mussolini. Le maréchal Pietro Badoglio, qui est à la fois un ancien chef d'état-major et membre du Grand Conseil du fascisme est prêt à renverser le Duce, « s'il a l'appui du roi et du pape ». Les deux appuient sa démarche, mais il tergiverse, hésite. Le pape mène des négociations avec les Américains pour les encourager à accepter un armistice avec l'Italie (après l'éviction de Mussolini). Les Américains débutent alors des négociations avec Badoglio pour l'organisation de la sortie de la guerre de l'Italie. Les accords du Latran interdisant au Vatican d'intervenir dans les affaires étrangères italiennes, la participation du pape se fait en grand secret,.
Le 10 juillet, les Alliés envahissent la Sicile, puis Rome est bombardé. Il est clair que la guerre est perdue pour l'Italie. Le 25 juillet 1943, le grand conseil vote la destitution de Mussolini et le roi fait arrêter le dictateur. Le nouveau gouvernement lance des pourparlers avec les Américains pour un armistice. Le Vatican sert d'intermédiaire pour ces négociations et accueille « secrètement » les deux parties qui aboutissent à une signature d'armistice le 8 septembre 1943. Mais le 11, les Allemands arrivent en Italie avec des divisions SS, occupent Rome et prennent position face aux Alliés. Une division de parachutistes SS occupe Rome et encercle le Vatican,.
De longue date, les résistants italiens s'étaient reliés aux résistants allemands, et d'un commun accord ils avaient décidé ensemble que dès que l'un avait réussi à renverser le dictateur (de son pays), les autres devaient faire de même rapidement pour éviter toute rétorsion croisée. Le renversement de Mussolini donne le coup d'envoi pour les Allemands et mobilise de nouvelles forces.

#### Relations avec la résistance allemande

##### Organisation de la résistance et problématique
Lors de la réunion du 22 août 1939, Hitler annonce à tous ses officiers son intention d'attaquer la Pologne en leur demandant de préparer l'offensive, ainsi que son intention d'asservir les Polonais et d'exterminer toute intelligentzia polonaise, ainsi que tous les prêtres catholiques. Une partie de ses officiers, très choqués, décide d'intervenir pour stopper ce conflit avant qu'il ne débute. Ils rédigent un courrier et le transmettent à Alexander Comstock Kirk (en), un diplomate américain à Berlin. Celui-ci refuse de le prendre et de le faire suivre. Un exemplaire est transmis à l'ambassade de Grande-Bretagne. Ce document non signé laisse les Britanniques indifférents. Face à cet échec, Hans Oster comprend que la résistance allemande ne peut communiquer anonymement et doit trouver un tiers de confiance qui pourra attester, et « porter un sceau de légitimité » en se portant garant de l'authenticité du message transmis.
Le cercle de résistance anti-nazie rassemblé autour du général Ludwig Beck souhaite destituer Hitler et renverser les nazis au pouvoir, mais ils ne veulent pas que les Alliés profitent du chaos et des troubles liés au coup d'État pour envahir l’Allemagne et lui imposer une paix humiliante. Le souvenir de l'humiliation de l'armistice de 1918 étant resté très fort en Allemagne,,,.
Les résistants allemands sont donc confrontés au dilemme d'ouvrir des négociations avec les Alliés, de prouver leur crédibilité, tout en préservant le secret de l'opération pour éviter que les nazis ne les découvrent, et les condamnent à mort. Ils cherchent donc un « intermédiaire de confiance » qui pourrait faire le lien entre les deux parties. C'est l'amiral Canaris qui pense au pape Pie XII, car il connaît Pacelli depuis les années 1920, et il sait qu'il est anti-nazi, et il lui fait confiance. Ils pensent ainsi que le pape pourrait, en se mettant en médiateur et soutien de la résistance, apaiser les soupçons des Britanniques,,,,. Canaris recrute alors Josef Müller pour aller contacter le pape au nom des résistants, ce qu'il accepte. Pour lui assurer une « couverture » et éviter que ses déplacements ne soient remarqués par les autres services de contre-espionnage, les résistants vont « officiellement recruter Müller » dans le service de l'Abwehr, en lui donnant pour « mission officielle » de recueillir des informations sur la papauté,,,,,.
Plusieurs fois, l'amiral Canaris réussit à détourner l'attention des autres services secrets allemands qui cherchent à mettre au jour la tentative de putsch et d'assassinat contre Hitler. Ainsi, lorsque Herbert Keller révèle à Heydrich que Müller est le relais transmetteur entre les résistants allemands et les Alliés via le pape au Vatican, l'amiral fait faire un « faux rapport » à Müller qui discrédite les accusations de Keller, et place Müller comme un élément clé (nazi) de l’espionnage du Vatican. Müller repart alors officiellement mandaté pour « espionner sur les fuites et trahisons » dans l'état major allemand,,,,.
En janvier 1940, Hitler envisage d'envahir la Suisse. Canaris, choqué par cette perspective, fait prévenir les autorités suisses via un diplomate italien pacifiste pour leur demander de lancer des manœuvres militaires à leur frontière. Les Suisses débutent des manœuvres de dimensions modestes mais Canaris, dans ses rapports de l'Abwehr, gonfle les chiffres et parle de « mobilisation partielle de l'armée », soulevant que l'offensive allemande pourrait durer bien plus que les six semaines envisagées. Du coup, Hitler abandonne le projet.
Durant toute la guerre les résistants restent en contact avec le pape pour communiquer avec lui (et les Alliés). En février 1943, l'Abwehr envoie un nouvel agent à Rome, Paul Franken, pour transmettre les « positions de l'opposition allemande ». Les informations qu'il transmet remontent au pape via le père Leiber, mais « cette opposition divisée et dispersée » ne parvient pas à agir concrètement, et le pape ne sait que faire de ces informations qu'il reçoit. Échaudé par le peu de résultat des contacts et informations prises avant l'attaque à l'Ouest (et la découverte par les nazis de son rôle de relais entre la résistance et les Alliés), le pape reste prudent, « peu désireux de revenir à la période des messagers secrets et des rencontres clandestines avec les représentants étrangers ».
La résistance allemande continue de discuter sur la composition d'un gouvernement allemand après l'éviction d’Hitler, mais sans travailler concrètement à sa destitution. Si bien qu'en 1943, 10 ans après l'arrivée au pouvoir du dictateur, le père Leiber qui reçoit le nouveau « messager des résistants », Franken, lui lâche sèchement « que l'opposition devrait cesser de parler et agir ». De plus, depuis la conférence de Casablanca en janvier 1943, les Alliés ont décidé d'exiger une reddition sans condition des puissances de l'Axe. Si bien que les tractations menées par les résistants pour négocier « une paix acceptable » semblent vouées à l'échec.

##### Le frein moral et religieux
Ce qui pourrait paraître étonnant pour des officiers qui commandent des troupes et sont amenés à donner la mort à de nombreux hommes, c'est que presque tous ces officiers se retrouvent bloqués devant l'idée d'abattre Hitler. Alors qu'ils ont l'occasion de se trouver en sa présence avec une arme, ils n'arrivent pas à exécuter le dictateur. Mark Riebling souligne que les chrétiens luthériens « refusaient de prêter leur aval à un assassinat pour des raisons liées à la religion ». Les officiers catholiques avaient moins de problèmes sur ce point (et l'acceptaient). Finalement, les conjurés demandent à Müller, en octobre 1939, de « solliciter la bénédiction formelle du pape pour ce tyrannicide », ce qu'il refuse. Le 1er novembre 1939, Erich Kordt constate tristement « nous n'avons personne qui jettera une bombe afin de libérer nos généraux de leurs scrupules ».

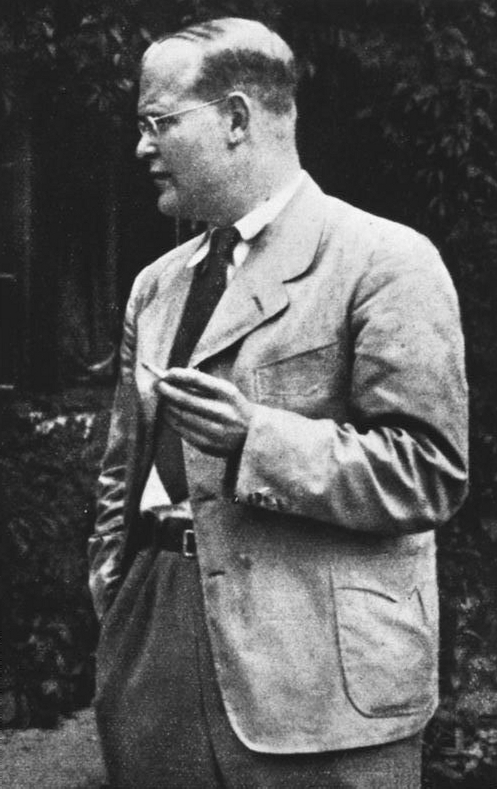
Dietrich Bonhoeffer, théologien protestant qui réfléchit sur la notion de tyrannicide avec ses homologues catholiques.

Les conjurés étant presque tous chrétiens, une ligne de division menace de se faire jour entre les protestants et les catholiques. L'action du pape comme médiateur laisse un certain nombre de conjurés ou d'intervenants penser que c'est « un complot du Vatican ». Pour « moduler cette résonance à prédominance catholique », la résistance recrute le théologien protestant Dietrich Bonhoeffer pour qu'il réfléchisse et argumente théologiquement sur la compatibilité avec la foi protestante d'exécuter un dictateur. Bonhoeffer est installé dans un couvent bénédictin par Müller pour le mettre hors de portée de la Gestapo. Helmuth James von Moltke note, lors d'une rencontre de conjurés que si les catholiques, conformément aux consignes du cardinal Pacelli en 1930 s'étaient plutôt abstenus d'intégrer le parti nazi, « nombre de pasteurs protestants s'étaient rangés derrière la bannière du nazisme ». Moltke et le père Rösch commencent donc à rassembler un cercle de réflexion autour d'eux pour « penser en chrétiens, planifier et se préparer à reconstruire » l'Allemagne et l'Europe post-hitlérienne, dans un mouvement spirituel et œcuménique. Les réflexions et débats qui animent ces différentes personnes se font dans l'objectif de reconstruire une éthique humaniste, sociale et spirituelle de la société allemande post-hitlérienne.
Avec le temps, le cercle de réflexion s'élargit et il s'agrège de nouvelles personnalités de nouveaux milieux. Le cercle œcuménique chrétien intègre alors des dirigeants syndicaux socialistes. Le groupe de réflexion s'enrichit de Carl Goerdeler, ancien maire charismatique de Leipzig qui se charge de négocier un pacte entre les dirigeants syndicaux catholiques et socialistes. Les jésuites œuvrent pour établir un consensus entre toutes les parties. Début 1943, une déclaration commune rassemblant toutes les parties (politiques, syndicales, religieuses et militaires) et ratifiée.
Après l'arrestation d'une partie des chefs au printemps 1943, le renversement de Mussolini redonne du courage aux complotistes, et Canaris réussit une belle opération à la fin de l'été : faire nommer plusieurs résistants à l'Abwehr, dans une cellule spécialement conçue pour, normalement, espionner et infiltrer des réseaux de subversion au gouvernement. Müller étant arrêté, pour communiquer avec le pape, la résistance utilise Gereon Goldmann, mais surtout Albrecht von Kessel et Paul Franken pour conserver le lien avec le pape.

##### La mission de Josef Müller

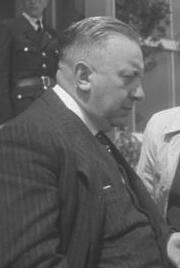
Josef Müller en 1948.

Josef Müller est un avocat autodidacte, d'origine paysanne, héros de la Première Guerre mondiale, et décoré à cette occasion de la Croix de fer. Bavarois, il est un « amateur de bière », et surnommé « Jo le bœuf ».
En 1933, il est missionné par le cardinal Pacelli pour collecter, contrôler et synthétiser toutes les notes et informations venant de toute l'Allemagne sur les violations du Concordat faites par le régime nazi. Ces rapports sont transmis au Vatican et servent à la Secrétairerie d'État pour rédiger ses doléances au gouvernement d'Hitler. Tout un réseau de communications confidentiel est mis en place par Müller pour assurer la collecte et le transfert des informations. Après l'élection de Pacelli comme pape, les deux hommes restent en contact.
En 1934, lorsque Heinrich Himmler en personne vient pour prendre le pouvoir dans la ville de Munich, Muller conseille au président de la Bavière, Heinrich Held de faire arrêter Himmler et de le faire fusiller dans la foulée. Son ami hésite, et lorsque les SA débarquent, Müller n'a que le temps d'exfiltrer son ami et de l'amener en Suisse. Quelques semaines plus tard, la Gestapo vient arrêter Müller et c'est Himmler en personne qui interroge Müller. Sans hésiter, Müller avoue au SS qu'il avait conseillé à l'ex-président de Bavière de le faire arrêter et fusiller avant qu'il ne fasse son coup de force contre le gouvernement bavarois. La franchise et le courage de l'avocat impressionnent Himmler. Son courage et sa franchise impressionnent également Johann Rattenhuber, chef du Reichssicherheitsdienst, qui paradoxalement se lie d'amitié avec l'avocat bavarois. Durant la guerre, les deux hommes se rencontrent régulièrement, et entre deux bières, le chef de la garde rapprochée d'Hitler, révèle des secrets de la SS à « l'espion du Vatican ».
Le 27 septembre 1939, Josef Müller est recruté par l'amiral Canaris pour servir de contact entre le pape et la jeune opposition militaire allemande contre Hitler (alors centrée sur le général Franz Halder, chef d'état-major de l'armée allemande). Comme couverture, Canaris le recrute comme agent l'Abwehr devant infiltrer le réseau de pacifistes italiens, et « espionner le Vatican ». Pour entrer en contact avec le pape, Muller contacte d'abord Monsignore Ludwig Kaas. Ce dernier est le chef du Parti catholique allemand Zentrum, en exil à Rome. Josef Müller espère pouvoir, par lui, approcher le pape et utiliser le saint Père comme un intermédiaire pour communiquer avec les Britanniques,,,. Fin septembre 1939, il rencontre au Vatican Ludwig Kaas qui lui promet de transmettre sa requête à Pie XII, ce qu'il fait 15 jours plus tard.
Le pape réfléchit une journée et donne son accord à la grande surprise de ses conseillers. Le pape leur déclare : « L'opposition allemande doit être entendue en Grande-Bretagne », et il propose de servir d'intermédiaire. Au retour de Muller mi-octobre, Kaas lui annonce la « bonne nouvelle »,,,,,. Par la suite, c'est par l'intermédiaire du père Leiber, proche conseiller du pape, que Josef Müller communique avec Pie XII,.
Se met alors en place un canal de communication entre la résistance allemande et la Grande-Bretagne : Muller se rend à Rome avec les documents de la résistance, il les transmet au père Leiber, lors d'une courte entrevue dans une petite église jésuite de Rome. Le père transmet le message au pape, et Pie XII convoque l’ambassadeur britannique auprès du Saint-Siège, Sir D'Arcy Osborne, et lui transmet de vive voix les positions de la résistance. Le diplomate transmet alors son rapport au gouvernement britannique par la valise diplomatique. Et le gouvernement britannique répond aux résistants allemands par le même canal,,,. Au cours des trois premières années du conflit, Müller fait plus de 150 voyages entre l'Allemagne et le Vatican.
Arrêté en avril 1943, Müller est jugé le 3 mars 1944. Il parvient à se disculper devant les juges du tribunal qui le déclarent innocent. La SS souhaite l'arrêter pour de nouvelles charges. Pour lui éviter cela, ses amis de la Wehrmacht l'arrêtent immédiatement et le mettent en prison, chez eux, et sous leur protection.
Lors du complot de l'opération Walkyrie, il est prévu que Müller se rende directement à Rome pour demander un armistice aux Alliés via le pape. Müller deviendrait alors le premier « ambassadeur auprès du Vatican » du nouveau gouvernement. L'opération échoue, et, après l'attentat de juillet 1944, Muller est arrêté et interrogé par la SS qui cherche à lui faire avouer sa complicité dans la tentative de meurtre d'Hitler, et son lien avec le pape. Muller résiste à toutes les pressions et reste prisonnier des SS jusqu'à la Libération. Conduit à la potence le 8 avril 1945, il est sauvé à la dernière minute par un appel téléphonique de Rattenhuber qui souhaite le conserver vivant,,.

##### Tentatives d'assassinat d'Hitler

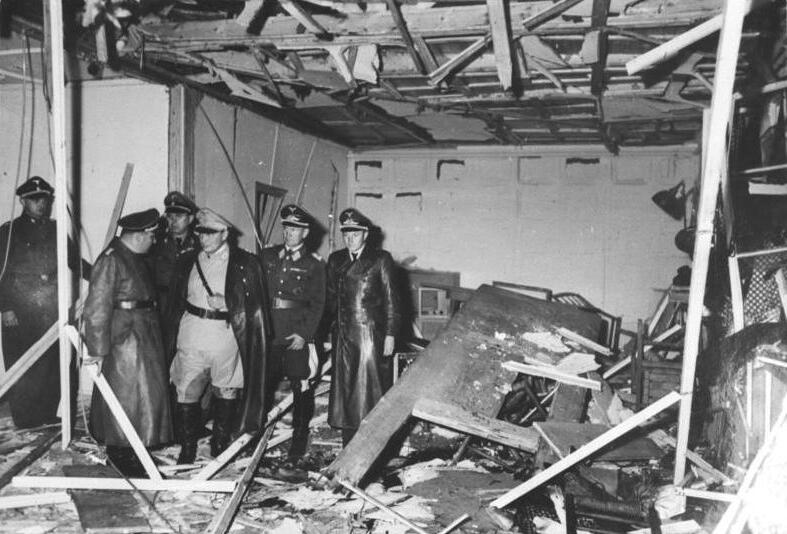
La salle de réunion, après l'explosion de juillet 1944.

Durant la guerre, la résistance tente à plusieurs reprises d'assassiner Hitler, sans succès. De multiples tentatives échouent ou doivent être reportés à la dernière minute. La dernière tentative, la plus connue, l'opération Walkyrie du 20 juillet 1944 amène l'arrestation et l'exécution de presque tous les conjurés. Très peu d'entre eux survivent à la guerre.

##### Le démantèlement des réseaux
Les activités de l'Abwehr, des renseignements militaires et du groupe de résistance autour de Hans Oster, commencent à être sous la surveillance de la Gestapo dès 1942. Himmler tient à éliminer ce service de sécurité rival et il pense qu'il y a matière à enquêter. Quand le juriste allemand, Dohnanyi, est arrêté en avril 1943, il a sur son bureau des papiers destinés à être transmis à Rome par Joseph Müller, afin d'informer le Vatican des revers subis par la Résistance. Josef Müller est arrêté, tout comme Dietrich Bonhoeffer et sa sœur, Christel Dohnanyi. Hans Oster est arrêté et placé en résidence surveillée.

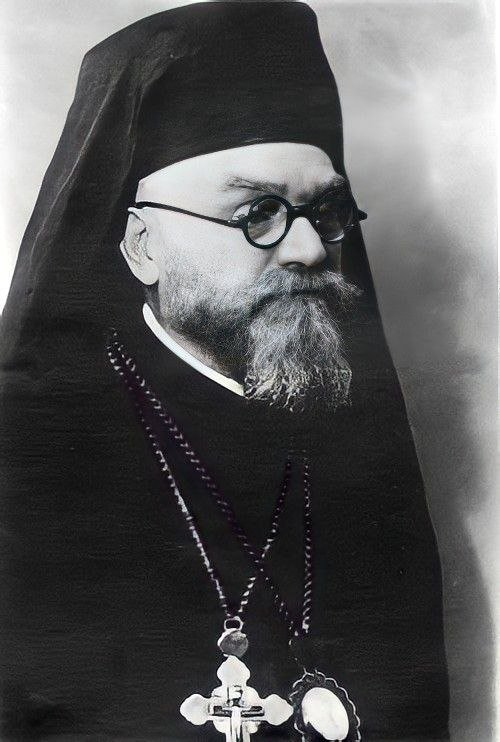
Matěj Pavlík qui a caché les résistants dans sa cathédrale. Il est exécuté quelques mois plus tard.

Le 27 mai 1942, des partisans réussissent à abattre Reinhard Heydrich à Prague. Ils se réfugient dans la cathédrale de Prague, dans des caches spécialement aménagées pour eux dans la crypte. La Gestapo et la SS, informées de leur présence font une descente et à la suite d'un long combat, ne parviennent pas à capturer les résistants qui se donnent la mort pour ne pas se faire prendre. La qualité des caches mises en œuvre confirme à la Gestapo et à la SS que les plus hautes autorités de l’Église ont collaboré avec la résistance. L'évêque Matěj Pavlík qui reconnait avoir aidé les résistants est exécuté par les nazis. Hitler et les nazis sont convaincus que le pape Pie XII est partie prenante de cette opération.
À la Pentecôte 1942, les douanes allemandes arrêtent par hasard un trafiquant de devises Wilhelm Schmidhuber (de). Celui-ci fait partie du réseau d'exfiltration de juifs monté par des membres de la résistance allemande. Alertée, la Gestapo enquête à son tour et commence à démonter en deux mois, tout le réseau d'aide aux juifs monté par Canaris et des religieux catholiques. La concomitance de ces deux enquêtes pousse la Gestapo à mettre la pression sur Canaris et l'Abwehr qu'ils soupçonnent de longue date de comploter contre le régime en lien avec le Vatican. Après les aveux de Willy Schmidhuber, la Gestapo arrête le colonel Oster, Josef Müller, Hans von Dohnányi et quelques autres. Canaris échappe au coup de filet, pour l'instant. La Gestapo et les SS mettent la main sur des documents importants présents dans les coffres des personnes arrêtées, prouvant le complot, la filière d'évasion des juifs et le rôle du pape dans la conspiration,.
Ce coup de filet est un sérieux coup pour la Résistance, pour remplacer Josef Müller comme contact auprès du pape, la résistance envoie Albrecht von Kessel qui est officiellement « secrétaire de la mission du Reich auprès du Saint-Siège »,. Hans Bernd Gisevius est envoyé à Rome en remplacement de Josef Müller pour continuer de tenir informé Pie XII de l'évolution de la conspiration.
Après la tentative d'attentat en août 1944, un vaste coup de filet entraîne les arrestations de nombreux officiers résistants. Le père Röch qui coordonne le réseau catholique allemand est l'objet d'un mandat d'arrestation. Il se cache mais finit par être arrêté. De nombreux prêtres jésuites et dominicains membres du comité de résistance sont poursuivis par la Gestapo. Plusieurs religieux sont arrêtés. Les SS fouillent les locaux de l'Abwehr et découvrent dans un coffre à Zossen les journaux personnels de Canaris et des preuves du rôle du Vatican dans les complots antihitlériens,. Müller, qui est toujours en prison, est « arrêté par la Gestapo » et emmené pour être interrogé. Dans les couloirs de la prison de la Gestapo, il y croise l'amiral Canaris,.
En avril 1945, Hitler décide la liquidation de tous les conspirateurs encore vivants, en particulier les religieux. Il demande à la SS d'exécuter tous les prêtres ayant pris part au complot et qui seraient en leur pouvoir. L'exécution doit avoir lieu dans le plus grand secret, sans jugement, sans traces. Johann Rattenhuber, qui s'est pris d'amitié pour Müller, intervient en secret pour épargner sa vie et lui éviter la potence, au moment même où il y est conduit,.

#### Le pape informe les Alliés

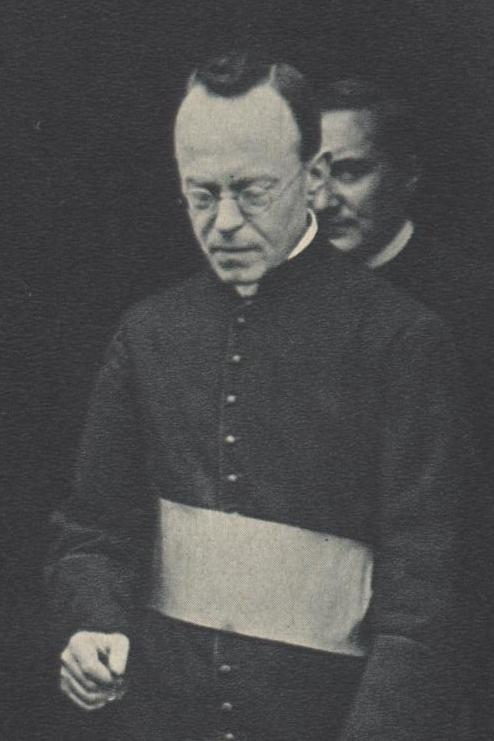
Le père Robert Leiber en 1929, proche conseiller du pape qui servit de relais entre le pape et Josef Müller.

Après l'invasion de la Pologne, le « cercle des résistants de l'Abwehr » envoie au Vatican les informations sur les prochaines offensives au pape, afin qu'il les fasse suivre aux gouvernements alliés. Josef Müller se rend à Rome pour indiquer au père Robert Leiber que l'invasion est imminente. La première notification par le pape d'une prochaine invasion est faite en janvier 1940. Le pape informe le 11 janvier le diplomate britannique D'Arcy Osborne que l'Allemagne va envahir la France par la Hollande et la Belgique (qui sont neutres), dans un délai très court. Ne voulant pas donner d'éléments permettant d'identifier ses sources, le pape reste flou dans ses réponses aux questions du Britannique qui reste sceptique. Il informe néanmoins ses confrères et son gouvernement.
Si, au départ, les Britanniques redoutent un piège, une opération d'intoxication faite par les services d'espionnage allemand (comme pour l'incident de Venlo) les réunions secrètes répétées du pape, son insistance finit par convaincre l'ambassadeur et le gouvernement britannique « qu'un complot sérieux » se trame en Allemagne. Ils accordent alors leur confiance au pape et acceptent de discuter avec les résistants via son intermédiaire. En mars 1940, la confiance est établie entre les différents protagonistes, et il se met en place un canal de communication complexe entre les résistants allemands et le gouvernement britannique permettant d'envoyer des questions et des réponses dans les deux sens : le colonel Hans Oster donne son message à Josef Müller qui le transmet via le père Leiber au pape Pie XII, qui le remet à Osborne qui le câble enfin à Londres (via message diplomatique crypté). Les messages dans l'autre sens suivent le même chemin. Au total, sept communiqués sont échangés d'un bout à l'autre, dans une atmosphère « tendue »,. Mi-mars, un accord est trouvé entre les deux partis. Les comploteurs allemands sont satisfaits, le pape lui-même est confiant qu'Hitler soit tué avant la fin du mois. Mais à la fin du mois rien ne se passe, le pape, dépité, indique à Osborne qu'il n'a aucune nouvelle des comploteurs. Le gouvernement britannique lui-même semble ne plus y croire.
Hitler reporte plusieurs fois la date de l'offensive sur le front ouest, à chaque fois, les conspirateurs doivent renouveler leurs alertes d'invasion aux Alliés, via le pape,. Fin mars 1940, la résistance informe les Britanniques (via Müller et le canal Vatican) de la prochaine offensive en Norvège. Les Alliés ne réagissent que le 9 avril, trop tard. La dernière alerte d'invasion est donnée le 1er mai 1940. Müller avertit que l'invasion de la Belgique et des Pays-Bas est imminente. Pie XII ordonne immédiatement à sa Secrétairerie d’État d'alerter les nonces apostoliques de Bruxelles et de La Haye « et de leur ordonner de prévenir les gouvernements belge et néerlandais ». Le pape informe également, lors d'une audience privée avec le prince Umberto et son épouse belge, l'information d'une attaque imminente sur ces deux pays. La princesse envoie alors immédiatement un courrier spécial à son frère le roi Léopold III. En même temps, un haut fonctionnaire de la secrétairerie d’État convoque les ambassadeurs français et britanniques que l'Allemagne attaquerait avant la fin de la semaine,,,,. Le 4 mai 1940, le Vatican informe l'envoyé des Pays-Bas auprès du Vatican que les Allemands envisageraient d'envahir la France en passant par les Pays-Bas et la Belgique le 10 mai,,.
Mais les communications radio envoyées par le Vatican, et cryptées par le « code rouge » sont interceptées par les Allemands et les Italiens et décodées. Hitler et Mussolini sont informés que le Vatican a transmis des informations militaires aux Alliés les alertant de l'attaque imminente. Le commandement allemand demande une enquête pour identifier « les traitres », Canaris (qui fait partie de la conspiration), ordonne à Josef Müller de retourner à Rome pour enquêter sur la source de la fuite afin de détourner les soupçons de certains services de renseignements qui commencent à se porter sur lui (Müller).
Bien qu'informés de la fuite, Hitler ne change pas son plan d'invasion. L'attaque allemande des Pays-Bas débute le 10 mai. La Belgique, les Pays-Bas et le Luxembourg sont rapidement débordés, le front s'effondre en une semaine,.

#### Le chaînon entre la résistance et les Alliés
Le gouvernement britannique ne comprend pas bien les revendications d'une résistance allemande qui accepte de rendre certains territoires conquis (la Pologne), mais pas tous (les Sudètes, l'Autriche). Et la malheureuse expérience de l'affaire de Venlo en novembre 1939 (ou deux de leurs agents sont capturés par des SS) qui a ridiculisé les services britanniques freine leur courage à s'engager,,. D'après Yvonnick Denoël, le gouvernement britannique finit par accepter les termes de l'accord, mais la résistance allemande ne parvenant pas à éliminer Hitler, toutes les négociations n'aboutissent à rien,.
L'échec des tractations et échanges entre les résistants et alliés déçoit grandement le pape « qui avait décidé d'agir en tant qu'intermédiaire secret entre Londres et les résistants allemands ». En transmettant des informations à un État « en guerre avec l'Allemagne » de la part de « comploteurs militaires » préparant un coup d’État, le pape compromet la traditionnelle « neutralité vaticane », et s'expose à des représailles politiques. Ainsi, lorsque le contre-espionnage allemand intercepte et décrypte le message codé envoyé par l'ambassadeur belge à Rome qui prévient de l'attaque imminente de la Belgique début mai 1940, information qu'il dit transmise par des officiers allemands via le pape Pie XII, cette information donne à Hitler la preuve que Pie XII complote contre lui. Il ordonne une nouvelle enquête pour débusquer les traîtres dans son armée. Plus tard, lors du démantèlement de la cellule de résistance de l'Abwehr, la SS découvre de nouvelles preuves « du rôle du Vatican dans les complots antihitlériens » dans les coffres de l'Abwehr, dont les journaux privés de Canaris.
À la suite de la chute de la France, des ouvertures de paix continuent d'émaner du Vatican ainsi que de la Suède et des États-Unis mais Churchill répond résolument que l'Allemagne doit d'abord libérer les territoires conquis. Les négociations en fin de compte, se révèlent infructueuses. De plus, les victoires rapides d'Hitler sur la France et les Pays-Bas ruinent la volonté de l'armée allemande de résister à Hitler. Et l'inactivité de l'opposition durant la bataille d'Angleterre exaspère Churchill,. Le pape garde néanmoins le canal de communication ouvert avec la résistance, espérant « un éventuel retour de fortune ».
À chaque fois que la résistance allemande envisage sérieusement un attentat contre Hitler, ils reviennent vers le pape pour lui demander de contacter les Britanniques et de confirmer qu'ils respecteront les engagements donnés précédemment de ne pas « profiter de la situation du coup d'État » pour asservir l'Allemagne. À chaque fois Pie XII reprend son rôle d'intermédiaire inconfortable, face à des Britanniques qui se désespèrent d'une résistance qui ne parvient pas à agir concrètement, et des Allemands qui attendent des engagements sérieux. Or l'exigence posée par Roosevelt d'une « capitulation sans conditions » de l'Allemagne lors de la conférence de Casablanca rend ce type de négociation presque impossible. Lorsque le chef de l'OSS, William Donovan, glisse à Müller que « la mort de Hitler rendrait la déclaration de Casablanca nulle et non avenue » les résistants allemands sont satisfaits et interprètent cette déclaration comme une promesse de respecter les accords passés. Il est convenu que les conspirateurs « établiraient le contact avec l'Amérique et l'Angleterre par l'intermédiaire du Vatican, dans le but de négocier un armistice ».
Le pape ne sert pas uniquement de relais aux Allemands, mais également aux résistants anti-fascistes italiens. Ainsi, avant la destitution de Mussolini en 1943, le pape sert de relais à Pietro Badoglio pour discuter avec les Américains d'un futur armistice. Et après juillet 1943, et la destitution de Mussolini, le nouveau gouvernement négocie un armistice avec les Alliés sous la couverture du Vatican qui sert d'intermédiaire pour ces négociations qui aboutissent, le 8 septembre 1943, à une signature d'un accord,.

#### Le Vatican dans la résistance
Au Vatican, des prélats se lancent dans des actions de résistance. Hugh O'Flaherty, prêtre irlandais organise tout un réseau de résistance dans le Vatican, utilisant les couvents et collèges de prêtres pour cacher des juifs et des prisonniers de guerre alliés évadés ou en fuite. Pour financer les vivres, nourrir, fournir en vêtements et loger tous ses « protégés », il sollicite l'aide de l'ambassadeur du Royaume-Uni qui lui fait parvenir des fonds via la banque du Vatican, mais aussi les comptes des jésuites. O'Flaherty va jusqu'à « monter un service secret d'assistance aux prisonniers de guerre évadés »,. À partir de l'automne 1943, des soldats britanniques arrivent régulièrement au Vatican pour obtenir de l'aide d'O'Flaherty. Les Allemands qui occupent la ville s'en rendent compte. Kappler organise une opération pour capturer le prêtre à la sortie de la messe, mais il est informé à temps et échappe à l'embuscade. On lui conseille de rester dans les limites du Vatican, il refuse. Son réseau devient très actif et il cache des milliers de personnes (soldats, résistants et juifs). Kappler finit par le cibler en priorité et met de gros moyens pour infiltrer et démanteler son réseau. L'officier allemand finit même par « mettre à prix » la tête du prêtre au printemps 1944. Une partie du réseau O'Flaherty est démantelé, et il doit évacuer une partie de ses protégés dans d'autres caches ou les envoyer à la campagne pour les sortir de Rome, devenu trop dangereuse.

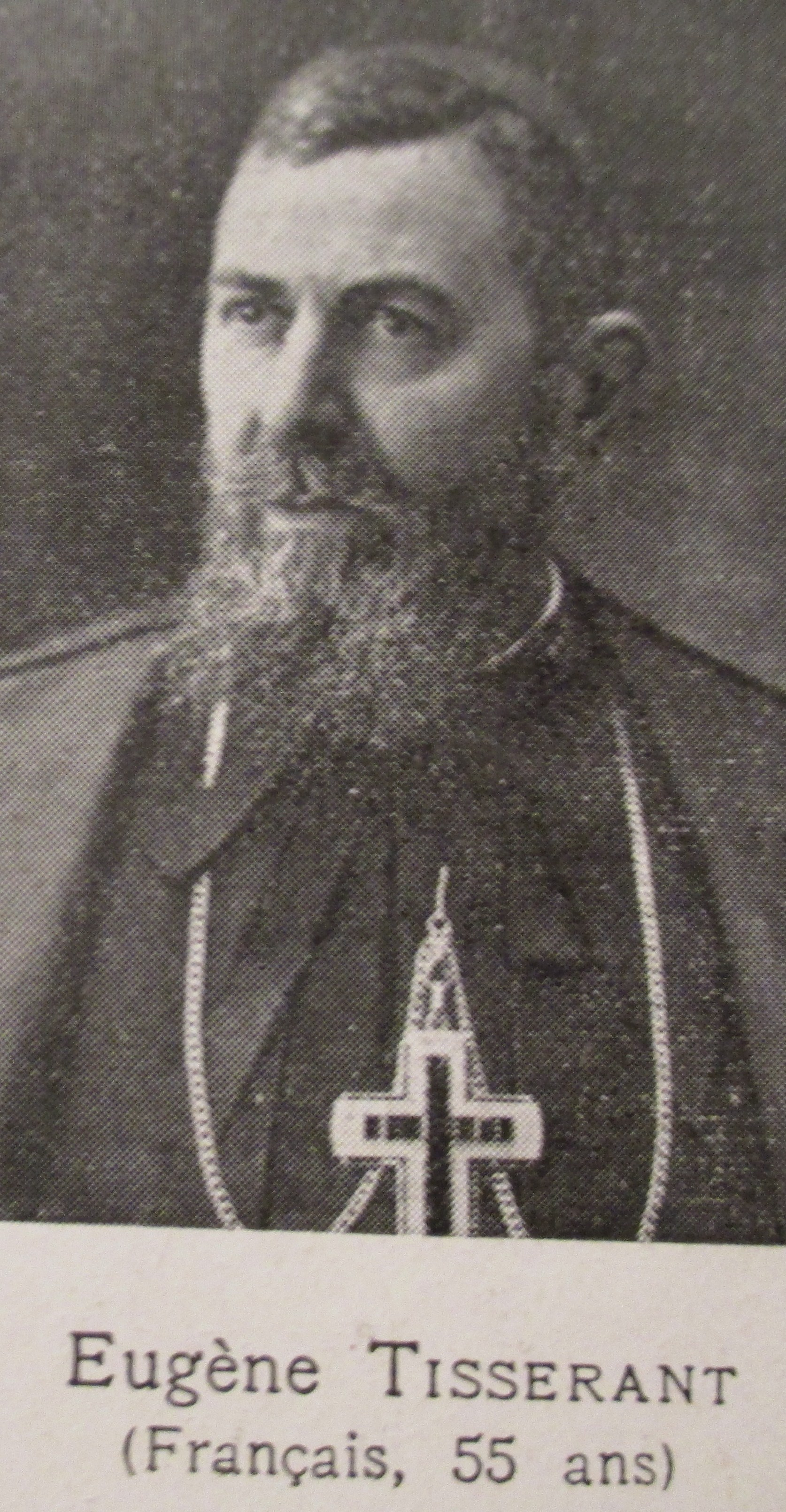
Eugène Tisserant (en 1939), point de ralliement de la résistance française à Rome.

Le cardinal Eugène Tisserant qui a été un très proche collaborateur du pape Pie XI a conservé de nombreux contacts avec des militaires français et des personnes des services secrets. Il refuse la défaite de la France et la collaboration de Pétain. Très vite, il sert de point de ralliement à tous les résistants français. Les services secrets le surveillent de près et le considèrent comme un espion, si bien qu'il ne peut plus quitter l'enclave du Vatican. À partir de 1943, Tisserant devient le « représentant officieux du Général de Gaulle auprès du pape ». Le cardinal recueille et abrite également des juifs et des résistants au fascisme.
Kappler est persuadé que Tisserant est à la tête d'un vaste réseau d'espionnage du Vatican qui envoie « des norias de prêtres clandestins » en Europe de l'Est, à l'arrière des troupes allemandes, pour convertir les populations (libérées du communisme), à la foi catholique. C'est pourquoi il surveille fortement ce cardinal français.
Lorsque l'Italie entre en guerre, en juin 1940, les diplomates alliés sont expulsés de Rome. Le pape Pie XII donne asile aux diplomates britanniques et français qui s'installent dans des appartements du Vatican. Le diplomate Osborne installe un émetteur radio dans ses appartements et continue de transmettre ses rapports à Londres. À la libération de la ville en juin 1944, les diplomates alliés sont remplacés par les diplomates des pays de l'Axe, qui viennent à leur tour chercher l'abri au Vatican vis-à-vis de leurs ennemis qui contrôlent la ville.
En Allemagne
En Allemagne, sachant que les services secrets allemands essaient de percer toutes les communications des responsables religieux, des membres de l'ordre des jésuites et des dominicains se retrouvent en mai 1941 pour fonder une cellule spéciale de « sept agents secrets » chargée de servir de courrier aux évêchés et responsables religieux. Ces courriers vivent dans une « semi-clandestinité », sous la coordination du père Rösch, un jésuite, qui se met en lien avec le père Leiber. Le nom de leur organisation est « le comité »,. La mise en place de ces courriers entre évêchés et avec le Vatican avait été envisagée lors d'une rencontre secrète du pape et de plusieurs évêques allemands en mars 1940. L'organisation de la structure se met en place sous la direction du père Rösch. Même les services secrets allemands ne parviennent pas à l'infiltrer ou le casser. Josef Müller, en lien avec ces hommes, sert de relais de transmission avec le pape,.
Si des membres d’Église, et les jésuites en particulier, dans toute l'Allemagne servent de relais à toute la résistance, c'est en Bavière, que les jésuites ont mis en place « un appareil organisationnel solide » permettant de s'opposer aux nazis et de mettre en lien toutes les couches sociales de la société. Willy Brandt (bien que protestant) dit à la fin de la guerre « l’Église catholique constitue la force d'opposition la plus ample et la mieux organisée d'Allemagne ».

#### La protection des juifs
Le pape Pie XI, dès la fin de 1938 tente de venir en aide aux juifs persécutés en leur facilitant l'émigration. Il demande à ses diplomates de solliciter tous les pays d'Amérique (nord et sud) ainsi que l'Australie pour accueillir des juifs persécutés d'Allemagne. Mais tous les pays sollicités refusent d'ouvrir leur frontière aux juifs allemands. Même les étudiants juifs, contraints d'arrêter leurs études, ne seront pas soutenus par les universités américaines.
Le pape est informé de la solution finale par le nonce de Slovaquie qui lui envoie un courrier donnant un premier rapport. Son courrier qui révèle le camp d’Auschwitz met cinq mois pour rejoindre le Vatican, il n'arrive qu'au début de 1942. Ce n'est qu'au printemps 1942 qu'arrive un nouveau rapport, plus précis, plus détaillé qui donne l'état d'ampleur des massacres en cours en Europe de l'Est.
Avant l'arrivée des Allemands, le Vatican sert de refuge et de couverture à plusieurs opposants à Mussolini (comme Alcide De Gasperi), ainsi qu'à des savants juifs ou le grand rabbin Umberto Cassuto. Ils sont abrités sur le sol du Vatican, et comme couverture, ils sont officiellement employés à la bibliothèque du Vatican.
Les troupes SS investissent Rome le 11 septembre 1943. À la fin du mois, Herbert Kappler exige une rançon de 50 kg d'or pour ne pas déporter les juifs romains. Le grand rabbin de Rome, sachant qu'il ne pourra rassembler la somme fait appel au pape qui lui propose de lui faire un prêt en faisant fondre des vases en or. Au total ce sont 15 kg d'or qui sont fournis par des « communautés catholiques » pour aider la communauté juive, sans que le pape n'ait à intervenir personnellement. Comme Kapper rechigne à arrêter les juifs, Hitler envoie le capitaine Theodor Dannecker à la tête d'un détachement de Waffen-SS et la nuit du 15 octobre 1943 il rafle un millier de victimes qui sont déportés à Auschwitz,,. Le secrétaire d’État Maglione convoque l'ambassadeur allemand, et lui indique que « Le Saint-Siège n'aimerait pas se retrouver dans l'obligation de prononcer une parole de désapprobation » si les rafles se poursuivaient. Le pape s’abstient de toute déclaration publique immédiate et les rafles s'arrêtent,. Alois Hudal, évêque autrichien proche des nazis écrit le lendemain de la rafle au général Rainer Stahel lui indiquant « je crains que le pape ne prenne position en public contre cette action qui serait sans doute utilisée contre nous par la propagande antiallemande ». Milza écrit que la lettre « aurait immédiatement été transmise aux autorités compétentes et à Himmler en personne, qui aurait donné l'ordre de suspendre l'opération ». L'ambassadeur Weizsacker avait fait lui aussi un courrier similaire à son gouvernement de Berlin, le lendemain de sa rencontre avec Maglione.
Le pape « ordonne à toutes les maisons religieuses de Rome d'ouvrir leurs portes et d'accueillir tous les réfugiés juifs qui se présenteraient. Au total, 6 000 personnes sont hébergées dans une centaine de maisons religieuses et 45 couvents masculins »,,,,,,. Milza écrit que, concernant l'action du pape pour mettre fin aux rafles, « la reconstitution des faits et leur interprétation ne font pas l'objet d'un consensus parmi les historiens »,.
Dans Rome occupé par les Allemands, O'Flaherty se met à accueillir et héberger des familles juives en plus des soldats alliés évadés. Après la grande rafle d'octobre 1943, un millier de juifs sont encore arrêtés (par petits groupes) par la Gestapo, à l'occasion de rafles dans des caches de O'Flaherty où celui-ci cache des résistants, des soldats et aussi des juifs. Ce ne sont pas les juifs que l'équipe de Kappler cible, mais ils font partie des victimes. Ces juifs sont déportés dans des camps italiens.
Au début 1944, la pression des Allemands sur les territoires et couvents du Vatican s'amplifie, plusieurs arrestations et déportation de réfugiés ont lieu. Le Vatican conseille aux couvents d'envoyer les juifs hors de Rome, dans la campagne pour qu'ils y soient plus en sécurité. Malgré cette évacuation (partielle) des couvents, il reste toujours 3 500 réfugiés dans Rome.
Lors de la libération de la ville de Rome par les troupes américaines, le 4 juin 1944, 477 juifs sont réfugiés sur le territoire du Vatican, et 4 238 autres dans des monastères et couvents romains. Le nombre de juifs déportés par les SS se limite à 1 007 personnes,, auxquels s'ajoutent un millier d'autres arrêtés postérieurement et envoyés dans des camps de concentration italiens.
Le 25 juin 1944, Pie XII écrit au dirigeant hongrois Miklós Horthy « lui demandant d'user de toute son influence afin de faire cesser les tourments des Juifs hongrois ». Horthy promet de faire son possible et ordonne l'arrêt des déportations de juifs. Mais quelques mois plus tard, l'arrivée au pouvoir des Croix fléchées proche du national-socialisme met fin à cette accalmie,.
Plus loin de Rome, Angelo Roncalli, alors nonce du Vatican en Turquie (et futur pape Jean XXIII), fournit des milliers de faux certificats de baptême à des juifs, « certifiant qu'ils sont de bons catholiques », leur permettant ainsi de rester en Turquie (qui est neutre). Il aide également des dizaines de milliers de juifs à quitter les pays occupés par les Allemands pour rejoindre la Turquie et la Palestine,,.
Une autre filière d'évasion des juifs est organisée par les résistants de l'Abwehr avec l'aide de l’Église catholique. Canaris monte une exfiltration d'un rabbin de Varsovie vers Brooklyn sous prétexte « d'infiltrer un agent aux États-Unis », et celui-ci envoie de l'argent pour financer des filières d'évasions de juifs d'Europe de l'Est vers la Suisse via un réseau de monastères de la Slovaquie à l'Italie. Les fonds circulent via les comptes du Vatican. Les instigateurs de ce réseau sont membres de la résistance tant militaire que vaticane. À travers cette filière, le Vatican et les services de l’Église mobilisent leurs moyens financiers pour reverser aux juifs qui tentent de sortir d'Europe les sommes collectées par les communautés juives du monde entier et qui affluent vers le Vatican via des fondations d'aide et de soutien juives. La banque du Vatican change en dollars les sommes pour les remettre aux intéressés. Le Vatican va jusqu'à faire des avances de fonds importantes,. En Europe, d'autres évêques, comme Gabriel Piguet viennent en aide à des juifs en leur procurant des faux papiers ou en les cachant.
Pierre Milza, citant Pierre Blet, écrit « Ainsi, jusqu'au bout, les représentants du Saint-Siège menaient leur combat pour arracher les Juifs au sort qui leur avait été réservé dans les desseins des chefs nazis. Même si Pie XII évitait les déclarations publiques que d'aucuns voulaient lui arracher, il pouvait à bon escient écrire le 30 avril 1943 à l'évêque de Berlin [...] Pour les catholiques non aryens et pour ceux de religion juive, le Saint-Siège a fait en fait d'aide charitable ce qu'il était en mesure de faire. Les organisations centrales juives ont exprimé au Saint-Siège leur plus chaleureuse reconnaissance pour son œuvre de secours ».

#### Limites et dangers de l'action du pape
Bien que restant publiquement neutre, Pie XII, en acceptant de servir d'intermédiaire entre les Britanniques et certains généraux allemands qui se disent prêts à renverser Hitler (s'ils pouvaient être assurés d'une paix honorable), puis en informant les Alliés de l'invasion allemande imminente des Pays-Bas en mai 1940 viole matériellement sa neutralité (de façade),,,,.
Ce choix fait par Pie XII, le 17 octobre 1939, après une réflexion de seulement 24 h, d'aider la résistance allemande stupéfie ses conseillers les plus proches, et tous ceux qui l'apprennent plus tard. Un historien ecclésiastique écrit : « jamais, au cours de l'histoire, un pape ne s'était aussi périlleusement engagé dans une conspiration visant à renverser un tyran par la force ». Un officier de renseignement américain écrit durant la guerre que la rapidité de décision du pape d'intervenir en faveur des Allemands est « l'un des événements les plus ahurissants de l'histoire de la papauté moderne ». Même son proche conseiller, le père Leiber dit que le pape « était allé beaucoup trop loin ». Mais il ne parvient pas à le faire revenir sur sa décision. De même, quand le père Leiber et Ludwig Kaas, effrayés par la tournure des événements et les menaces proférées par les nazis qui tentent de faire pression sur le pape pour qu'il stoppe ses contacts avec les résistants allemands, celui-ci refuse sèchement. Pierre Milza souligne qu'en acceptant de rentrer dans ce jeu d'espionnage, le pape « prend un risque considérable, à la fois pour la Curie et pour lui-même », mais aussi pour les « catholiques allemands et des populations aussi bien des États neutres que des territoires occupés » sur lesquels Hitler aurait pu « se venger avec la plus grande férocité »,.
Lorsque les transmissions d'informations faites depuis le Vatican vers les gouvernements belge, néerlandais et français sont interceptées et décodées par les Allemands et les Italiens, la « prétendue » neutralité vaticane n'est plus défendable face aux dictatures fascistes, et leur attitude vis-à-vis du Saint-Siège est plus agressive. Pie XII qui tentait de convaincre Mussolini de rester neutre dans la guerre perd toute crédibilité face au dirigeant italien et il est l'objet d'une violente réaction des fascistes,,. Et comme le souligne Mark Riebling « trahir les desseins de Hitler envers Paris et Londres [en les informant d'une attaque imminente] signifiait que l'on prenait parti dons le conflit mondial ».
Après l'invasion allemande des États neutres du Benelux, Pie XII fait publier ses condoléances aux souverains de la Belgique, des Pays-Bas et du Luxembourg, dans un article de l'Observatore Romano qu'il rédige lui-même (en condamnant les « cruautés » de l'invasion, et le « déni de toute justice »). Cet article provoque la colère de l'Allemagne et de l'Italie. Interpellé sur ces messages par Dino Alfieri, l'ambassadeur d'Italie, Pie XII répond qu'il ne serait pas intimidé par les menaces et qu'il « ne craignait pas de tomber dans des mains hostiles ou d'aller dans un camp de concentration ». Dans la rue, les sbires fascistes s'en prennent aux vendeurs de journaux qui diffusent le journal du Vatican, les rouent de coup et jettent leurs exemplaires,,. Dans l'échange qui fut « très dur », l'ambassadeur Alfieri avait même glisser au pape de ne pas oublier que « 40 millions de catholiques vivaient dans le Reich ».
Le 24 juillet 1944, quand l'officier Raymond G. Rocca du contre-renseignement américain vient interroger des responsables du Vatican à la suite de la tentative d'attentat contre Hitler, il est très étonné de découvrir que ceux-ci sont très au courant de la conspiration allemande, et même de plusieurs autres tentatives d'attentats. L'agent américain de comprend pas comment « un haut dignitaire de l’Église avait pu tremper dans des affaires aussi dangereuses » (et encore il n'avait devant lui qu'un monsignor et pas le pape). Le père Leiber lui dit à demi-mot que le pape était au courant.
Pour Michael Phayer, le pape « rêvait de tenir le rôle de diplomate pacificateur, sauveur de l'Europe occidentale. Pour sauver son crédit, il devait préserver le statut neutre de la Cité du Vatican. [..] Mais il s'est trompé lourdement dans ses négociations avec les résistants allemands », sous-estimant les ambitions des militaires allemands. De plus, les Alliés, très vite après l'entrée en guerre des États-Unis, « ne voulaient entendre parler que d'une capitulation sans condition », rendant toute négociation et accord impossible. Michael Phayer conclut « Pie XII a sacrifié une partie de son crédit moral sur l'autel de ses ambitions diplomatiques ».
Pour Henri Tincq, la rafle des juifs menée par les Allemands dans Rome en octobre 1943 est le signe d'« un affront personnel » pour Pie XII et montre « l'échec personnel de sa politique de diplomatie secrète ».

#### Le pape, médiateur de paix

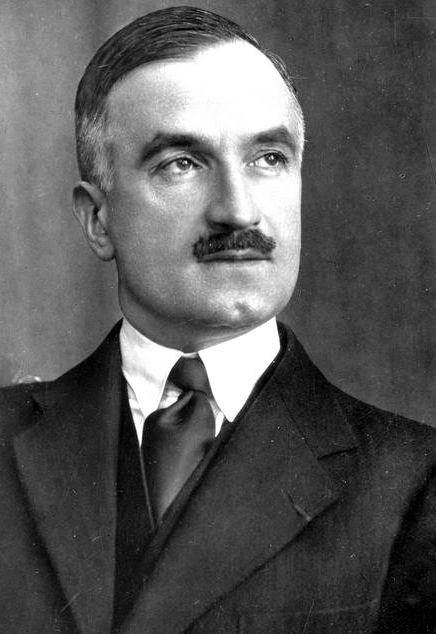
L'ambassadeur de la Pologne au Vatican Kazimierz Papée était un critique de Pie XII et de ses efforts de médiation d'avant guerre

Dès avril 1939, Pie XII annonce un plan pour la paix, dans l'espoir d'une négociation entre les grandes puissances européennes au bord de la guerre,,. Le premier dirigeant contacté est Benito Mussolini, en passant par l'intermédiaire du Père jésuite Tacchi Venturi,. Avec l'approbation de Mussolini, le lendemain, le cardinal secrétaire d'État Luigi Maglione contacte les nonces de Paris (Valerio Valeri), Varsovie (Filippo Cortesi), Berlin (Cesare Orsenigo) et le délégué apostolique de Londres (William Godfrey),,. La réunion proposée au Vatican s'avère peu productive : s'il y a une position cohérente adoptée par le Vatican, notamment au travers de ses diverses communications, c'est celle de l'apaisement,. Le pape tente, en particulier, d'obtenir de la Pologne d'accepter la sécession de la Ville libre de Dantzig à l'Allemagne nazie, une position que l'ambassadeur polonais Kazimierz Papée (en) (l'ancien Haut Commissaire de Dantzig) et le gouvernement polonais ne peuvent accepter,. En août 1939, le pape négocie avec les Allemands l'envoi d'un médiateur à Londres pour discuter de la paix sur un texte proposé par le Vatican et l'Italie. Hitler, qui a déjà fixé la date de l'attaque de la Pologne, accepte la démarche, espérant qu'il pourrait via la négociation, faire rompre l'alliance entre la Grande-Bretagne et la Pologne. Mais la démarche est trop tardive, alors que Goering en rend compte à Hitler, le Royaume-Uni déclare la guerre à l'Allemagne,,,.
En 1940, Pie XII fait pression sur Mussolini pour que l'Italie reste neutre, et n'entre pas en guerre contre la France au côté de l'Allemagne. Son discours pour Pâques 1940 où il attaque en termes à peine voilée une critique de l'attitude belliciste d'Hitler. Ce discours reproduit dans la presse vaticane provoque « la fureur de Mussolini » qui répondra un mois plus tard, « plutôt sèchement », que « la neutralité italienne ne durera pas indéfiniment »,.
En dehors de ces tentatives d'actions, le pape lui-même est vu, à plusieurs reprises, et par différents belligérants, comme un intermédiaire crédible pour tenter de demander la paix à leur adversaire. Les premiers à faire appel à lui sont les résistants allemands au nazisme qui missionnent Josef Müller pour prendre contact avec Pie XII afin de lui demander de contacter les Britanniques pour négocier une paix, une paix honorable, s'ils réussissent à renverser Hitler du pouvoir.
D'après Owen Chadwick, à la fin de 1942, de hauts responsables italiens approchent le Vatican pour une tentative de paix. Puis lorsque Mussolini envoie son gendre, le comte Ciano, comme ambassadeur au Vatican en 1943, les Allemands et d'autres spéculent sur la possibilité de Ciano à négocier une paix séparée. D'autres historiens traitant de cette période historique et des négociations de paix via le Vatican n'y font aucune référence.
En 1943, face aux revers de l'armée allemande, et à la victoire probable des Alliés, le nouvel ambassadeur d'Allemagne à Rome, Weizsäcker, envisage de faire signer un traité de paix séparée avec les Alliés à l'Ouest via la médiation du pape. Il tend des perches à quelques autorités du Vatican, positionnant l'Allemagne nazie comme « rempart contre le bolchévisme », mais voit sa proposition vertement rejetée par son interlocuteur. En même temps, il biaise et adoucit ses rapports envoyés à son gouvernement pour tenter de le convaincre que le Vatican pourrait se rapprocher d'Hitler (par peur de Staline). Hitler lui aussi rejette cette médiation. Ce projet s’avère sans suite,,. Après guerre, Albert Harlt, agent de renseignement de la SS déclare avoir été envoyé par ses supérieurs à Rome pour « entrer en contact avec les puissances occidentales via le Vatican afin de renverser les alliances et lutter ensemble contre le communisme ».
En 1943, après la destitution de Mussolini par le roi d'Italie et le général Pietro Badoglio, le nouveau gouvernement négocie un armistice avec les Alliés. Le Vatican sert d'intermédiaire pour ces négociations qui aboutissent à une signature d'armistice le 8 septembre 1943,,.

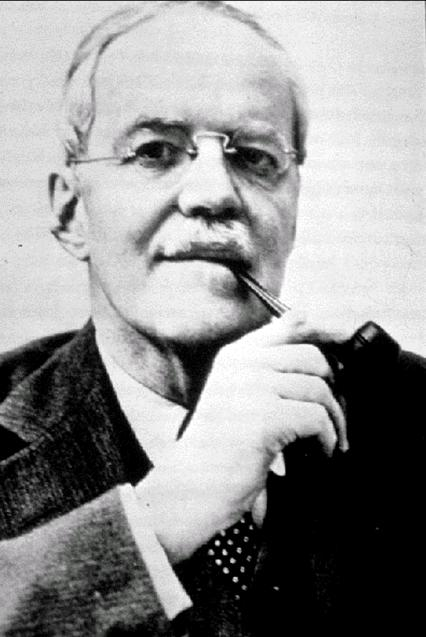
Allen Dulles, agent américain qui tenta en 1945 de négocier un armistice avec les Allemands en Italie, par la médiation du pape.

En mars 1945, Karl Wolff et Eugen Dollmann (en) contactent des responsables du Vatican pour négocier la fin des combats en Italie du nord. Ils rencontrent Allen Dulles, et demandent en échange de pouvoir traverser librement les cols des alpes autrichiennes. Les Américains informent Moscou mais Staline refuse, craignant que les troupes SS ne soient redéployées sur le front russe. Après différents allers-retours, Wolff finit par apprendre le 24 avril que les pourparlers sont stoppés sous pression de Staline. Le 29 avril, Hitler se suicide, et Albert Kesselring propose la capitulation des troupes présentes en Italie.
Début avril 1945, alors qu'Hitler fait exécuter les derniers conspirateurs responsables de l'attentat d'avril 1944, Josef Müller emprisonné par la Gestapo, doit être lui aussi exécuté. C'est Johann Rattenhuber, le commandant des gardes du corps d'Hitler qui plaide auprès d'un responsable SS pour ne pas l'exécuter afin qu'il puisse « servir de messager auprès de Pie XII pour négocier une paix séparée » avec les Alliés. Rattenhuber lui sauve ainsi la vie en lui évitant une exécution immédiate,,.
En mai 1945, Martin Quigley, un responsable de l'OSS à Rome demande à un fonctionnaire de la Secrétairerie d’État de faire transmettre à l'ambassadeur du Japon, une proposition de négociation de paix avec l'Amérique. L'ambassadeur japonais craint une « fourberie », se renseigne un peu sur l'émetteur (le Vatican précisant bien que cette initiative ne vient pas de lui, et qu'il n'est que le transmetteur). Finalement, il fait suivre la proposition de négociation à son gouvernement qui ne donne pas suite. Le gouvernement japonais n'ayant que peu de pouvoir face aux militaires, mais également car des négociations secrètes ont déjà été ouvertes via le canal de Moscou, jugé plus fiable par les Japonais,. D'après David Alvarez « Quigley, qui avait agi de sa propre autorité, sans en référer à ses supérieurs », mais d'après Yvonnick Denoël, Quigley aurait reçu de son supérieur Donovan la mission « d'essayer d'ouvrir un canal de communication avec les autorités japonaises via le Vatican ». Quelques semaines plus tard, l'affaire Vessel, discrédite son service et tout est abandonné par les espions américains,.

#### L'aide aux criminels nazis
Le Vatican qui avait mis en place durant la guerre des filières d'exfiltration des juifs hors d'Europe, développe des filières d'exfiltration pour les anciens nazis, SS ou oustachis, leur permettant de quitter l'Europe pour des pays peu regardants d'Amérique du Sud. Cette aide se fait sous l'impulsion (et le financement) des services secrets américains et britanniques qui cherchent à récupérer certaines figures allemandes et anti-communistes pour servir leurs intérêts de lutte contre le communisme en Europe. Yvonnick Denoël écrit : « les services occidentaux n'ont pas seulement laissé faire ou coopéré : ils ont manipulé les agents du Vatican pour servir leurs objectifs ». Ainsi Londres et Washington se mettent d'accord pour que plus aucun prisonnier de guerre oustachi ne soit livré à la Yougoslavie. Leur but est de pouvoir renvoyer « des agents expérimentés en Yougoslavie » [communiste] pour y mener des opérations de renseignement et de sabotage.
Mark Aarons et John Loftus (en) écrivent « Britanniques et Américains ont passé avec le Saint-Siège des accords visant à aider bon nombre de collaborateurs nazis à quitter l'Europe par le réseau Draganović. Le Vatican n'était en l’occurrence qu'une couverture respectable derrière laquelle ils s'abritaient cyniquement pour masquer leur propre attitude immorale ». Les opérations d'exfiltration des prisonniers de guerre sont financées par les services secrets américains qui espèrent, jusqu'en 1948, que ces oustachis parviendront à renverser le régime de Tito. Une fois sortis d'Europe, les Britanniques les parachutent ensuite au-dessus de la Yougoslavie pour qu'ils puissent aller commettre des sabotages et assassinats ciblés,.
Les départs se font essentiellement vers l'Argentine (et d'autres pays autour). La Croix-Rouge fournit des titres de voyages et des passeports. L'exfiltration la plus spectaculaire est celle d'une division entière de la Waffen-SS ukrainienne, soit 11 000 personnes (soldats plus famille). Les services secrets britanniques et américains cherchant à récupérer « les meilleurs éléments » pour aller mener des actions de guérilla (ou de révolution) au sein du bloc de l'Est,. Comme pour Walter Rauff, le plus haut responsable SS des services de sécurité qui travaille plusieurs années pour la CIA et les services secrets italiens avant de partir pour l’Amérique du Sud.
Le principal chef d'orchestre de la filière d'évasion d'anciens nazis est un prélat autrichien proche des nazis, Alois Hudal. Il est finalement sanctionné par le Vatican en 1952. La filière d'évasion qu'il met en place passe par le collège Teutonicum (en) de Rome dont il est le recteur. Profitant de sa mission pastorale d'aide aux prisonniers de guerre germanophones, il utilise son poste pour aider des criminels de guerre nazis à s’échapper : Franz Stangl, commandant de Treblinka, Gustav Wagner, commandant de Sobibor, Alois Brunner, responsable du camp d’internement de Drancy et chargé des déportations en Slovaquie et Adolf Eichmann.

### Les médias

#### Osservatore Romano
Le journal L'Osservatore Romano, publié en italien, est le seul journal en Italie, qui n'est pas censuré par le gouvernement italien,,,. En dépit de sa teneur relativement modérée, le journal a été porté aux nues par la presse britannique et française et vilipendé par le régime fasciste italien de presse.
Pour contrer la propagande de la presse italienne, l'ambassade américaine demande à Joseph Patrick Hurley (en) de faire publier quelques articles de presse dans l'Osservatore Romano et Radio Vatican, qui sont les seuls médias échappant à la censure fasciste en Italie. De 1939 à 1940, plusieurs articles sont publiés par Hurley provoquant la fureur de Mussolini contre cette « subtile propagande contre l'Axe ». Des menaces claires sont exprimées contre les journalistes de presse et de radio, un rédacteur adjoint est arrêté et emprisonné. En août 1940, Hurley est nommé comme évêque aux États-Unis et quitte Rome, faisant retomber la pression entre le Vatican et Mussolini.
Le 20 mai 1940, le journal cesse de publier (sur demande du pape) des articles sur la guerre qui ne sont pas rédigés par le « communiqué officiel de guerre italienne », en accord avec le gouvernement italien,,.
Après l'invasion de la Belgique et des Pays-Bas, les condoléances du pape aux deux souverains provoquent la colère des fascistes. Dans la rue, les sbires fascistes s'en prennent aux vendeurs de journaux qui diffusent le journal du Vatican, les rouent de coups et jettent leurs exemplaires,.
En août 1940, les bulletins météorologiques sont également éliminés lorsque le gouvernement italien proteste qu'ils pourraient aider les avions britanniques.

#### Radio Vatican
L'émetteur de Radio Vatican est installé en 1931. Avant cette date le Vatican ne disposait d'aucune installation radio. En plus des émissions en clair, l'émetteur permet d'envoyer des messages radio aux différentes nonciatures sur la planète. Même si ces émissions de messages secrets diplomatiques sont cryptées, elles sont très vite décryptées par les services secrets italiens qui ont volé les codes de chiffrage du Vatican,. Il faut attendre les nouveaux codes mis en place à partir de 1940 pour disposer d'un meilleur niveau de sécurité diplomatique.
Radio Vatican était dans une situation similaire ; par exemple, elle cesse de donner des nouvelles des prisonniers de guerre : le gouvernement italien s'inquiète des allusions aux emplacements de ses navires. Elle cesse également les rapports météo, pour la même raison. Après que le cardinal August Hlond diffuse un message enflammé, à la Pologne, en langue polonaise (émission qui ne pouvait guère être écoutée en Pologne), « aucune émission de la sorte n'a été autorisée à nouveau ». Après des plaintes de l'Allemagne, la radio cesse toute discussion sur la situation en Pologne et cesse d'évoquer la situation de l’Église en Allemagne,,. Pie XII y parle personnellement à plusieurs reprises, notamment lors de son discours de Noël 1942 où le pape évoque à mots couverts la situation des Juifs en Europe,,,.
Le 5 novembre 1943, les Italiens bombardent le Vatican : le raid échoue. Les Italiens sont convaincus que Radio Vatican envoie des messages codés aux Alliés. En 2010, il est révélé que l'attaque est une tentative délibérée de frapper la station de radio du Vatican.

### L'impossible parole publique

#### Les prises de paroles
S'il a été reproché au Vatican un « manque de prise de paroles », celles-ci ont tout de même eu lieu, avec parcimonie, au début de la guerre.
En 1934, après la victoire nazi aux élections, une première vague d'antisémitisme se répand en Allemagne. Pacelli, qui n'est pas encore pape, « tente vainement de l'arrêter en menaçant de publier un livre blanc dénonçant les actes terroristes perpétrés par les SA et les SS ».
En 1937, le pape Pie XI, rédige dans le plus grand secret une encyclique critiquant fermement le nazisme « Mit brennender Sorge » ((fr) Avec une brûlante inquiétude). Ce texte a été rédigé par le secrétaire d'État Eugenio Pacelli (en raison de sa connaissance de l'Allemagne et en collaboration avec les évêques de ce pays). L’Église allemande organise dans le plus grand secret son impression et diffusion auprès de tous les prêtres allemands, et le dimanche des Rameaux, les curés lisent aux fidèles le texte qui « dénonce les violations incessantes du concordat de 1933 et condamne explicitement la glorification nazie de la race et de l’État ». Cette opération, parfaitement menée prend totalement au dépourvu le SD, et le régime nazi. Elle soulève un tollé parmi les responsables nazis,,,,, et un grand « soulagement » par les catholiques allemands qui y voient (d'après B. Koehn) « une véritable déclaration de guerre spirituelle au nazisme »,.
La première encyclique du pape, durant la guerre, Summi Pontificatus est promulguée le 20 octobre 1939. Dans ce texte qui condamne le racisme, les violences faites aux juifs, les gouvernements totalitaires et le matérialisme, Pie XII condamne ouvertement le nazisme,,, :
« Dieu "a fait sortir d'une souche unique toute la descendance des hommes, pour qu'elle peuplât la surface de la terre, et a fixé la durée de son existence et les limites de son habitacle, afin que tous cherchent le Seigneur " (Act., XVII, 26-27.) »
« Au milieu des déchirantes oppositions qui divisent la famille humaine, puisse cet acte solennel proclamer à tous Nos fils épars dans le monde que l'esprit, l'enseignement et l'œuvre de l'Église ne pourront jamais être différents de ce que prêchait l'apôtre des nations: " Revêtez-vous de l'homme nouveau, qui se renouvelle dans la connaissance de Dieu à l'image de celui qui l'a créé; en lui il n'y a plus ni Grec ou juif, ni circoncis ou incirconcis; ni barbare ou Scythe, ni esclave ou homme libre: mais le Christ est tout et il est en tous »(Col., III, 10-11.) »
La presse mondiale reconnaît avec enthousiasme l'attaque contre le nazisme. Le New-York Times écrit « Le pape condamne les dictateurs, les violateurs de traités, le racisme ». L'agence télégraphique juive écrit pour sa part : « Bien que l'on se soit attendu à ce que le pape s'attaque aux idéologies hostiles à l’Église, peu d'observateurs avaient envisagé un texte au contenu aussi cinglant ».
Malgré une intense activité d'arrière-scène, Pie XII s'abstient d'émettre des déclarations publiques qui prendraient parti dans le conflit en condamnant officiellement les attaques des Allemands contre la Pologne ou la France,. Cependant, après l'invasion allemande des États neutres du Benelux, Pie XII fait publier ses condoléances aux souverains de la Belgique, des Pays-Bas et du Luxembourg, dans un article de l'Observatore Romano qu'il rédige lui-même (en condamnant les « cruautés » de l'invasion, et le « déni de toute justice »),.
Lors de l'invasion de la Pologne, les forces allemandes arrêtent et déportent des centaines de prêtres, 400 religieuses sont déportées dans un camp de travail « aux conditions extrêmes », les séminaires sont vidés, des églises détruites à l'explosif. Face à cette attaque en règle des nazis qui « cherchent à éradiquer méthodiquement l’Église catholique » de Pologne, le Vatican hésite à formuler des protestations « par crainte de fournir un prétexte pour aggraver encore les persécutions ». Lorsque Radio Vatican donne des nouvelles précisions sur les exactions et crimes commis en Pologne, c'est le clergé polonais qui contacte le Vatican « déplorant les répercussions de ces émissions qui aggravent les persécutions ». Le pape se résout alors « au silence et à l'action secrète ».
Dans son message de Noël 1940, le pape se félicite d'avoir pu « consoler, par l'aide morale et spirituelle ou par l'obole de nos subsides, un nombre immense de réfugiés, d'expatriés, d'émigrants, spécialement parmi les Non-Aryens ». Dans son message de Noël 1942, le pape évoque, sans prononcer le mot juif, « les centaines de milliers de personnes qui, sans aucune faute de leur part, pour le seul fait de leur nationalité ou de leur origine ethnique, sont vouées à la mort ou à une progressive extinction »,. Si dans son texte, le pape n'utilise pas le mot « juif », il utilise le mot italien « lignée » que les Italiens utilisaient comme un euphémisme pour désigner les juifs,. Si les Alliés « regrettent que le pape ne soit pas allé assez loin », ce n'est pas l'absence du mot « juif » qui les a gênés, mais bien celui de « nazi » qui n'a pas non plus été cité. C'est ce que lui dit quelques jours après le représentant américain Tittman, qui se dit très déçu par le contenu du message, à la grande surprise du pape, qui estimait avoir été très clair dans sa condamnation des crimes nazis. Le pape précise « qu'il ne peut pas citer directement les nazis, sans citer en même temps les [crimes] bolcheviques, et qu'à son avis, cela n'aurait sans doute pas plus aux Alliers »,,. Le 30 avril 1943, le pape écrit néanmoins à Konrad von Preysing que son message sur les persécutions juives a été « court, mais cela a été bien compris ». Il ne précise pas dans son courrier « par qui »,.
À partir d'octobre 1940, et de son encyclique Summi Pontificatus qui condamne clairement le nazisme, le pape n'utilise plus jamais le mot « juif » dans ses déclarations. C'est, d'après Mark Riebling (en), ce même jour où il signait ce texte, que le pape Pie XII « fit le choix historique d'aider à assassiner Adolf Hitler ».

#### Les réactions de rétorsion
Le texte de l'encyclique Mit brennender Sorge publiée en 1937, émaillé de « protestations et de jugements extrêmement cinglants » envers le gouvernement et la politique raciale nazis, est jugé par Albert Harlt comme « une demande au monde entier de s'insurger contre le Troisième Reich ». En riposte, Hitler déclare qu'il veut « la destruction de l’Église ». Des religieux sont jugés dans des procès collectifs, le palais du cardinal de Vienne est saccagé, la chapelle brûlée, et un vicaire défenestré,,.
D'après Yvonnick Denoël, les « quelques phrases très allusives [du message de Noël 1940] ne dérangèrent nullement les Allemands », mais Mark Riebling écrit que les nazis avaient clairement compris qu'ils étaient visés. Le ministre allemand Ribbentrop téléphone à l'ambassadeur à Rome. L'analyse du texte faite par les services secrets de la SS estime qu'il s'agit « d'une longue attaque contre tout ce que nous défendons ». Un pasteur protestant est même arrêté, et échappe de peu à la peine de mort pour avoir « distribué des copies du texte du pape, au lieu de les détruire ». Le tribunal militaire jugeant le document « subversif et démoralisateur ».

#### Les injonctions au silence
Dès l'accession d'Hitler au pouvoir et les premières mesures de persécutions contre les juifs, le pape Pie XI et le cardinal Pacelli envisagent d'effectuer une protestation publique contre les mesures nazi. Le 4 avril 1933 ils demandent au nonce apostolique en poste à Berlin de proposer une action. Quelques jours plus tard, celui-ci écrit au Vatican que la mesure anti-juive (l'exclusion de tous les juifs de la fonction publique) ayant été prise par un texte de loi, il estime « qu'une intervention du représentant du Saint-Siège serait maintenant l'équivalent d'une protestation contre une loi de l’État allemand ». Et il ajout « qu'il est impensable de s'immiscer dans les affaires intérieures de l’État auprès duquel il [le nonce] était accrédité ». De plus, le nonce rappel à ses supérieurs que « n'ayant pas protesté officiellement, dans les années passées, contre la propagande anti-allemande, le Saint-Siège ne pouvait rien faire s'agissant de l'actuelle persécution des juifs, faute de quoi il donnerait l'impression d'être plus sensible aux affaires juives qu'aux affaires allemandes ». Le nonce conseil au Vatican de ne pas intervenir dans la « question juive », mais de laisser les évêques allemands évoquer librement la question et faire des protestations officielles à leur niveau. Ce sera la position de Pie XII durant toute la guerre, sans pour autant demander explicitement aux évêques de le faire.
Quelques jours avant la publication de Summi Pontificatus en octobre 1940, le pape prend la décision de s'investir en faveur de la résistance allemande pour renverser Hitler. À la demande des généraux allemands qui lui enjoignent de « s'abstenir de toute déclaration publique stigmatisant les nazis », le pape modifie légèrement son texte au dernier moment, retirant les piques les plus sévères. Ce texte publié est le dernier où le pape utilise le mot de « juif » dans une communication publique. Après la guerre, c'est Josef Müller lui-même qui confirme à Harold Tittmann (en) que c'est la résistance allemande qui avait demandé à Pie XII de s'abstenir de faire des déclarations publiques dénonçant et condamnant les nazis. Les opposants à Hitler redoutaient qu'une réaction violente des nazis ne complique leur action souterraine, que les catholiques ne soient encore plus mis sous surveillance par la Gestapo, et qu'ils ne soient ainsi bloqués dans leurs actions de résistance et tentatives de coup d’État.
En mai 1942, le pape apprend d'un témoin l'ampleur du génocide des juifs. Fin juillet (ou début août), le pape décide de publier une protestation officielle dans le journal l'Observatore Romano. Le père Leiber découvre le texte par hasard, il s'agit de la « protestation la plus vigoureuse jamais formulée à l'époque contre la persécution des juifs ». Le prêtre insiste fortement pour que le pape ne publie pas le texte, lui rappelant ce qui est arrivé en juillet 1942 : après la publication d'une lettre pastorale de l'épiscopat hollandais, les nazis ont déclenché des rafles systématiques de juifs hollandais dans tout le pays, y compris les convertis au catholicisme, jusque dans les couvents. Au total 40 000 juifs hollandais,,,, ont été déportés et exterminés. Le père Leiber lui met en avant que si une protestation d'évêques a coûté 40 000 vies, combien coûterait une protestation du pape ? Le pape cède et renonce à son texte,. En France, à la même période, Pierre Laval avait fermement rappelé au nonce apostolique Rocco[Qui ?] « que si le clergé venait à donner asile au juifs destinés à la déportation dans des églises ou des monastères, il n'hésiterait pas à les en faire sortir à l'aide de la police ».
En janvier 1943, la tension monte depuis plusieurs mois entre le Vatican et le gouvernement allemand concernant les persécutions en Pologne. Face au diplomate allemand von Bergen qui tente d'assouplir la position de son gouvernement, le ministre Ribbentrop lui répond, via une série de notes très fermes, lui donnant la position du gouvernement nazi : si le Vatican sort de son silence pour publiquement dénoncer les persécutions dont sont victimes les polonais, alors le gouvernement du Reich ripostera avec force « pour rendre chaque coup que le Vatican essayerait de porter », et que la situation ne serait pas « au désavantage de l'Allemagne ». Face aux menaces explicites et au refus de Berlin de négocier, la Curie et le pape renoncent à leur parole publique,.
Enfin, les Alliés eux-mêmes, au début de la guerre, ont demandé au pape « de ne pas lancer d'appel en faveur des juifs ». Le diplomate Sir D'Arcy Osborne a influé sur le pape et l'a convaincu de ne pas « lancer d'appel en faveur des juifs de Hongrie car cela aurait de très graves répercussions politiques ». Mark Riebling explique que « les Britanniques craignaient de contrarier Staline, car la condamnation d'atrocités spécifiques risquait de révéler le massacre commis par les Soviétiques de 20 000 officiers polonais prisonniers dans la forêt de Katyn ». Et Riebling de conclure que Pie XII, soumis à des pressions contradictoires, s'abstint de parler en public et œuvra en secret,.

#### Les pressions pour que Pie XII prenne partie
Après le début de l'invasion de l'URSS, les dirigeants nazi font pression sur le pape, « l'invitant en tant que chef de la Chrétienté, à bénir la croisade lancée par les dirigeants de l'Axe contre la Russie bolchevique ». Le pape rejette systématiquement ces appels de plus en plus pressant, car même s'il estime que « le communisme est bien une idéologie intrinsèquement perverse », le nazisme et le fascisme ne valent guère mieux,,. Les diplomates allemands en poste au Vatican rapportent à Berlin qu'avec une chute du communisme et une victoire des nazi, les dirigeants de l’Église catholique redoutent de tomber de Charybde en Scylla.
Dès 1942, Roosevelt envoie auprès du pape Myron Taylor, afin de faire pression sur Pie XII pour qu'il prenne parti dans le conflit en commençant par dénoncer « les atrocités commises à l'égard des ennemis du Reich, à commencer par les Juifs ». Roosevelt voulait aussi que le Vatican accepte également « de se lier plus ou moins à la coalition qui avait inscrit la liberté religieuse et la liberté d'expression parmi ses buts de la guerre » (via la Charte de l'Atlantique). « Mais le Saint-Siège n'avait pas complètement réglé le problème que posait la participation de la Russie communiste et athée à cette coalition. Pour Pie XII, Staline demeurait l'ennemi principal du catholicisme et de la civilisation ; pour Roosevelt, ce rôle était tenu par Hitler ». Le pape ne se laisse pas impressionné par Taylor, et répond que « le Vatican s'était suffisamment avancé sur la voie de la dénonciation des violences nazies pour qu'il n'eut pas à se justifier sur ce point ». Et qu'il n'était « pas enclin à faire une distinction entre les revendications morales des belligérants »,. Des diplomates d'autres pays (Grande-Bretagne, Pologne, Belgique, Yougoslavie, Brésil, et d'autres pays d'Amérique du Sud) tentent de s'unir pour faire pression sur le pape et obtenir de lui la même condamnation des persécutions juives par le pape, mais sa « réponse reste invariablement que le pape, dans ses discours, a déjà condamné les atteintes portées à la morale en temps de guerre et qu'être plus spécifique ne pourrait que faire empirer la situation »,.
Après les victoires alliés (El Alamein, mer de Corail, Midway), Harold Tittmann (en) vient voir le pape au nom du président américain pour obtenir de lui une « dénonciation sans équivoque de l'extermination des Juifs par les nazis ». Mais le pape lui répond « qu'il a déjà, dans ses discours, condamné les atteintes portés à la morale en temps de guerre et qu'être plus spécifique ne pourrait que faire empirer la situation »,,. Quelque temps plus tard, les trois puissances alliés (États-Unis, Grande-Bretagne, URSS) demandent au pape « de s'associer à une déclaration commune concernant la persécution et extermination des Juifs. Pie XII refuse catégoriquement ». Dans sa réponse, le pape explique qu'il « ne pouvait pas condamner les atrocités "particulières", pas plus qu'il ne pouvait approuver les chiffres des victimes qui n'auraient pas été contrôlés par ses soins ». Un peu plus tard il dira a Tittman, qu'il « ne pouvait pas citer directement les nazis sans citer en même temps les bolcheviques, ce qui, pensait-il, n'aurait pas fait plaisir aux Alliés ». Pierre Milza souligne que si Roosevelt et Churchill tentent de faire pression pour que le pape dénonce le génocide juif, eux-mêmes rechignent à prendre la parole, pour des questions de politique intérieure (Roosevelt crains un afflux d’immigrants en Amérique, et Churchill en Palestine),.
À la veille de Noël 1942, le gouvernement américain tente une nouvelle fois de faire pression sur le pape pour l'amener à prendre ouvertement position contre les persécutions nazi en dépêchant leur représentant Tittmann. Sans succès.

#### Dilemme et choix de Pie XII
Pierre Milza écrit : « Le dilemme auquel Pie XII aurait été confronté dès son élévation au pontificat [est de] résister avec fermeté aux pression hitlériennes, à l'instar du pape Ratti, ou réagir mollement, dans la crainte de voir Hitler se venger des catholiques allemands. La question était d'autant plus difficile à résoudre que la menace, selon lui, ne venait pas seulement du Fuhrer, mais également de Staline ». Dans une lettre pastorale, datée du 3 janvier 1937, et qui expose la situation des évêques allemands pris entre le péril communiste et la menace hitlérienne, Pacelli rappelle que des violents mouvements d'humeur et de dépit pourraient faire le lit du bolchevisme. Pie XI et Pacelli sont soucieux d'effectuer le sauvetage du catholicisme allemand, soit par la négociation sur la base du concordat avec le Reich, soit par l'affrontement direct avec le gouvernement hitlérien. La difficulté étant de trouver la bonne solution. Et  Barbara Koehn (de) de poser la question : « Les Églises, dont le pouvoir politique était inexistant, avaient-elles le droit d'exposer les leurs à encore plus de persécution et mettre ainsi en péril leurs oeuvre d'aide et de soutien ? ».
Ce dilemme se posait déjà pour Pie XI qui se demandait s'il devait « entrer en conflit ouvert avec le national-socialisme en dévoilant la nature profonde de son idéologie et la barbarie des actes commis par ses adeptes », mais écrit Milza « Ces paroles de feu destinées à faire le procès des crimes du racisme et de l'antisémitisme, Pie XI avait eu cent fois l'envie de les prononcer. Mais il s'en était généralement abstenu, par crainte de déchaîner des réactions de violence dans une population encore fortement sensibilisée par les souvenirs de la défaite et de la guerre civile », et son successeur d'exprimer la même crainte après sa rencontre avec Dino Alfieri : « Les Italiens [..] savent certainement très bien les choses horribles qui se passent en Pologne. Nous devrions dire des paroles de feu contre des choses pareilles, et la seule chose qui Nous retient est le fait de savoir que, si Nous parlions, Nous rendrions encore plus dure la condition de ces malheureux »,.
Pour Milza, « combattre le totalitarisme national-socialiste impliquait qu'on sût en mesurer les forces et en décrypter le discours. Quel crédit accorder à la logorrhée hitlérienne ? Les dirigeants du IIIe Reich étaient-ils déterminés à faire subir aux catholiques récalcitrants le même sort qu'aux juifs ? Quelle était, dans les choix que Pie XII allait devoir assumer en réponse aux intimidations allemandes, la part de l'idée qu'il se faisait de la volonté criminelle des décideurs allemands, et par conséquent du caractère hautement risqué de toute forme de protestation ? Il fallait donc pouvoir disposer de sources variées et crédibles : le Vatican n'en manquait pas, ce qui ne veut pas dire qu'il en faisait un usage permanent ».
Le cardinal Pacelli développe alors un art oratoire lui permettant de critiquer fermement les gouvernements totalitaires, tout en ayant les moyens d'esquiver leurs reproches. Ainsi, lors d'un voyage à Budapest avant la guerre, le futur Pie XII prononce un « discours de guerre » contre « les hordes barbares déferlant sur l'Europe », avec « assez de doutes sur la cible visée - communisme ou national-socialisme - pour que le secrétaire d’État et plus tard le souverain pontife pût y faire référence en fonction du contexte politique et idéologique du moment », expliquant qu'il parlait de l'un ou de l'autre. Déjà en 1937, Pacelli s'était opposé à la rédaction d'une encyclique condamnant ouvertement (et uniquement) le national-socialisme. Mais il avait accepté l'idée d'une encyclique condamnant les exactions nazi en même temps qu'une expansion du communisme en Europe (à la suite de la Guerre d'Espagne). « Cette réprobation symétrique assurait à ses yeux l’impartialité du Vatican ».
Hubert Wolf écrit que le cardinal, toujours maître de lui était « toujours soucieux de [trouver] un compromis » et qu'ainsi il évitait « tout ce qui était susceptible de mettre de l'huile sur le feu »,. En dehors de l'attitude conciliante de Pacelli, Saul Friedländer, écrit que « souvent, le Saint-Siège cache son opposition aux projets d'un gouvernement sous les apparences d'une amabilité extérieures qui peut tromper ».
Pacelli va laisser aux évêques allemands la charge de la critique des exactions nazi, et pour lui, se réserver la voie diplomatique,,,. Mettre en avant les évêques (et laisser le Vatican s'abstenir de toutes critiques directes) était « une tactique appréciée de Rome lorsque la Curie souhaitait rester à couvert pour garder ouverte toutes les options possibles ». Cette stratégie était déjà en usage au Vatican avant l'arrivée des nazi au pouvoir. Cette politique de charger les évêques allemands de la critique directe du gouvernement était encouragée et soutenue par de rares évêques comme von Galen qui a écrit à Pacelli en ce sens dès mars 1936. Mais Galen qui n'hésitera pas à avoir une parole forte et claire dans de nombreux sermons se lamentera également de la faiblesse et du silence de la majorité de ses collègues. H. Wolf écrit que Pie XII aurait aimé s'exprimer publiquement, mais qu'en « sa qualité de pape et de pasteur suprême des catholiques du monde entier, [il] avait les mains liées. Le pape avait une obligation de neutralité politique. Il ne pouvait par conséquent jeter publiquement l'anathème sur les nazis »,. L'inquiétude de Pie XII face aux possibles rétorsions sur les catholiques allemands par les nazis s'ils venait à prendre une parole forte le retiendront de nombreuses fois de parler et critiquer les actions du régime nazi (comme lors de l'invasion de la Pologne,, du Danemark et de la Norvège, ou le début de l'holocauste,). Le risque de représailles à grande échelle était également encouru, d'après Pierre Milza, si Hilter découvrait l'aide que Pie XII apportait à la résistance allemande qui cherchait à éliminer le dictateur. Ainsi, l'historien écrit qu'Hitler « aurait sans doute cherché à se venger avec la plus grande férocité, et ce aux dépens des catholiques allemands et des populations aussi bien des États neutres que des territoires occupés », s'il avait appris la « trahison » du pape,. Comme l'avait déjà sous-entendu en mai 1940, le diplomate italien Alfieri, lors d'un entretien avec le pape.
Ce dilemme (parler ouvertement ou non) est également exprimé par l'évêque de Münster, von Galen dans un de ses sermons où il dit : « il serait arrogant et déplacé vis-à-vis  de mes très honorables confrères, peut-être même insensé et absurde de me distinguer par une « fugue dans la publicité », risquant de provoquer ainsi des mesures encore plus brutales contre l’Église ».
Ne pouvant parler, mais menaçant de le faire, John Cornwell écrit « qu'il commence alors un jeu de cache-cache diplomatique : Pacelli brandissait la "menace" d'une dénonciation papale, tandis que les représentants du Reich, en faisant mine d'être toujours disposés à négocier, essayaient de retarder le plus possible la protestation officielle de Pie XII ». Konrad Repgen exprime une idée semblable lorsqu'il écrit « Pour lui, l'alternative ne consistait pas simplement parler ou bien se taire; la question était plutôt : quel degré de clarté la parole requise du fait de son ministère doit-elle avoir, et à quel point a-t-elle le droit d'être concrète compte tenu des conséquences ». Hubert Wolf illustre cette idée en donnant l'exemple du message de Noël 1942 en écrivant que Pie XII « croyait être allé aussi loin que possible pour ne pas mettre en péril la marge de manœuvre diplomatique de la Curie et pouvoir continuer à agir pour sauver les juifs ». La crainte de représailles en cas de paroles trop forte amènera également un certain nombre d'évêques à parler à mots couverts (H. Wolf écrit « de manière codée ») lorsqu'ils feront des protestations en faveur des juifs.
Si le pape redoutait une réaction violente et une persécution des régimes nazi ou fasciste, il s'agissait de persécutions contre les civils (catholiques, voir juifs,,), mais non contre lui-même. Déjà Pie XI avait exprimé cette idée en déclarant en 1938 :« Nous sommes disposés aux catacombes, pas au ridicule »,. En 1940, Pie XII aura une réplique similaire devant l'ambassadeur italien, lui disant « qu'il était prêt, si tel devait être son sort, à finir dans un camp de concentration »,.

#### Une situation intenable pour le pape
Dans une lettre à Konrad von Preysing, le 30 avril 1943, Pie XII écrit que l'expérience des réactions allemandes en 1942 à la suite des publications lui impose de « limiter ses déclarations », et qu'il préfère aider les juifs par l'action plutôt que par la parole. Dans sa lettre, il dit « nous laissons aux évêques et archevêques en fonction sur place, le soin d'apprécier, si, et en quelle mesure, le danger de représailles et de pressions [...] incite à la réserver - et ce malgré les raisons qu'il y aurait d'intervenir - afin d'éviter de plus grand maux ». Le pape laisse libre chaque responsable de juger s'il doit parler ou non, tout en louant les « paroles claires et nettes » de certains ecclésiastiques,.
Malgré cette ligne de conduite, ce relatif silence est mal vécu par Pie XII lui-même qui s'inquiète de son interprétation. Ainsi, en octobre 1941, il fait part à Angelo Roncalli de son inquiétude que son « silence au sujet du nazisme ne puisse être mal jugé »,,.
Enfin, le 2 juin 1943, dans une allocution devant le Collège des cardinaux, il vole au secours des victimes de discriminations, « livrées, même sans faute de leur part, à des mesures d'extermination ». Mais il poursuit « Toute parole de notre part, toute allusion publique devrait être sérieusement pesée et mesurée, dans l'intérêt même de ceux qui souffrent, pour ne pas rendre leur situation encore plus grave et insupportable ». La même année, il écrit à un évêque : « Là où le pape voudrait crier haut et fort, c'est l'expectative et le silence qui lui sont imposés »,,. C'est pourquoi, quand les SS raflent à Rome un millier de juifs, sous les propres fenêtres du pape, celui-ci, au lieu d'émettre une protestation publique convoque l'ambassadeur allemand pour s’entretenir discrètement avec lui. La rafle est suspendue et 4 000 Juifs de Rome trouvent asile et restent cachés dans des couvents et collèges catholiques,,,.

## Suites et conséquences

### Dans l'Italie de l'immédiate après-guerre
Avant même la libération de Rome, et durant son occupation par les allemands, l’Église met en place des convois de vivres pour ravitailler les couvents et la ville qui ont faim. Il faut faire venir des campagnes et des zones libérées par les alliés, des vivres collectés par des associations caritatives. Le pape encourage ces actions en publiant même un article dans l'Osservatore romano en octobre 1943. Une fois Rome libéré, le Vatican injecte plusieurs millions de lires dans une organisation regroupant l’État, l’Église et la Croix-Rouge italienne, qui a pour but de faire ravitailler en nourriture les villes italiennes affamées. L'autorité du pape sort renforcée du conflit. « L’Église catholique est apparue comme la seule institution à laquelle les italien pouvaient plus ou moins durablement se raccrocher. De là, l'immense popularité dont jouissait le pape et la crainte éprouvée par ce dernier de ne pas être en mesure de faire face à la menace d'un coup d’État ou d'une insurrection communistes ».
Les Alliés entrent à Rome les 4-5 juin 1944. Le pape est la personne la plus influente d'Italie à cette époque et, compte tenu du discrédit du roi Victor-Emmanuel III, il est même question d'étendre le pouvoir temporel de la papauté. Le pape accorde des audiences aux soldats alliés et aux dirigeants qui sont largement photographiés.
Si le pape refuse de prendre position lors du référendum sur la nouvelle constitution (vote pour une république ou monarchie), il s’investit fortement pour les élections de 1948 qui voient s'affronter le bloc démocrate-chrétien au Front démocratique populaire qui faisait peser une « menace communiste » sur l'Italie. Mais lorsque le gouvernement américain, à partir de 1947, lance une « croisade anti-communiste » et tente d'y embrigader le Vatican, Pacelli, « réaffirme qu'il entend maintenir l'équidistance du Saint-Siège, autrement dit sa neutralité, dans un conflit » Est-Ouest naissant. Mais les persécutions (arrestation et condamnations d'évêques et de religieux) dans les Églises situées de l'autre côté du rideau de fer amènent un raidissement de la position du Vatican qui fait du pape « une cible de la propagande lancée par les communistes en Occident après la signature du Pacte atlantique en 1949 ».
Pie XII s'était abstenu de nommer des cardinaux pendant la guerre. À la fin de la Seconde Guerre mondiale, il y avait plusieurs postes de premier plan vacants, parmi eux : le Cardinal secrétaire d'État, le camerlingue, le chancelier apostolique et le préfet de la Congrégation pour les instituts de vie consacrée et les sociétés de vie apostolique. Pie XII nomme 32 cardinaux au début de 1946 après en avoir annoncé l'intention dans son message de Noël précédent.

### Relations avec la Pologne

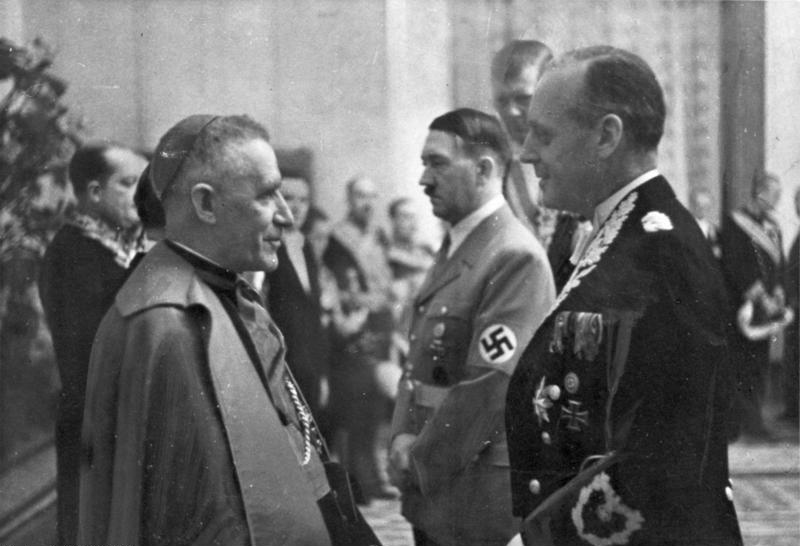
Cesare Orsenigo (à gauche avec Hitler et von Ribbentrop), nonce apostolique d’Allemagne et de facto nonce de Pologne

L'Allemagne et l'Union soviétique, puissances occupantes, demandèrent plusieurs fois à Pie XII de réorganiser les diocèses catholiques conquis, ce qui leur fut régulièrement refusé. Toutefois, la décision de Pie XII de nommer des administrateurs apostoliques allemands en Pologne occupée fut l’une de ses décisions les plus controversées. Cette décision fut la motivation principale du gouvernement provisoire polonais pour déclarer, en 1945, nul et non avenu le concordat de 1925 (traité entre le Vatican et la deuxième république de Pologne). Ceci eut des conséquences capitales pour les relations d'après-guerre entre la Pologne et le Vatican. Il n'y eut pas de nonce apostolique en Pologne entre 1947 et 1989.

### Développement du renseignement
Après la guerre, le Vatican tente de former des prêtres, essentiellement des jésuites, pour aller secrètement derrière le rideau de fer, reprendre contact avec les populations chrétiennes catholiques persécutées par le régime soviétique et dont Rome n'a plus aucune nouvelle. Ces prêtres sont formés dans le collège Russicum, avec des techniques proches des agents secrets.
Ces opérations sont encouragées, soutenues techniquement et financièrement par les services secrets français (Sdece), américains (CIA) et britanniques qui y voient un avantage pour récupérer des informations sur ce qui se passe derrière le rideau de fer. Ils fournissent la logistique pour parachuter les « missionnaires du Vatican », en même temps que leurs propres agents.
L'opération tourne au fiasco et doit être arrêtée après quelques années car tous les prêtres (de même que les autres agents secrets) sont systématiquement arrêtés après leur arrivée sur le sol soviétique : le KGB et la Guépéou ont réussi à infiltrer des agents dans le collège Russicum du Vatican, ainsi que dans les services secrets américains chargés des parachutages, leur permettant de connaître et déjouer toute arrivée d'espions.
Les Soviétiques de leur côté tentent d'infiltrer (encore plus) le Vatican et montent une école spéciale à Lviv pour « former de faux prêtres catholiques avec pour mission d'infiltrer le Vatican ». De son côté, le Vatican organise à partir des années 1950 des « services de renseignements » afin de s'informer sur la situation des pays communistes. Ces services sont sous surveillances et infiltrés par des agents de l'Est.
Le pape Jean XXIII met fin à cette guerre d'espionnage en amenant une détente avec le bloc de l'Est, et Khrouchtchev en particulier. Il obtient la venue d'évêques catholiques du bloc de l'Est au concile Vatican II, et intervient comme médiateur dans la crise de Cuba. Son « rééquilibrage des relations avec les grandes puissances » provoque « une onde de choc au sein de la CIA » et une perte de confiance côté américain (dans son allié « le Vatican »),.

### Accusations posthumes

#### L'abandon des Juifs
Le télégramme envoyé par Ernst von Weizsäcker, ambassadeur allemand à Rome, en octobre 1943, lors de la rafle des juifs dans lequel le diplomate dit « le pape ne s'est pas laissé pousser à une déploration des juifs de Rome. Il a tout fait pour ne pas rendre difficiles les relations avec les autorités allemandes » a été interprété par certains comme une marque de « l'insensibilité de Pie XII à la souffrance juive ». D'après Jacques Nobécourt, « le pape n'a convoqué l'ambassadeur allemand que pour éviter de devoir protester publiquement, et sa discrétion fut efficace » : la rafle a été suspendue et 4 000 Juifs de Rome ont trouvé asile dans des couvents et collèges catholiques,,,,.

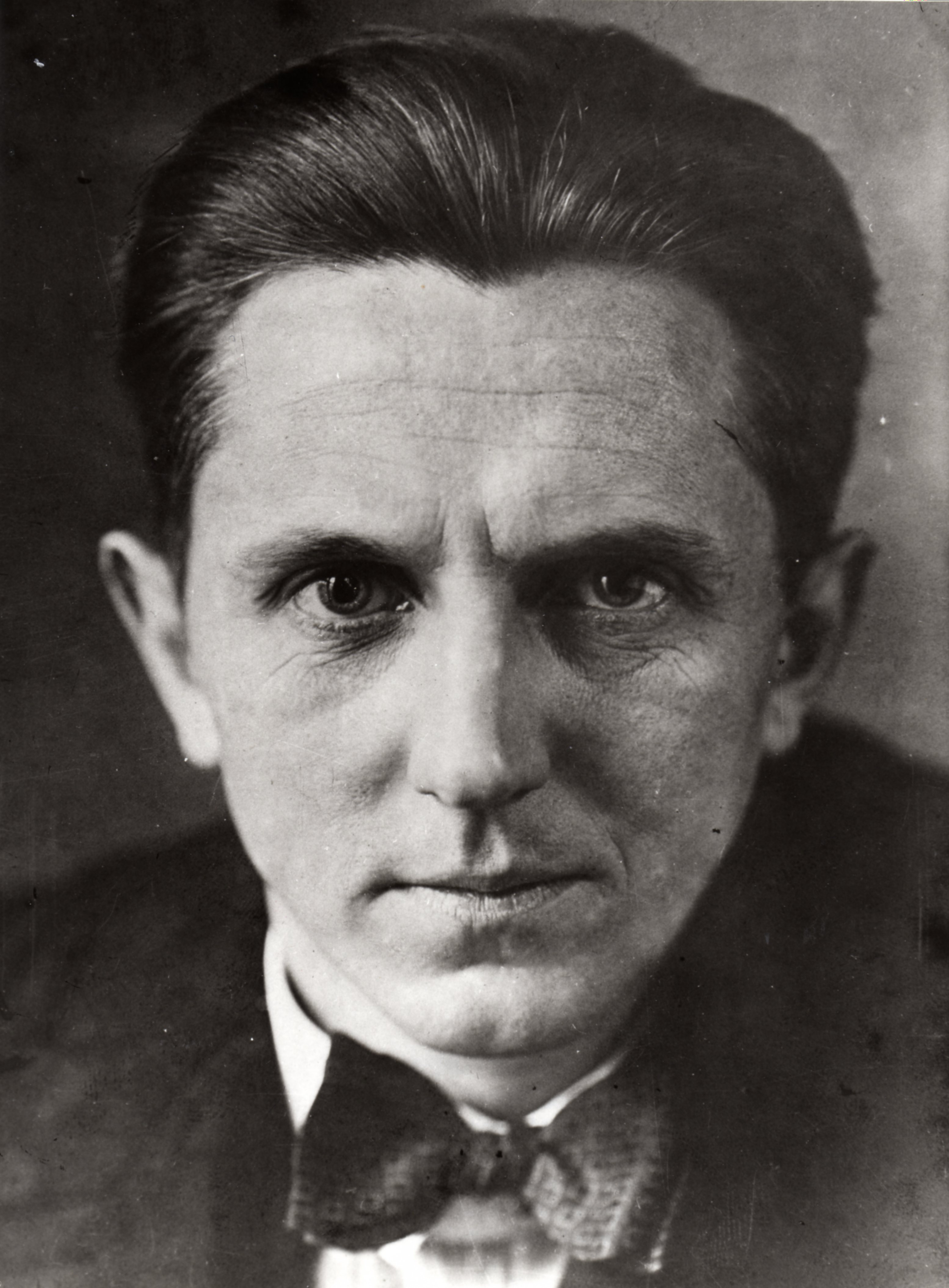
Erwin Piscator, créateur de la pièce Le Vicaire à Berlin en 1963.

Dans les années 1960, le KGB lance une opération de désinformation contre l’Église catholique et le pape Pie XII en particulier pour ternir son image. Pour cela il organise et soutient la création d'une pièce Le vicaire, une tragédie chrétienne, créée par le metteur en scène communiste Erwin Piscator à Berlin-Ouest en 1963. Cette pièce est jouée dans le monde entier et traduite dans une vingtaine de langues. L'auteur Rolf Hochhuth y dépeint Pie XII complice du génocide juif mené par Hitler. En 2002, Costa-Gavras adapte cette pièce au cinéma dans le film Amen.,,,,, après l'annonce de la future canonisation de Pie XII par Jean-Paul II, un moment « bien choisi » pour Barbara Koehn, car « les accusations lancées par certains milieux contre la personne du pape Pie XII [[..]] suscitèrent beaucoup de vagues parmi ceux qui n'aiment pas l’Église de Rome »,.
D'après Johan Ickx, responsable des archives historiques de la secrétairerie d'état, les accusations implicites portées par ces créations théâtrales ou cinématographiques qui laissent penser que Pie XII n'a « esquissé aucun geste pour les atténuer, les condamner ou les empêcher » la déportation des juifs, et donc qu'il en aurait été le complice, sont fausses. Il appuie ses déclarations sur le contenu des archives déclassifiées en mars 2020,. Pierre Milza écrit le scénario du Vicaire est « ignorant de la réalité historique, voire clairement négationniste », et que son auteur Hochhuth, en 2005 « défendit David Irving, l'un des dirigeants les plus radicaux de l'extrême droite allemande condamné pour négationnisme dans trois pays [...] avant d'être lui-même poursuivi pour négationnisme et contraint à faire des excuses auprès des organisations juives ».
En 1983, le film américano-italo-britannique La Pourpre et le Noir qui relatait l'affrontement entre le prêtre irlandais Hugh O'Flaherty et l'officier SS Herbert Kappler montre en arrière-plan un pape Pie XII, très réservé, inactif face à la protection des juifs, à l'opposé de son prêtre très investi.
Pourtant, au lendemain de la guerre, plusieurs personnes dans les milieux juifs affirment que cette stratégie « d'interventions individuelles et discrètes ainsi que la mise en œuvre des réseaux d'assistance de l'Église était la seule solution possible et qu'elle a permis de sauver des milliers de juifs ». Parmi ces témoins, on trouve Golda Meir, Albert Einstein ou l'historien juif Pinchas Lapide,. Barbara Koehn écrit que « jusqu'en 1960 personne n'avait mis en doute l'aide apportée par Pie XII aux Juifs » et que d'éminentes personnalités juives tels que Golda Meir, Moshe Sharett, Elio Toaff ou le grand rabbin de Rome, « lui ont rendu hommage pour ce qu'il avait fait pour les juifs persécutés ».
Lapide a émis en 1967 ce jugement sur Pie XII :

« Si j’étais catholique, j’aurais peut-être dû m’attendre à ce que le pape, en tant que représentant déclaré du Christ sur terre, se prononce pour la justice et contre le meurtre - quelles qu’en soient les conséquences. Mais en tant que Juif, je considère l’Église et la papauté comme des institutions humaines, aussi fragiles et faillibles que nous tous. Frêle et faillible, Pie XII s’est vu imposer des choix à maintes reprises, ce qui aurait fait vaciller un homme inférieur. Le 261e pape n’était, après tout, que le premier catholique, héritier de nombreux préjugés de ses prédécesseurs et des défauts de ses 500 millions de coreligionnaires. La principale culpabilité pour le massacre d’un tiers de mon peuple est celle des nazis qui ont perpétré l’Holocauste. Mais la culpabilité secondaire réside dans l’échec universel de la chrétienté à essayer d’éviter ou, du moins, d’atténuer le désastre ; d’être à la hauteur de ses propres principes éthiques et moraux, quand la conscience criait : « Sauvez ! », tandis que l’opportunisme conseillait la distance. […] Ce n’est que dans le contexte d’un tel égoïsme monumental, dans le contexte de l’antijudaïsme chrétien millénaire, que l’on peut commencer à évaluer le bilan du pape en temps de guerre. […] Une protestation retentissante […] ou une aide silencieuse, fragmentaire ? Des paroles fortes - ou des actes prudents ? Ce dilemme a dû être un supplice : quelle que soit la voie qu’il choisissait, des conséquences atroces étaient inévitables. Incapable de guérir la maladie de toute une civilisation et ne voulant pas supporter le poids de la fureur d’Hitler, le pape, contrairement à beaucoup plus puissants que lui, a […] sauvé du mieux qu’il pouvait par ses propres lumières. Qui, sinon un prophète ou un martyr, aurait pu faire beaucoup plus ? »

En 2009, la Pave The Way Fondation a établi le projet de faire inscrire Pie XII comme Juste parmi les nations,. En 2016, le rabbin David Dalin soutient la même idée et défend le pape Pie XII face à ses détracteurs,.

#### Ouverture des archives
En février 2006, le pape Benoit XVI ouvre à tous les chercheurs l'accès aux archives du pontificat de Pie XI (couvrant la période du 6 février 1922 au 10 février 1939 qui représente 100 000 pièces d'archives. On y trouve tous les rapports entre les nonciatures, la curie romaine et le cardinal Pacelli, ainsi que les notes de ce dernier lors de ses entretiens quotidiens avec le pape Pie XI.
À la demande de Pave the Way Foundation (PTWF), le Vatican a accepté, en 2010, la numérisation et publication en ligne de près de 5 125 documents des archives secrètes du Vatican, qui vont de mars 1939 à mai 1945. Certains concernant l'action de l'église et du pape sont déjà en ligne (des milliers de documents et vidéos de témoins) : la communauté scientifique est sollicitée pour l'exploitation de tous ces documents.
L'ouverture des archives du Vatican concernant la période de 1942 à 1944, qui a déjà débuté depuis 2012, devrait permettre d'aboutir à une réponse définitive à ce sujet,. Le lundi 4 mars 2019, le pape François annonce :
« J’ai décidé que l’ouverture des archives vaticanes pour le pontificat de Pie XII aura lieu le 2 mars 2020, à un an exactement du 80e anniversaire de l’élection d’Eugenio Pacelli au siège de Pierre ».
D'après Jean Sévilla, il n'y a aucune révélation à attendre de ces nouvelles archives car l'essentiel des documents a été publié entre 1965 et 1982, sous forme de 12 volumes de 800 pages chacun. Ces documents sont connus et exploités des historiens de longue date.

#### Plainte des victimes de la Shoah contre le Vatican
En 1999, une action de recours collectif est engagée entre les survivants de l'holocauste, la Banque du Vatican et l'ordre des Franciscains auprès du Tribunal de San Francisco en Californie le 15 novembre 1999. Les motifs du recours collectif sont l'enrichissement de conversion, injuste, la restitution, le droit à une comptabilité, les violations des droits de l'homme et les violations du droit international.
L'action contre la banque du Vatican est annulée en 2007 en raison de l'immunité souveraine. Elle se poursuit à l'encontre des Franciscains. Le 11 septembre 2009, la Cour fédérale écarte la plainte contre les Franciscains en raison du manque de compétence de la juridiction fédérale et refuse aux demandeurs la possibilité de modifier la plainte le 13 novembre 2009. Les demandeurs en font appel auprès du Neuvième Circuit au motif que la Banque du Vatican est engagée dans l'activité commerciale des États-Unis.

#### L'absence de condamnation publique
Mark Riebling (en) écrit que dès le début de la guerre, le pape Pie XII avait décidé d’œuvrer à mettre fin au régime hitlérien, d'aider et soutenir les acteurs allemands qui chercheraient à renverser le pouvoir nazi pour le remplacer par un pouvoir plus démocratique. Pour cela le pape avait décidé d'agir dans le secret, et l'historien écrit que Pie XII avait accepté « l'immense hiatus entre les propos affichés et les actes clandestins » qu'il mènerait, mais que cette action clandestine se terminerait dans la controverse.
Ainsi, d'après l'historien, quand le 20 octobre 1940 le pape signe son encyclique Summi Pontificatus qui condamne clairement le nazisme, ce même jour, Pacelli « fait le choix historique d'aider à assassiner Adolf Hitler »,. Cet avis est partagé par le chef de la Gestapo, Heinrich Müller, qui écrit dans un rapport que le texte de « cette encyclique est uniquement dirigée contre l'Allemagne, tant sur le plan des conceptions générales qu'en ce qui concerne le conflit germano-polonais. Le danger qu'elle représente sur le plan de la politique intérieure est extérieure est évident ». Si le texte de son encyclique fut accueilli avec joie et enthousiasme par la presse alliée et juive, si ces mêmes journaux saluaient le pape comme « anti-nazi » durant toute la guerre, le temps passant, son silence sur les persécutions des juifs a entamé sa crédibilité morale de la foi, et tendu les relations judéo-catholiques.
Dans le discours du 2 juin 1945 prononcé par le pape au Vatican, celui-ci critique ouvertement le nazisme. Ses propos provoquent des remous dans les milieux diplomatiques du fait que le pape « ait attendu la défaite de l'Allemagne pour attaquer les nazis en public ». C'est Josef Müller lui-même qui expliquera à Harold Tittmann (en) que c'est la résistance allemande elle-même qui avait demandé que « le pape s'abstienne de faire des déclarations publiques stigmatisant les nazis, et en particulier en les condamnant ». Müller avait ajouté que « si le pape s'était montré plus spécifique, les Allemands l'auraient accusé de céder aux sollicitions des puissances étrangères et cela aurait rendu les catholiques allemands encore plus suspects qu'ils ne l'étaient et aurait grandement restreint leur liberté d'action dans leurs actions de résistance au nazisme ». Müller a terminé en disant à Tittmann que le pape « avait suivi son avis tout au long de la guerre ». Müller n'était pas le seul à avoir demandé au pape de « se taire » : les Alliés eux-mêmes avaient demandé au pape « de ne pas lancer d'appel en faveur des juifs », qui risquerait de mettre en lumière le massacre de Katyń par les Soviétiques, et ainsi de porter la division chez les Alliés.

#### La difficulté de juger le silence de Pie XII
Concernant l'absence de condamnation explicite de la Shoah par Pie XII et le Vatican, l'historien Pierre Milza se pose la question de savoir si le pape était pleinement conscient du drame (d'autant que le pape recevait également des rapports niant la réalité des persécutions et génocides,,. L'historien écrit : « pas plus que les Alliés de l'Ouest, les représentants du Saint-Siège ne pouvaient ignorer, à la fin de l'été 1942, les horreurs de la persécution des Juifs européens. [..] Cette question est la suivante : Comment ces documents et ces rapports furent-ils lus et interprétés ? Étaient-ils assez explicites pour que Pie XII et ses principaux collaborateurs y trouvent une explication à la tragédie qui était en train de se jouer ? Donnèrent-il lieu à des débats, voire à des tensions au sein de la Curie ? L'historien (dit Philippe Chenaux), il faut bien le reconnaître, est assez dépourvu pour apporter des éléments de réponse précis à ces questions cruciales. Que Pie XII ai compris à la lecture de ces documents [il en lisait beaucoup] qu'un drame d'une ampleur sans précédent était en train de se produire, la chose paraît évidente. Qu'il se soit alors posé la question de savoir s'il convenait de sortir du silence qu'il s'était imposé jusqu'alors, la chose ne paraît pas moins claire. La réponse moins évidente ». Ainsi, un témoins de l'époque Raymond Aron écrit dans ses mémoires : « le génocide, qu'en savions-nous à Londres ? Au niveau de la conscience claire, ma perception état à peu près la suivante : les camps de concentration étaient cruels, dirigés par des gardes-chiourmes recrutés non parmi les politiques, mais parmi les criminels de droit commun ; la mortalité y était forte, mais les chambres à gaz, l'assassinat industriel d'êtres humains, non, je l'avoue, je ne les ai pas imaginés, et parce que je ne pouvais pas les imaginer, je ne les ai pas sus ».
Si « beaucoup d'historiens » ont reproché à l’Église catholique, et au pape, de ne pas faire acte de résistance contre la politique de l'Allemagne nazie, c'est, explique l'historienne Barbara Koehn (de), que ces mêmes historiens ne donnent qu'un « sens exclusivement politique au terme de résistance », et que l’Église n'ayant pas « parlé et agi pro hominibus, c'est-à-dire au nom de toute personne persécutée, le conflit qui les opposait au national-socialisme n'aurait pas mérité le nom de résistance ». L'historienne estime pour sa part que cette position lui « semble pourtant trop restrictive pour rendre compte de la complexité du problème »,. Elle ajoute que ces reproches et accusations concernent, en conséquence, de la même manière l'Église protestante,.
Quelques historiens (comme Ger van Roon (de)) ont reproché aux dignitaires de l’Église (comme Michael von Faulhaber), dans leurs sermons et prêches, de ne rester que sur l'aspect ecclésial et théologique des attaques anti-chrétiennes et antisémites faites par les nazis, et de ne pas faire d'affirmation qui pourrait être interprétée dans un sens politique. B. Koehn écrit que ces historiens sous-estiment ou taisent « les contraintes que le concordat imposait à l’Église si elle voulait sauver l'essentiel, à savoir son indépendance »,. Et B. Koehn d'ajouter que si le gouvernement du Reich violait régulièrement les termes du concordat, « l’Église catholique, en revanche, observa scrupuleusement les stipulations du concordat et renonça à toute intervention à caractère politique ». Autre exemple, B. Koehn rapporte également que « la plupart des historiens reprochent à Adolf Bertram son souci de la légalité », mais que d'autres historiens comme Bernhard Stasiewski ou Karol Jonca (pl) sont plus nuancés. Ces derniers estiment que « le cardinal Bertram a, par sa politique respectueuse des lois et par ses continuels contacts avec le pouvoir, garanti la survie de l’Église et par conséquent encouragé les catholiques allemands dans leur résistance au régime »,. Hubert Wolf s'interroge lui aussi de savoir si « le pacte avec le diable » (pacte réalisé en signant le concordat) n'est pas en partie responsable du « silence de Rome sur la persécution et le meurtre systématique de millions de juifs par les nazis ». L'historien reconnaît que faute d'accès aux archives du Vatican pour la période de la guerre (lorsqu'il termine son ouvrage), les motivations du pape et de la Curie « ne peuvent faire l'objet que de spéculations »,.
Pierre Milza écrit « Nul doute que l'occupant n'ait eu des moyens de pressions irrésistibles et que le silence du pape et de la hiérarchie n'ait constitué un affreux devoir. Il s'agissait pour Pie XII d'éviter le pire des malheurs, mais il reste qu'un crime de cette envergure retombe pour une part non médiocre sur tous les témoins qui n'ont pas crié et quelles qu'aient été les raisons de leur silence ». Et d'ajouter que « Pie XII devait faire face aux exigences contradictoires de sa charge pastorale. Là où le pontife voudrait crier haut et fort, c'est malheureusement l'expectative et le silence qui lui sont souvent imposés ; là où il voudrait agir et aider, c'est la patience et l'attente qui s'imposent »,. Et Milza de noter : « l'image que Pie XII a laissée de lui et qui reste aujourd'hui encore [est] incertaine. Celle d'un prélat, puis d'un chef de l’Église, incapable de trancher entre la défense, quel qu'en soit le prix, de la communauté juive et l'abandon de celle-ci à la folie meurtrière des dirigeants nazis. Ou celle d'un "saint" qui aurait choisi de laisser les bourreaux accomplir tranquillement leur sinistre besogne. Disons-le clairement, la personnalité d'Eugenio Pacelli ne coïncide tout à fait ni avec l'une ni avec l'autre de ces deux démarches ». « Après un peu moins de trois quarts de siècle d'interrogations et de polémique, aucun des arguments développés dans les deux camps ne permet de trancher en effet de manière décisive dans un sens ou dans l'autre ».
Et Milza de conclure : « l'historien ne démérite pas qui offre, à l'instar d'un Jean Chelini, « un non-lieu pour Pie XII », dans le procès qui a été fait à ce dernier par les Épigones de Hochhuth et par leurs admirateurs d'aujourd'hui ».

## Documentaires
- 1995 : Pope Pius XII: The Pope, the Jews and the Nazis de Jonathan Lewis.
- 2009 : Une main pour la paix : Pie XII et l’Holocauste de David Naglieri.
- 2015 : Ombres de vérité de Liana Marabini.
- 2018 : 39-45 : la face cachée du Vatican réalisé par Juliette Desbois
- 2020 :
  - Holy Silence de Steven Pressman.
  - Pie XII, le Vatican et Hitler de Luigi Maria Perotti et Lucio Mollica.
- 2022 : Enquête au Vatican : le pape et le diable de Max Serio.
- 2024 : Le Pape Pie XII et la Shoah, documentaire ZDF de Christian Feyerabend (55 minutes), diffusé sur Arte le 8 octobre 2024, avec notamment David Kertzer, auteur de The Pope at war : the secret history of Pius XII, Mussolini, and Hitler (2022), Klaus Kühlwein (de) et Emma Fattorini.